# Brasilia
Brasilia (en portugués Brasília) es la capital federal de Brasil y la sede del Gobierno del Distrito Federal, localizada en la región Centro-Oeste del país. Tiene una población de 3 015 268 habitantes, según estimaciones de 2019 del Instituto Brasileño de Geografía y Estadística, lo que la convierte en la tercera ciudad del país por población. Además, tiene una población de 4 284 676 en la zona metropolitana. Es sede del Gobierno federal, conformado por los tres poderes de la república (ejecutivo, legislativo y judicial).

## Historia

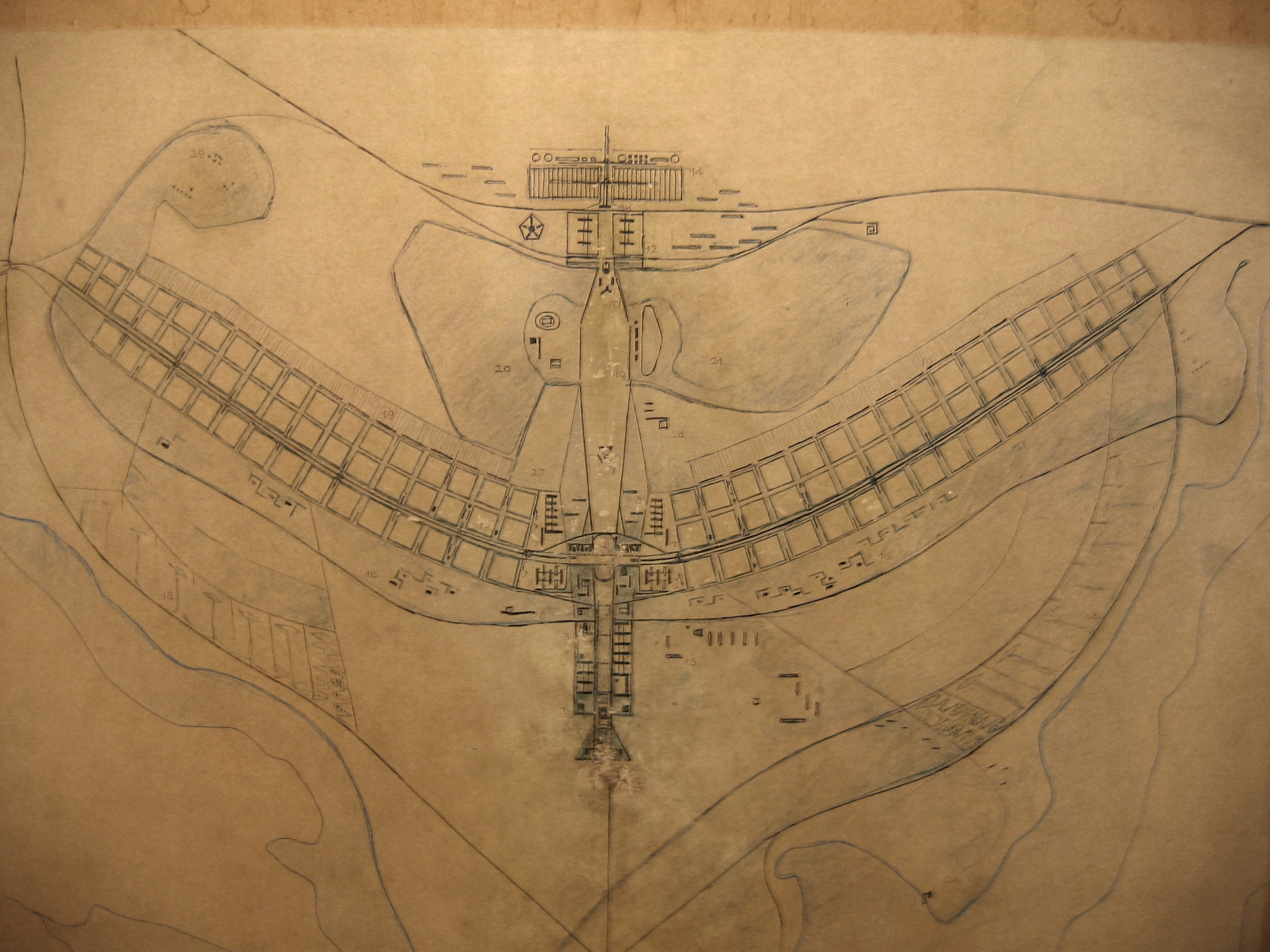
Plano piloto original de la ciudad

La construcción de la ciudad comenzó el 23 de octubre de 1956. Lúcio Costa fue el principal urbanista y Oscar Niemeyer el principal arquitecto. En 1960 se convirtió oficialmente en la capital de Brasil. Junto con Belmopán (la capital de Belice), Islamabad (la capital de Pakistán), Abuya (la capital de Nigeria), Putrajaya (la capital administrativa de Malasia), Astaná (capital de Kazajistán), Canberra (capital de Australia), Naipyidó (la nueva capital de Myanmar) y Nusantara (la nueva capital de Indonesia), es una de las ciudades capitales de más reciente construcción en el mundo. Brasilia se localiza en el Distrito Federal. A su vez, el Distrito Federal limita completamente con el estado de Goiás y, en una pequeña y estrecha franja, al sureste, con el estado Minas Gerais.
En 1761 el marqués de Pombal menciona, en el primer registro histórico, la necesidad de «interiorizar» la capital de la entonces colonia portuguesa de Brasil y establecer una sede administrativa lejos de la costa del océano Atlántico. Años después, en 1821, el líder independentista José Bonifácio sugiere el nombre de Brasilia para una futura capital brasileña.
La idea de edificar la nueva capital en las regiones del interior (y no en la costa atlántica) incluso se había recogido en la primera Constitución republicana de 1891, en el siglo XIX, y, por tanto, Brasilia se construyó con el fin de ser la nueva capital de Brasil, situada en el interior del país. Entre 1892 y 1896, se envió la misión Cruls, encabezada por el geodesta Luís Cruls, a la meseta central brasileña para buscar un sitio propicio para la construcción de la nueva capital y consiguió la demarcación del cuadrilátero que resultó fundamental para la elección del sitio donde posteriormente se erigió.
Brasil previamente había tenido dos ciudades capitales: Salvador de Bahía y Río de Janeiro, situadas en la costa atlántica y vinculadas desde antiguo al poder colonial portugués. Al trasladar la capital al interior, el gobierno del Brasil independiente pretendía ayudar a poblar aquella zona del país, atrayendo habitantes de zonas muy pobladas mediante el traslado de la administración pública hacia el hinterland rural. Se contrató a gente de toda la nación, especialmente de la Región Nordeste, para la construcción de la ciudad. Brasilia es conocida internacionalmente por haber aplicado los principios establecidos en la Carta de Atenas de 1933.
Cuando Juscelino Kubitschek fue elegido presidente en 1953, la idea original era buscar una ciudad ya existente en el interior de Brasil para convertirla en capital. Al no encontrar ninguna que reuniese las condiciones necesarias, se tomó la decisión de fundarla. 

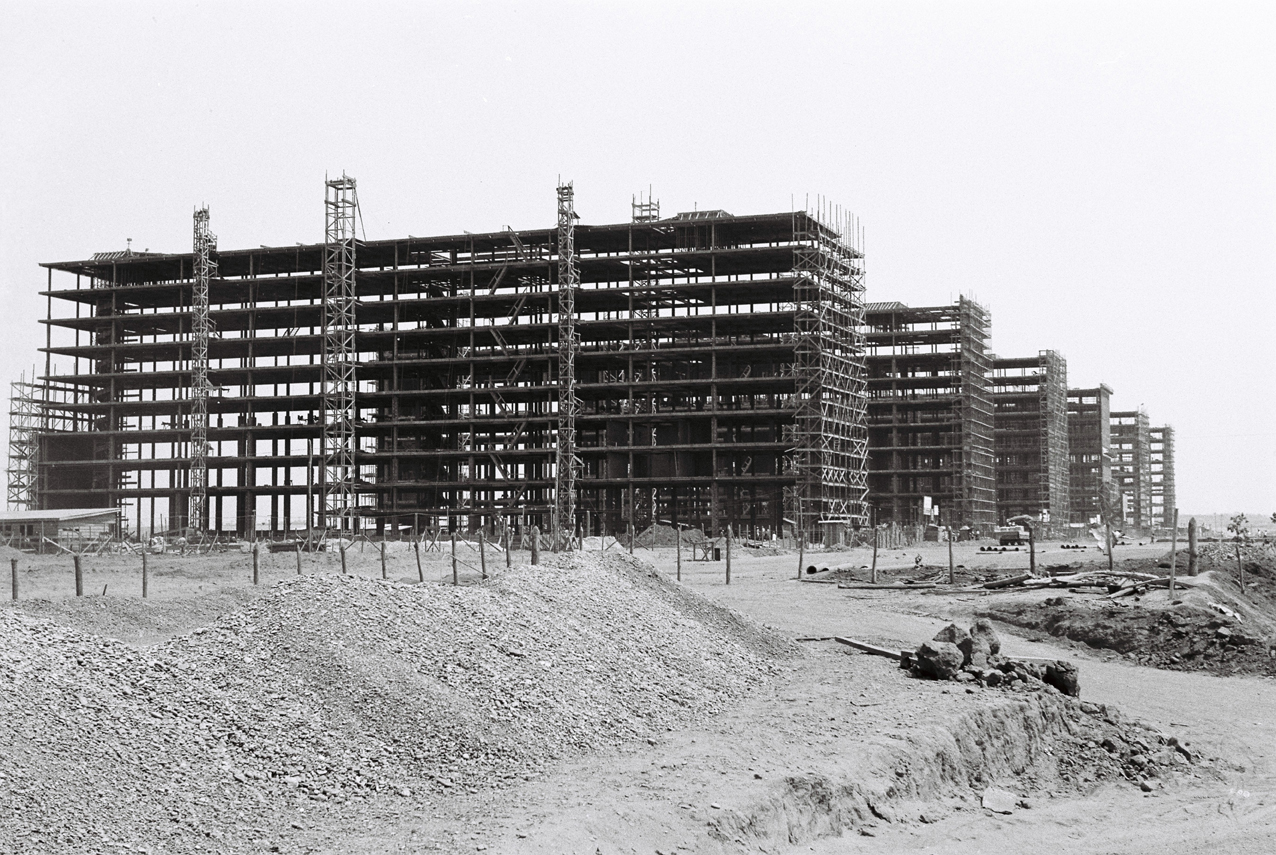
Construcción de Brasilia en 1959.

El primer paso para la construcción de una nueva capital en el interior del país fue la selección de su ubicación, para lo cual se eligió a mediados de 1956 una extensa meseta en la zona sureste del estado de Goiás. Las obras de construcción se iniciaron el 23 de octubre de 1956 y, conforme se concluían los edificios administrativos, diversas entidades gubernamentales (y sus integrantes) se trasladaron a la nueva ciudad. El arquitecto Lúcio Costa ganó el concurso para el diseño de la nueva urbe y fue el principal urbanista de la ciudad. Oscar Niemeyer, un amigo cercano de Lúcio, fue el principal arquitecto de la mayoría de los edificios públicos y Roberto Burle Marx fue el diseñador de paisaje. El 21 de abril de 1960, tras 41 meses de trabajo, se inauguró la ciudad al quedar completada, en gran parte gracias al apoyo político y financiero otorgado por el presidente Juscelino Kubitschek. A partir de esta fecha se inició la transferencia de los principales órganos del Gobierno federal a la nueva capital con el cambio de las sedes de los poderes ejecutivo, legislativo y judicial federal. 

El presidente Juscelino Kubitschek lanzó el proyecto de construir una nueva capital.

Kubitschek formó un equipo de profesionales de su misma tendencia política. Así fue como el grupo de creativos intentó desarrollar un modelo de ciudad «utópica» donde se pretendía eliminar las clases sociales. Por esta razón, también se la conoce como Capital de la Esperanza, título otorgado por el escritor francés André Malraux. Aunque en la actualidad dicho objetivo solo se ha cumplido parcialmente, durante la construcción de la ciudad el igualitarismo sí se hizo realidad, ya que obreros y funcionarios compartían los improvisados campamentos y las comidas. 
Con la toma de poder en Brasil por los militares en 1964, la ciudad continuó siendo la capital del país, a pesar del desprecio que la nueva administración derechista mostraba hacia todo el legado del gobierno de Kubitschek. Sin embargo, las oficinas gubernamentales siguieron en Brasilia y las sedes de las poderosas empresas de propiedad estatal también fueron trasladadas allí.

### Historia y vida de loscandangos
La construcción de Brasilia fue un objetivo perseguido por diferentes gobiernos de Brasil en diferentes momentos de su historia, desde la época imperial hasta el comienzo de la República. Los motivos invocados por quienes defendían la idea de cambiar la capital brasileña de Río de Janeiro para el altiplano central eran la necesidad de interiorizar, centralizar y modernizar el país. La construcción de la capital se llevó a cabo entre los años 1956 y 1960, bajo el gobierno de Juscelino Kubitschek.
Muchos arquitectos, ingenieros, constructores, obreros y familias fueron los responsables de las construcciones de ese gran proyecto. Una buena parte de los migrantes que se desplazaron hacia los patios de obras estaba compuesta por hombres oriundos del nordeste de Brasil que buscaban una oportunidad de concretizar una vida mejor; a estos primeros habitantes de la nueva capital se les conoce como “candangos”, expresión que, al comienzo, tenía una connotación despectiva. Hoy, candango, al lado de brasiliense, es la forma usada para designar a quien nació o vive en Brasilia (como gaúcho, con relación a los nacidos en el estado de Rio Grande do Sul, y carioca con relación a los habitantes de la ciudad de Río de Janeiro).
El día a día de los candangos era muy difícil; los obreros que muchas veces venían de los estados del nordeste o del norte de Brasil, recibieron una almohada, un colchón, una manta y comida; además estaban todos agrupados en una gran tienda de campaña.
Durante las obras de la construcción de Brasilia, muchos candangos vivían en carpas y tiendas de campaña; trabajaban de forma continua, muchas horas al día y, en algunos casos, llegaban a trabajar dieciséis horas diarias. Muchos de ellos encontraban fuerzas para trabajar más allá de la jornada semanal para la cual estaban contratados, una vez que su remuneración era por horas de trabajo – entre más trabajaban, más les pagaban, venciendo el cansancio y la distancia de sus familias de origen o de los lugares en los que residían en el nuevo Distrito Federal.
En la medida en que el proceso de construcción avanzaba, el número de candangos en Brasilia también aumentaba. Con ello, se incrementaron los problemas relacionados con la ocupación urbana, y los accidentes se hicieron más frecuentes. No existían equipamientos de protección específicos y, según los registros, murieron cerca de tres mil obreros durante las obras, de 1956 a 1960. Se sabe que, entre tantos, al menos dos de ellos murieron soterrados en la construcción. Además de la precariedad de las condiciones de trabajo y de vida de los candangos, no se puede dejar de mencionar lo ocurrido en febrero de 1959, cuando cortaron el agua en las tiendas de campaña donde vivían los candangos para impedir que salieran a divertirse en el carnaval, ocasión muy aguardada por esos trabajadores en aquel momento. Ese día hubo violencia, golpizas y tiroteos por parte de la Guardia Especial de Brasilia (GEB), responsable por la vigilancia de los espacios de construcción de la ciudad, que resultó en un número elevado de heridos y muertos.
Muchos trabajadores sufrieron accidentes en la obra y fueron llevados al hospital, pero muchos murieron, entre ellos, dos murieron enterrados durante la construcción de la Universidad de Brasilia, donde hoy hay un auditorio llamado “Dois Candangos”.
A pesar de la vida de esfuerzo y sufrimiento que vivieron, los candangos fueron borrados de los libros de historia y sus condiciones de vida, su rutina cotidiana y la represión que sufrían son desconocidas para la mayoría.
La expresión candango hoy nos remite a sinónimos de perseverancia, valentía y dedicación. En su homenaje se erigió un monumento de bronce, de ocho metros de altura en el centro de la plaza de los Tres Poderes. Ese monumento, denominado “Os Guerreiros”, al que se le conoce popularmente como Dois Candangos, es obra del artista plástico Bruno Giorgi.

## Geografía

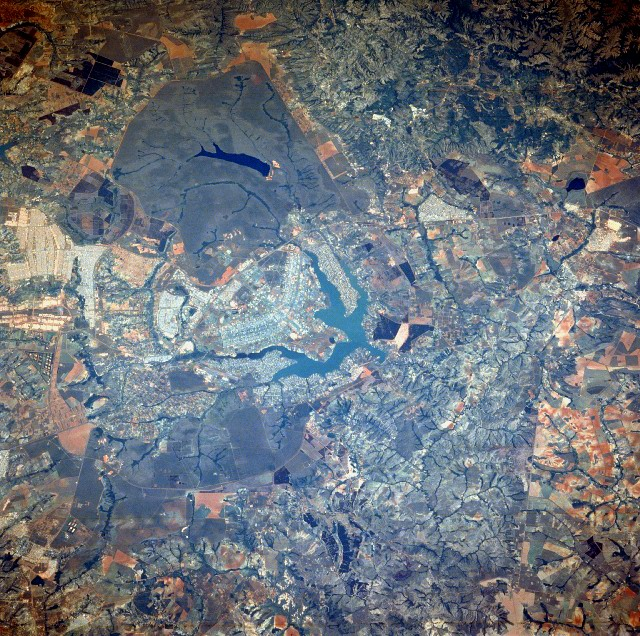
Imagen satelital de la ciudad

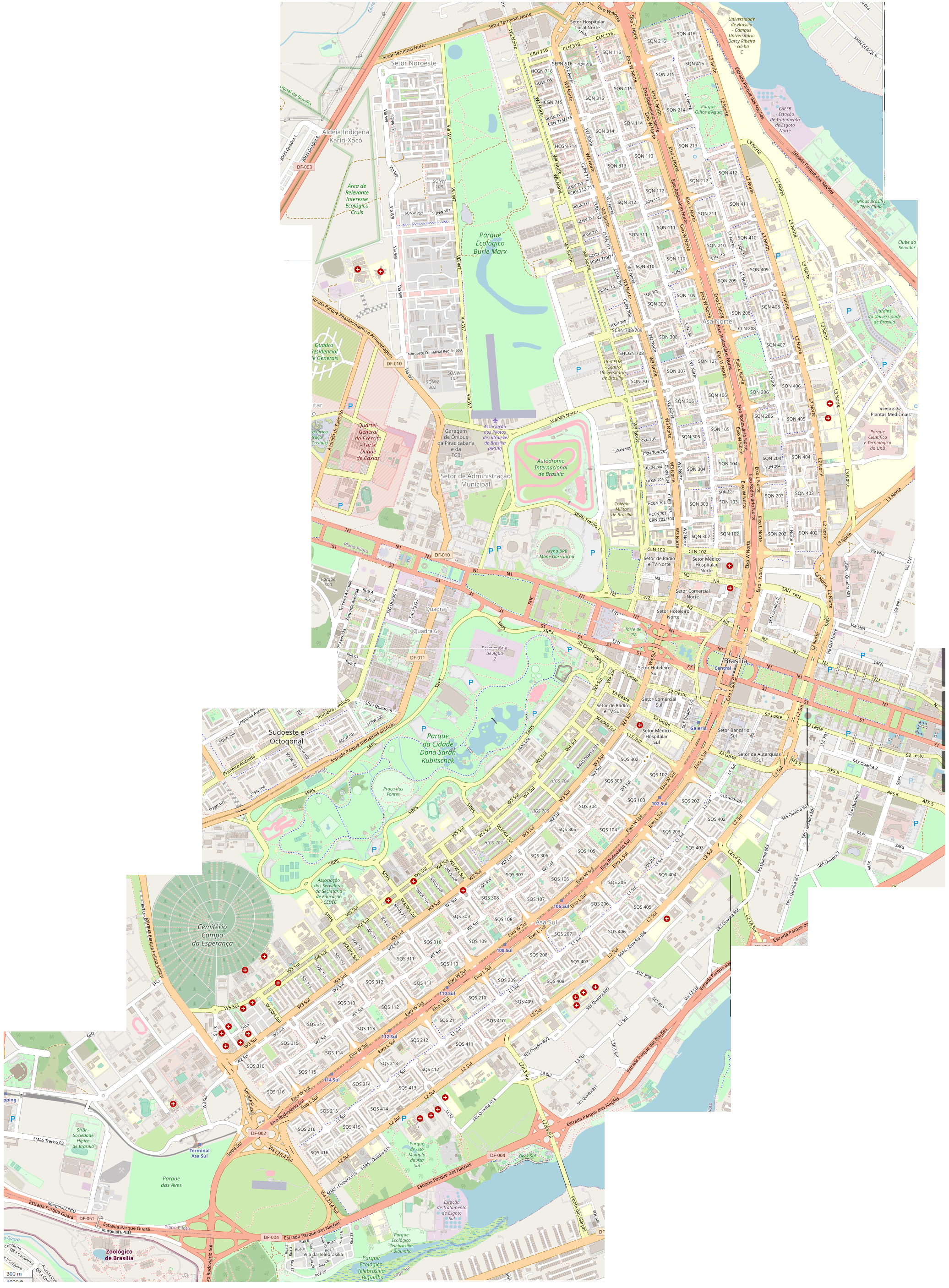
Mapa de OpenStreetMap, que abarca la zona del Plano Piloto de Brasilia.

La ciudad se encuentra en una ecorregión sudamericana conocida como El Cerrado, que es semejante a una sabana. Los principales ríos que se encuentran en los alrededores de la ciudad son el Preto, Santo Antônio do Descoberto y São Bartolomeu.

### Clima
El clima de la capital del país es tropical, más ameno por causa de la altitud, con dos temporadas según el grado de humedad del aire: una temporada es seca y suave, mientras que la otra es húmeda y cálida. La temperatura ambiental media es de 21,4 °C. Es interesante observar que Brasilia tiene un clima muy estable (oscilación térmica anual media), con unos promedios de temperaturas máximas y mínimas mensuales que varían hasta 10 grados. El mes con el promedio más alto de temperatura máxima es enero con 27 °C, mientras que julio tiene el promedio más bajo de temperaturas máximas con 25 °C. La media de las temperaturas mínimas más bajas, por el contrario, se registra durante el mismo mes de julio, con 13 °C, mientras que el promedio de temperaturas mínimas más elevadas se producen durante los meses de diciembre y enero con 17 °C. 
Según estas investigaciones realizadas entre los años 1961 y 1990, el mes más lluvioso en la ciudad es diciembre, con 20 días con lluvia, mientras que los meses menos lluviosos son junio y julio, con solo 3 días.
El clima de Brasilia puede ser clasificado como clima tropical de sabana (Aw), de acuerdo con la clasificación climática de Köppen.

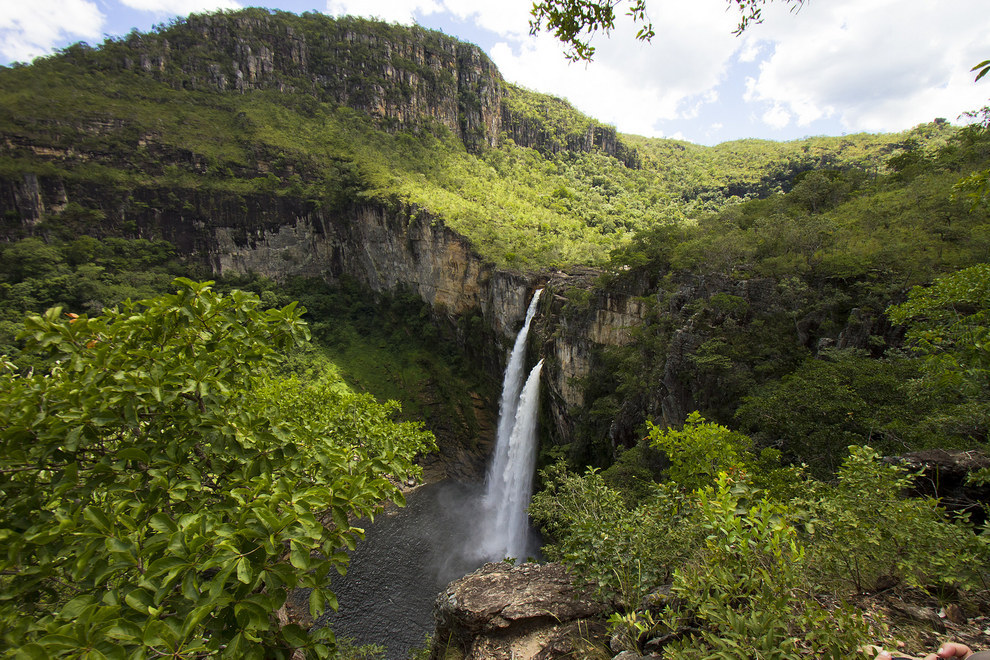
Parque nacional de Brasilia

| Parámetros climáticos promedio de Brasilia (1961 - 1990)     | Parámetros climáticos promedio de Brasilia (1961 - 1990) | Parámetros climáticos promedio de Brasilia (1961 - 1990) | Parámetros climáticos promedio de Brasilia (1961 - 1990) | Parámetros climáticos promedio de Brasilia (1961 - 1990) | Parámetros climáticos promedio de Brasilia (1961 - 1990) | Parámetros climáticos promedio de Brasilia (1961 - 1990) | Parámetros climáticos promedio de Brasilia (1961 - 1990) | Parámetros climáticos promedio de Brasilia (1961 - 1990) | Parámetros climáticos promedio de Brasilia (1961 - 1990) | Parámetros climáticos promedio de Brasilia (1961 - 1990) | Parámetros climáticos promedio de Brasilia (1961 - 1990) | Parámetros climáticos promedio de Brasilia (1961 - 1990) | Parámetros climáticos promedio de Brasilia (1961 - 1990) |
| Mes                                                          | Ene.                                                     | Feb.                                                     | Mar.                                                     | Abr.                                                     | May.                                                     | Jun.                                                     | Jul.                                                     | Ago.                                                     | Sep.                                                     | Oct.                                                     | Nov.                                                     | Dic.                                                     | Anual                                                    |
| ------------------------------------------------------------ | -------------------------------------------------------- | -------------------------------------------------------- | -------------------------------------------------------- | -------------------------------------------------------- | -------------------------------------------------------- | -------------------------------------------------------- | -------------------------------------------------------- | -------------------------------------------------------- | -------------------------------------------------------- | -------------------------------------------------------- | -------------------------------------------------------- | -------------------------------------------------------- | -------------------------------------------------------- |
| Temp. máx. abs. (°C)                                         | 32.6                                                     | 31.2                                                     | 32.1                                                     | 31.0                                                     | 29.7                                                     | 28.6                                                     | 29.9                                                     | 32.2                                                     | 35.8                                                     | 37.4                                                     | 33.3                                                     | 33.7                                                     | 37.4                                                     |
| Temp. máx. media (°C)                                        | 26.9                                                     | 26.7                                                     | 27.1                                                     | 26.6                                                     | 25.7                                                     | 25.2                                                     | 25.1                                                     | 27.3                                                     | 28.3                                                     | 27.5                                                     | 26.6                                                     | 26.2                                                     | 26.6                                                     |
| Temp. media (°C)                                             | 21.2                                                     | 21.3                                                     | 21.5                                                     | 20.9                                                     | 19.6                                                     | 18.5                                                     | 18.3                                                     | 20.3                                                     | 21.7                                                     | 21.6                                                     | 21.1                                                     | 21                                                       | 20.6                                                     |
| Temp. mín. media (°C)                                        | 17.4                                                     | 17.4                                                     | 17.5                                                     | 16.8                                                     | 15                                                       | 13.3                                                     | 12.9                                                     | 14.6                                                     | 16                                                       | 17.4                                                     | 17.5                                                     | 17.5                                                     | 16.1                                                     |
| Temp. mín. abs. (°C)                                         | 12.2                                                     | 11.0                                                     | 14.6                                                     | 10.7                                                     | 1.4                                                      | 3.3                                                      | 1.6                                                      | 5.0                                                      | 9.0                                                      | 10.2                                                     | 11.4                                                     | 13.5                                                     | 1.4                                                      |
| Lluvias (mm)                                                 | 247.4                                                    | 217.5                                                    | 180.6                                                    | 123.8                                                    | 38.6                                                     | 8.7                                                      | 11.1                                                     | 13.9                                                     | 55.2                                                     | 166.6                                                    | 231.1                                                    | 246                                                      | 1540.6                                                   |
| Días de lluvias (≥ 1 mm)                                     | 17                                                       | 14                                                       | 13                                                       | 9                                                        | 3                                                        | 1                                                        | 1                                                        | 1                                                        | 5                                                        | 13                                                       | 16                                                       | 18                                                       | 111                                                      |
| Horas de sol                                                 | 154.4                                                    | 157.5                                                    | 180.9                                                    | 201.1                                                    | 234.3                                                    | 253.4                                                    | 266.5                                                    | 262.9                                                    | 203.2                                                    | 168.2                                                    | 142.5                                                    | 138.1                                                    | 2363                                                     |
| Humedad relativa (%)                                         | 76                                                       | 77                                                       | 76                                                       | 75                                                       | 68                                                       | 61                                                       | 56                                                       | 49                                                       | 53                                                       | 66                                                       | 75                                                       | 79                                                       | 67.6                                                     |
| Fuente: Brazilian National Institute of Meteorology (INMET). |                                                          |                                                          |                                                          |                                                          |                                                          |                                                          |                                                          |                                                          |                                                          |                                                          |                                                          |                                                          |                                                          |

### Relieve
Brasilia, la capital de Brasil, está situada en el altiplano brasileño, a una altitud aproximada de 1.172 metros sobre el nivel del mar. La topografía de la ciudad se caracteriza por un terreno en forma de meseta con colinas onduladas y un paisaje generalmente llano. El singular trazado de la ciudad, diseñado por Lúcio Costa, se asemeja a un pájaro o un avión, con el Eje Monumental en dirección noroeste-sureste y el Eje de Carreteras curvándose de norte a suroeste. La elevación y el terreno de la ciudad contribuyen a su clima templado, lo que la convierte en un lugar agradable para vivir todo el año.

### Geología

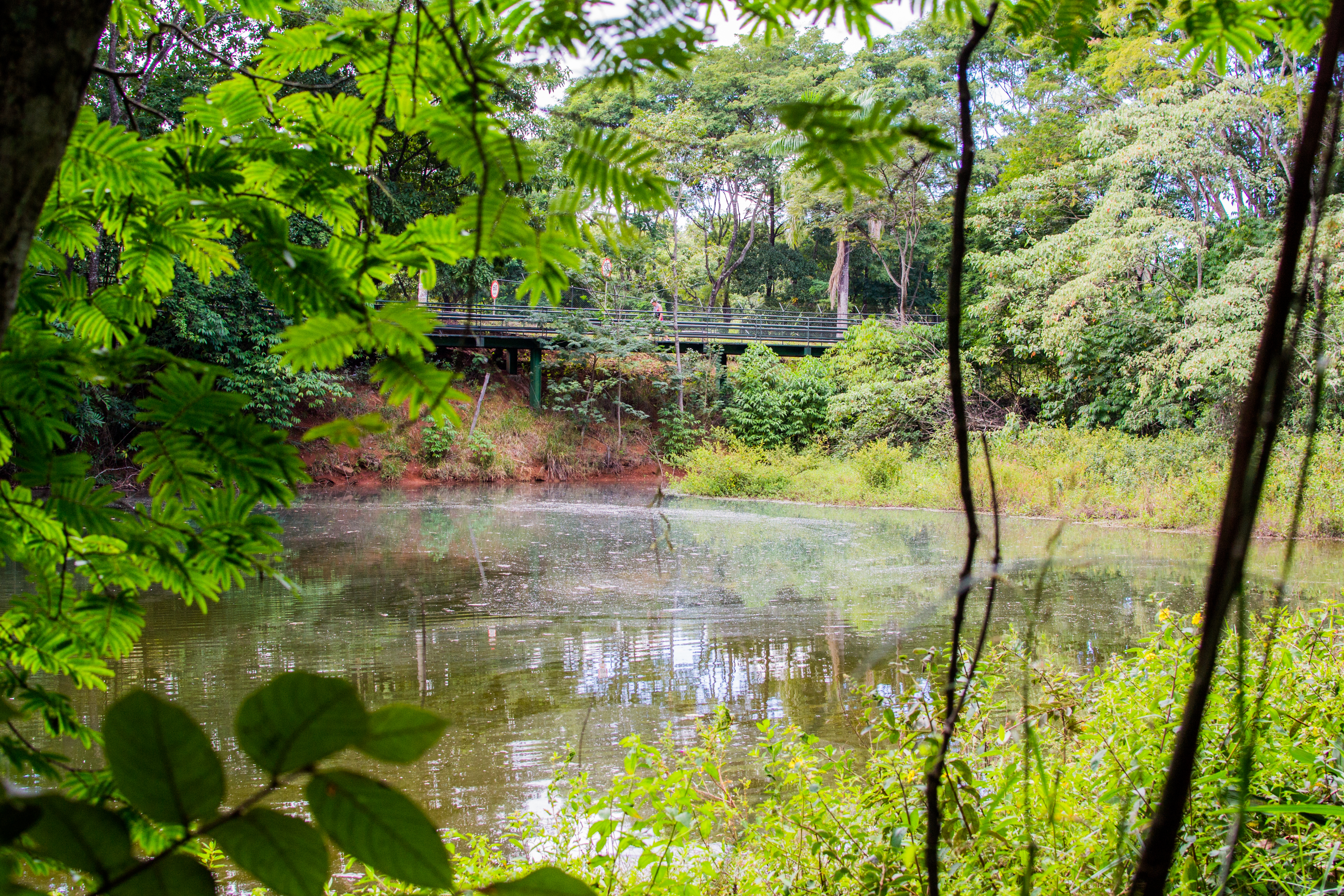
Laguna del Sapo (Lagoa do Sapo) en el Parque Olhos D'Água

La geología de Brasilia es compleja y fascinante. La ciudad está construida sobre el basamento precámbrico del Cratón de São Francisco, que está recubierto por rocas sedimentarias e intruido por actividad ígnea. La región forma parte del Cinturón de Brasilia, un orógeno neoproterozoico que se formó durante la convergencia de varios bloques continentales antiguos. La zona es rica en rocas máficas y ultramáficas, como gabro olivínico, anortosita y piroxenita. La historia geológica de Brasilia incluye importantes acontecimientos tectónicos, como el cierre del océano de Goiás y la posterior colisión continental.

### Hidrografía
Brasilia alberga varias masas de agua importantes, la más notable de las cuales es el Lago Paranoá, un lago artificial creado para aumentar la disponibilidad de agua y mantener la humedad regional. El lago es un popular lugar de recreo, que ofrece actividades como wakeboard, windsurf y buceo. El río Tocantins y el río São Francisco son también importantes masas de agua de la región, que proporcionan recursos hídricos esenciales para la ciudad y sus alrededores.

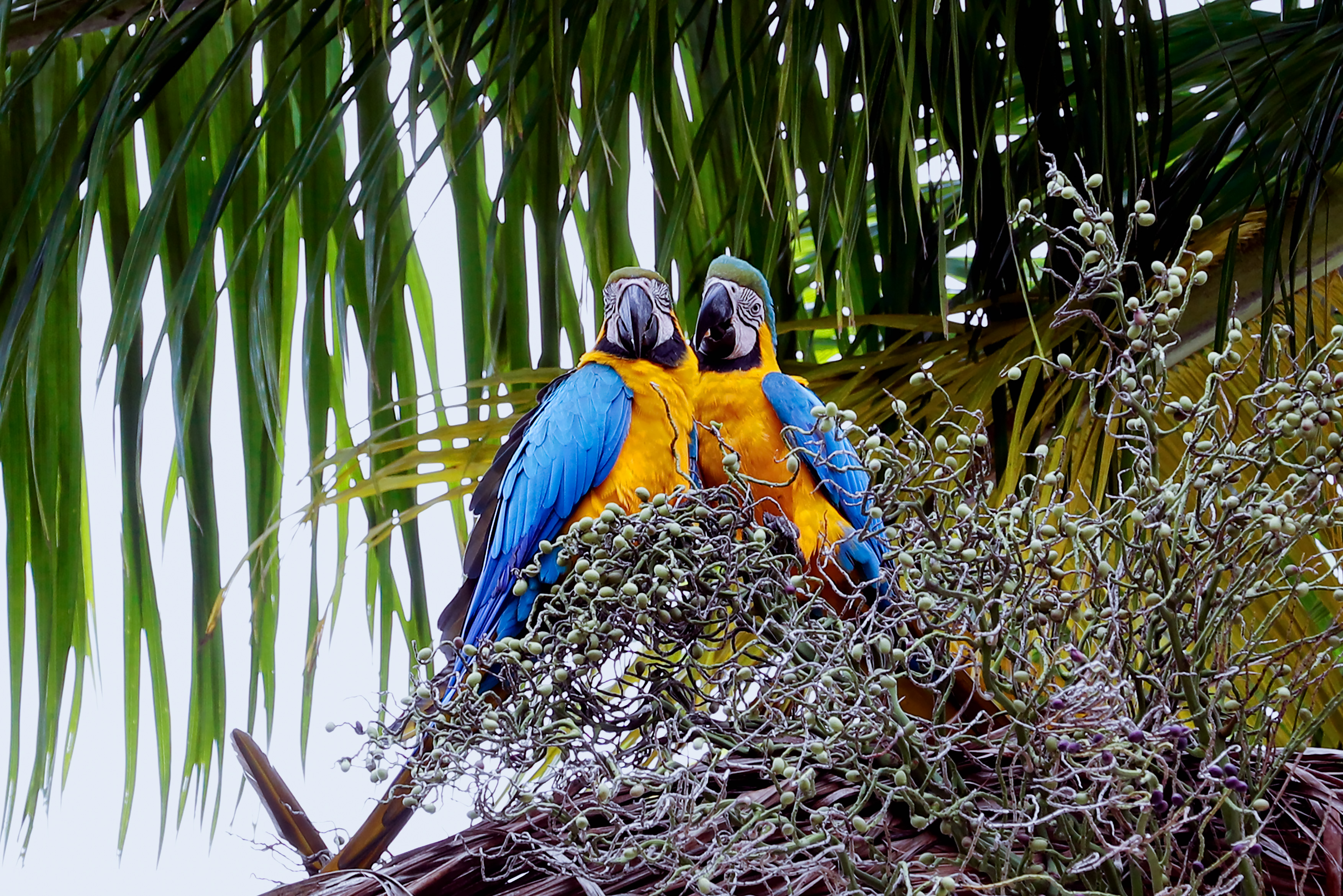
Dos ejemplares de Guacamayo Azul y Amarillo (Ara ararauna o Arara-canindé) en Brasilia

### Vida salvaje
Los entornos naturales que rodean Brasilia albergan una gran diversidad de vida salvaje. La fauna de la región incluye mamíferos como ciervos, armadillos y zorros, así como una variedad de especies de aves como tucanes, loros y halcones. Los reptiles, como lagartos y serpientes, también son comunes en la zona. Los parques y espacios verdes de la ciudad proporcionan hábitats para estos animales, contribuyendo a la rica biodiversidad de la región.

## Demografía
De acuerdo con el Instituto Brasileño de Geografía y Estadística, en 2008 había 2 455 903 habitantes residiendo en el Distrito Federal brasileño, y la densidad de población era de 423,28 hab/km². El último censo del PNAD reveló que el 44 % de los habitantes son de raza blanca, 48,5 % pardos (mulatos/mestizos), 6,6 % de raza negra y 0,9 % asiáticos o amerindios.

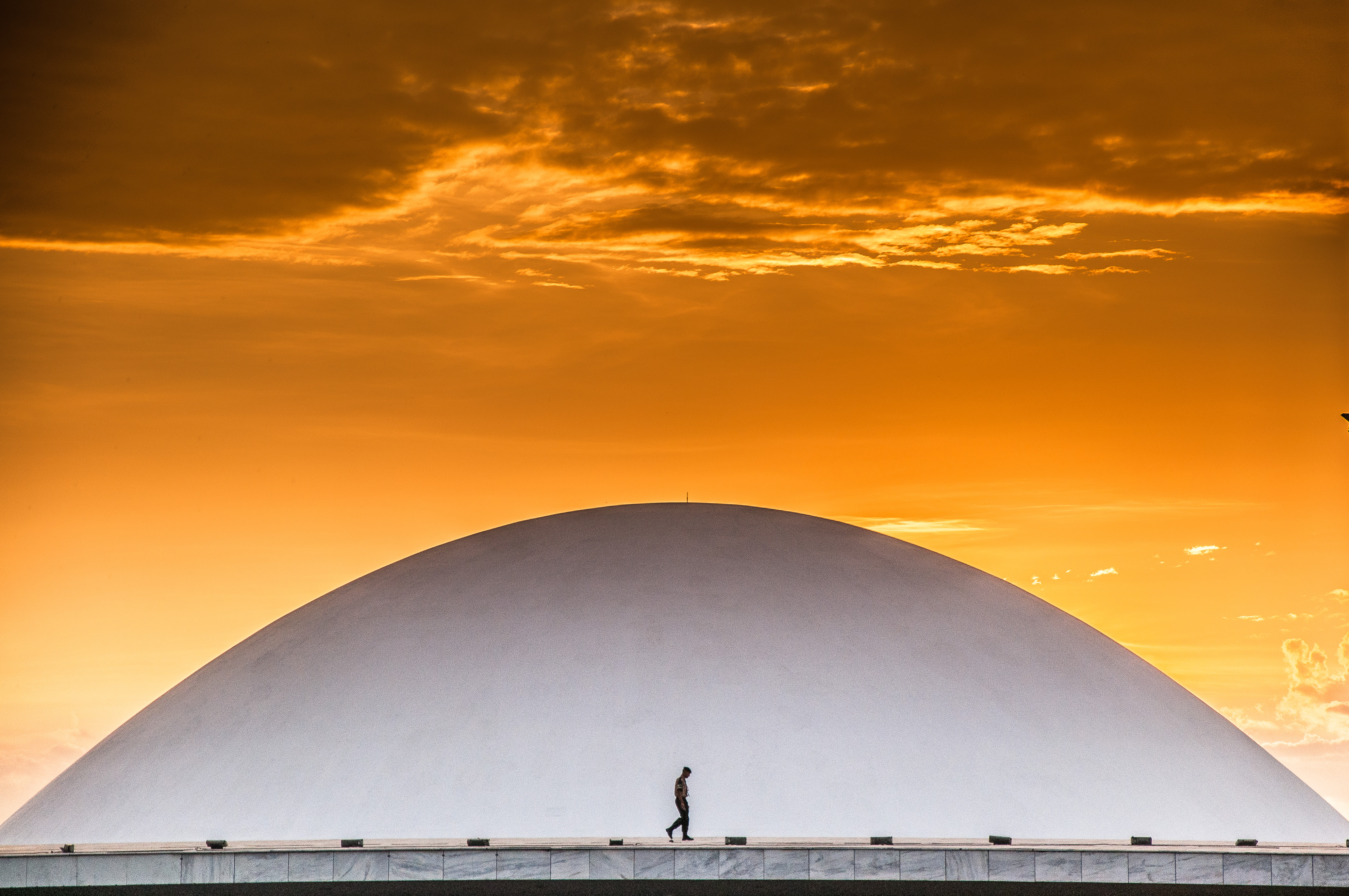
Espacio Lúcio Costa, Brasilia

La mayoría de la población de raza blanca del Distrito Federal es de ascendencia portuguesa, italiana o alemana. Los pardos son una mezcla de europeo con negro y amerindio, variando de claro a oscuro, pudiendo tener una piel amarillenta o café. Los habitantes de raza negra son de ascendencia africana subsahariana.
En cuanto al perfil religioso de la ciudad, la mayoría profesa el catolicismo, seguido del protestantismo. Brasilia es hogar de aproximadamente entre 120 y 150 familias judías.
Brasilia es considerada una de las ciudades con mayores tasas de crecimiento en Brasil. Su población se incrementa en promedio un 2,82 % durante el año.
El Índice de Desarrollo Humano en la ciudad es de 0,824, el cual es un nivel de país desarrollado, y la tasa de analfabetismo es del 4,35 % aproximadamente.

### Desigualdad
El Distrito Federal donde se encuentra la ciudad de Brasilia es una de las unidades de la federación brasileña más desiguales del país. El Distrito Federal abriga la sede del gobierno brasileño y las regiones administrativas (RAs) con promedios de renta mensual muy altos, como la región del Lago Sul. La RA del Plan Piloto tiene el más alto promedio de renta per cápita del DF: 2685,70 reales mensuales. 

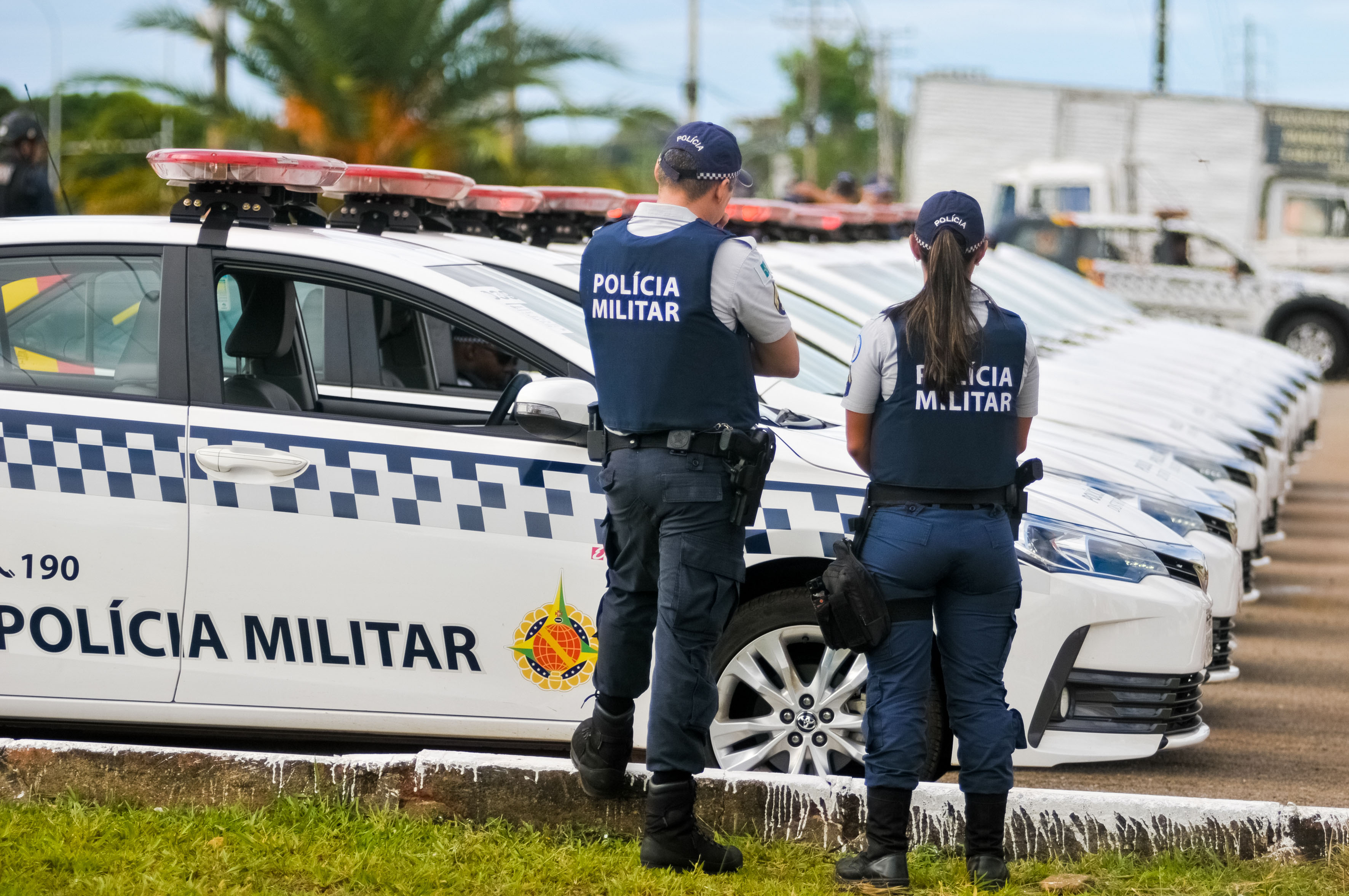
Agentes de la Policía Militar del Distrito Federal

La desigualdad social en Brasilia es el resultado, en parte, del contexto histórico de la formación de la ciudad. Al final de la construcción de la ciudad, los candangos fueron expulsados hacia las regiones distantes del Plan Piloto de la capital; allí surgieron las antiguas “ciudades-satélites” y, como consecuencia, se estableció una ocupación territorial heterogénea en el DF. Esto hizo posible que la brecha entre clases sociales y razas aumentase cada vez más a lo largo del tiempo. Se puede observar que, en las regiones de alta renta, como Lago Sul y Plano Piloto, la mayoría de la población es blanca, mientras que en las regiones más pobres predomina la población de afrodescendientes, como SCIA / Estrutural, en donde el 76,6 % de la población es negra.

### Criminalidad
Los índices de criminalidad son elevados, especialmente en el Distrito Federal.
Según los sociólogos, la delincuencia en el DF, especialmente en las ciudades satélites, es un legado del crecimiento desorganizado, a pesar de basarse en centros urbanos planificados. Los niveles de criminalidad en el DF están entre los más altos de Brasil, llegando a un promedio de hasta dos asesinatos por día. En 2012, hubo 1.031 homicidios, con una tasa de 38,9 por cada 100.000 habitantes, la 478ª más alta del país. Existen diversas propuestas para intentar reducir la criminalidad en la capital: entre ellas, una mayor vigilancia policial, medida que, al ser aplicada, ha llevado a una reducción de la violencia.

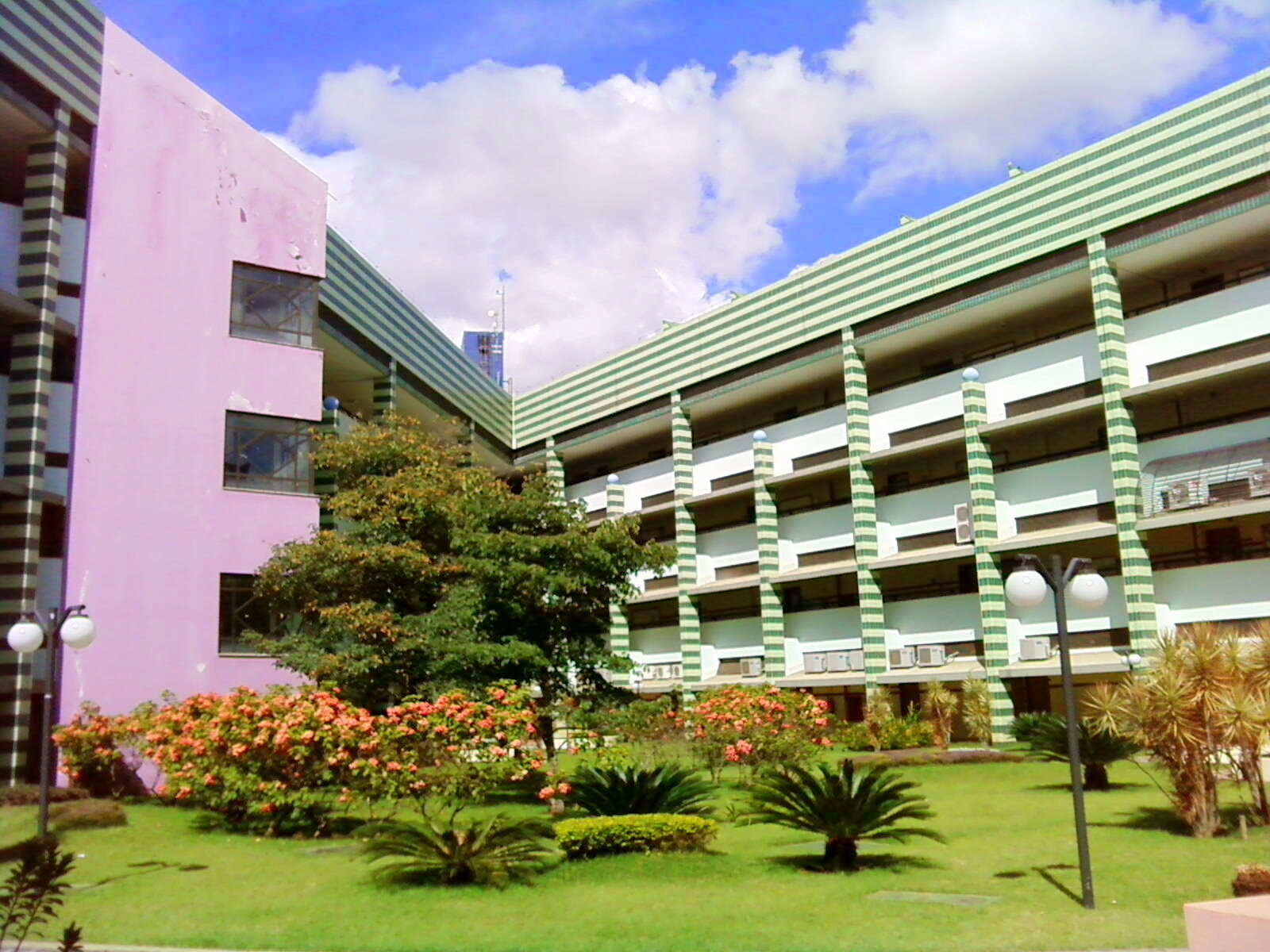
Universidad Católica de Brasilia

### Educación
El portugués es la lengua oficial del país, por lo que es la lengua primaria enseñada en las escuelas. No obstante, el inglés como lengua extranjera forma parte del plan de estudios oficial de educación media.
El Índice de Desarrollo Humano (IDH) de Brasilia es de 0,824, lo que puede considerarse como un valor relativamente alto. Según los datos levantados entre 2019 y 2020, el promedio de alfabetización en la ciudad es de un 97,5 %, más alto que los 93,6 % del promedio nacional.
Por lo general, el nivel de escolaridad del Distrito Federal es el más alto del país, pues un 18,57% de la población ha tenido 15 años o más de educación formal. Además, en la clasificación del Examen Nacional de Enseñanza Media (ENEM), tres de las escuelas brasileñas aparecen entre las 100 con mejor puntuación, en 26ª, 65ª y 70ª posiciones, respectivamente. A pesar de ello, en las periferias de Brasilia, apenas un 4,5 % de los habitantes tienen grado de enseñanza superior completa y solo una minoría ha concluido la enseñanza media, según estudio realizado en 2015.
En lo que se refiere a la enseñanza superior, los cursos que atraen al mayor número de estudiantes son: medicina, ingeniería civil, derecho, relaciones internacionales y psicología. Debido a un desfase entre oferta y demanda, esas profesiones no son las que presentan más oportunidades de trabajo en el mercado, lo que acaba por dificultar la búsqueda de empleo en esas áreas.

Entre las universidades mas destacadas de la ciudad se pueden mencionar:

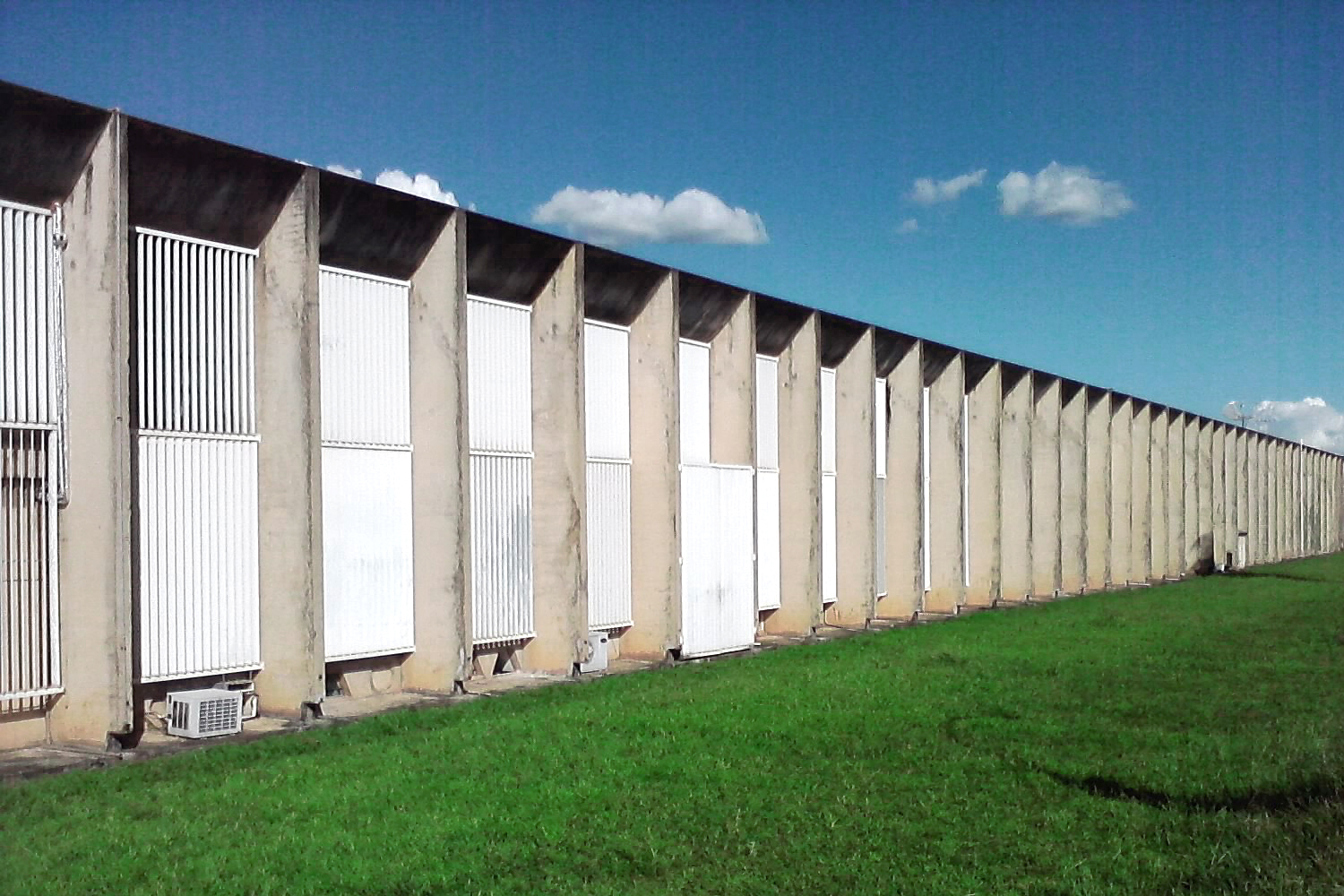
Instituto Central de Ciencias de la Universidad de Brasilia, conocido como "Minhocão".

- Universidad de Brasilia (Universidade de Brasília — UnB)
- Universidad Católica de Brasilia (Universidade Católica de Brasília — UCB)
- Instituto Científico de Enseñanza Superior y Encuesta (Instituto Científico de Ensino Superior e Pesquisa - UNICESP)
- Centro Universitario de Brasilia (Centro Universitário de Brasília — UniCEUB)
- Centro Universitario del Distrito Federal (Centro Universitário do Distrito Federal — UniDF)
- Centro Universitario Euroamericano (Centro Universitário Euroamericano — UNIEURO)
- Instituto de Educación Superior de Brasilia (Instituto de Educação Superior de Brasília — IESB)
- Unión Pionera de Integración Social (União Pioneira da Integração Social — UPIS)
- Universidad Paulista (Universidade Paulista — UniP)

### Salud

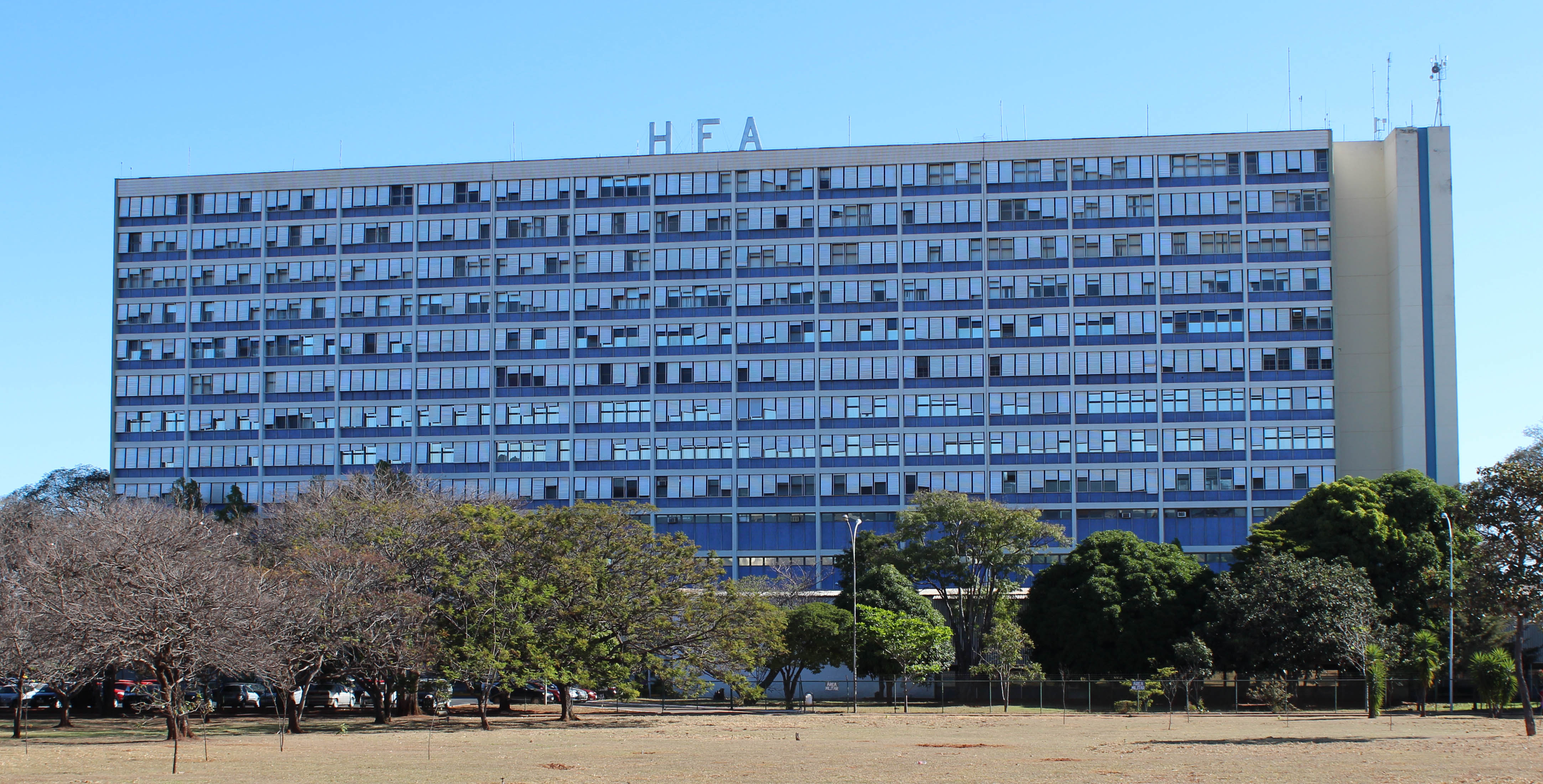
Hospital de las Fuerzas Armadas de Brasil en Brasilia

Según datos del Instituto Brasileño de Geografía y Estadística (IBGE), Brasilia contaba en 2009 con un total de 1756 establecimientos de salud, de los cuales 148 eran públicos y 1608 privados, que en conjunto tenían 5294 camas de hospitalización, de las cuales casi 3700 eran públicas. La ciudad también cuenta con atención médica ambulatoria en especialidades básicas, atención odontológica con dentistas y presta servicios al Sistema Único de Salud (SUS).
La región administrativa de Brasilia cuenta con varios hospitales públicos, como el Hospital de Base del Distrito Federal (HBDF), el Hospital Regional del Ala Norte (HRAN), el Hospital Regional del Ala Sur (HRAS), de la Secretaría de Salud del Distrito Federal, así como el Hospital Universitario de Brasilia (UnB). Algunas de las demás regiones administrativas también cuentan con hospitales públicos de la Secretaría de Salud del Distrito Federal, en un total de 12. El sistema de salud pública de la capital recibe diferentes quejas y críticas (como es común en Brasil), principalmente por casos de mal servicio, desigualdad entre negros y blancos e ineficiencia. Por otro lado, Brasilia cuenta con uno de los mayores proyectos de informatización del sistema de salud de Brasil. La Región Administrativa de Brasilia tiene cuatro sectores hospitalarios: Sector Hospitalario Local Norte (SHLN) - final del Ala Norte; Sector Hospitalario Local Sur (SHLS) - final del Ala Sur; Sector Hospitalario Médico Norte (SMHN) - Zona Centro Norte, donde se encuentra el HRAN; Sector Hospitalario Médico Sur (SMHS) - Zona Centro Sur, donde se encuentra el HBDF.

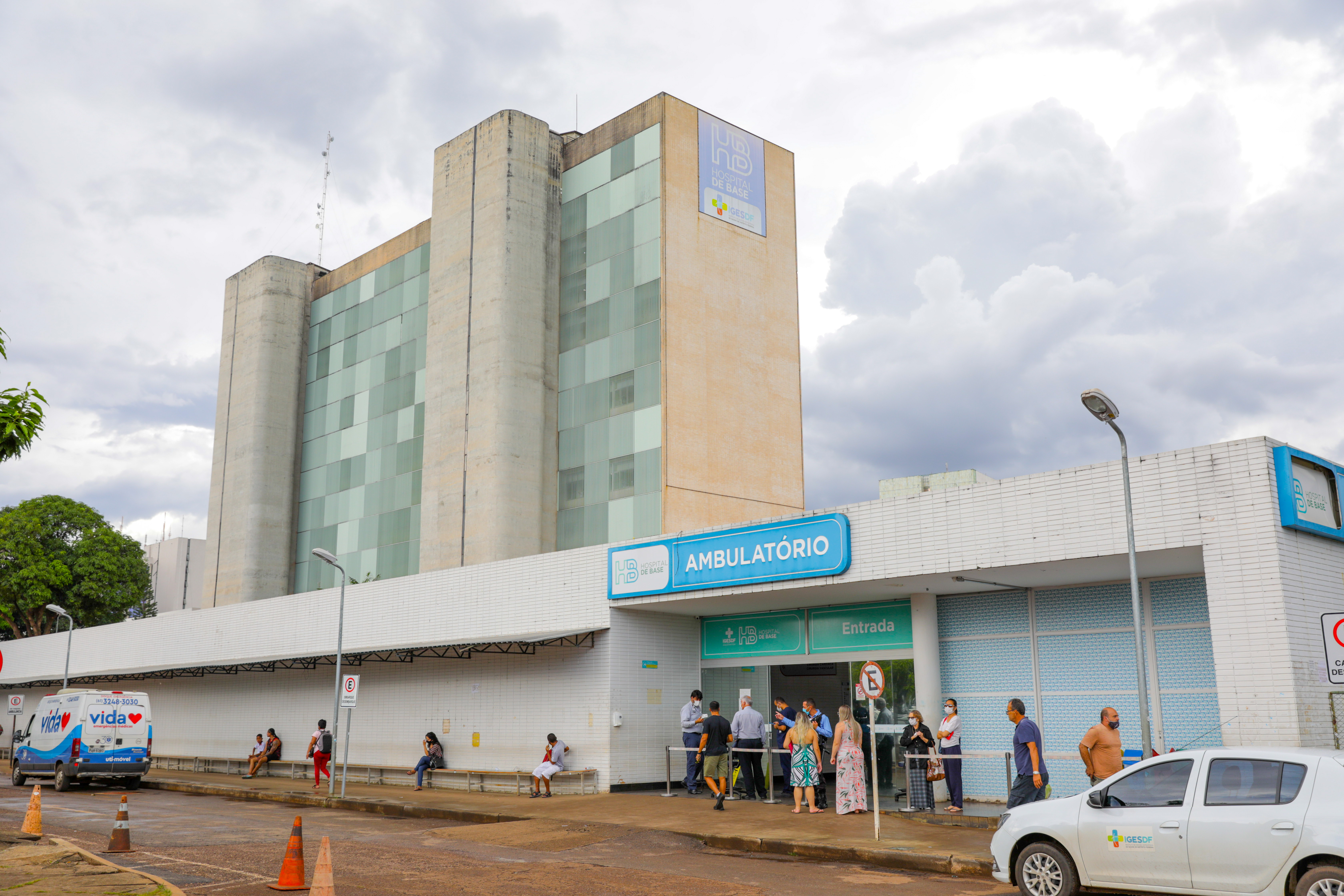
Hospital de Base del Distrito Federal, Brasilia

En abril de 2010, había 920.696 mujeres en edad fértil (entre 10 y 49 años). En diciembre de 2009, Brasilia contaba con 595 anestesistas, 7.205 auxiliares de enfermería, 633 cirujanos generales, 4004 cirujanos dentistas, 1729 médicos generales, 2745 enfermeros, 530 farmacéuticos, 841 fisioterapeutas, 278 logopedas, 1371 gineco-obstetras, 146 médicos de familia, 439 nutricionistas, 1275 pediatras, 893 psicólogos, 223 psiquiatras, 465 radiólogos y 2551 técnicos de enfermería. En 2008 se registraron 44 168 nacidos vivos, de los cuales el 7,5% fueron prematuros, el 51,6% fueron partos por cesárea y el 14,2 % fueron de madres de entre 10 y 19 años (el 0,6 % entre 10 y 14 años). La tasa bruta de natalidad era de 17,3 por cada 100 000 habitantes. Ese mismo año, la tasa de mortalidad infantil era de 11,9 por cada mil nacidos vivos y la tasa de mortalidad era de 4 por cada mil habitantes.
En cuanto a las enfermedades comunes, el Distrito Federal tuvo 3147 casos de dengue de enero a agosto de 2008, casi el doble que en el mismo período de 2007. Brasilia tiene una de las tasas de cáncer más altas de Brasil. En 2005, el Distrito Federal tuvo el récord nacional de muertes de mujeres por cáncer de mama, y los nuevos casos no disminuyeron al año siguiente. También hay numerosos casos de cáncer de pulmón, debido a los altos índices de tabaquismo.

## Política y Gobierno
Brasilia no tiene alcalde ni concejales, ya que el artículo 32 de la Constitución Federal de 1988 prohíbe expresamente que el Distrito Federal se divida en municipios.
El Distrito Federal es una entidad jurídica de derecho público interno, dentro de la estructura política y administrativa de Brasil de naturaleza sui generis, ya que no es un estado ni un municipio, sino una entidad especial que acumula poderes legislativos reservados a los estados y municipios, según lo previsto en el art. 32, § 1 del CF, que le da una naturaleza híbrida de estado y municipio.
La rama ejecutiva del Distrito Federal estuvo representada por el alcalde del Distrito Federal hasta 1969, cuando el cargo se transformó en gobernador del Distrito Federal.

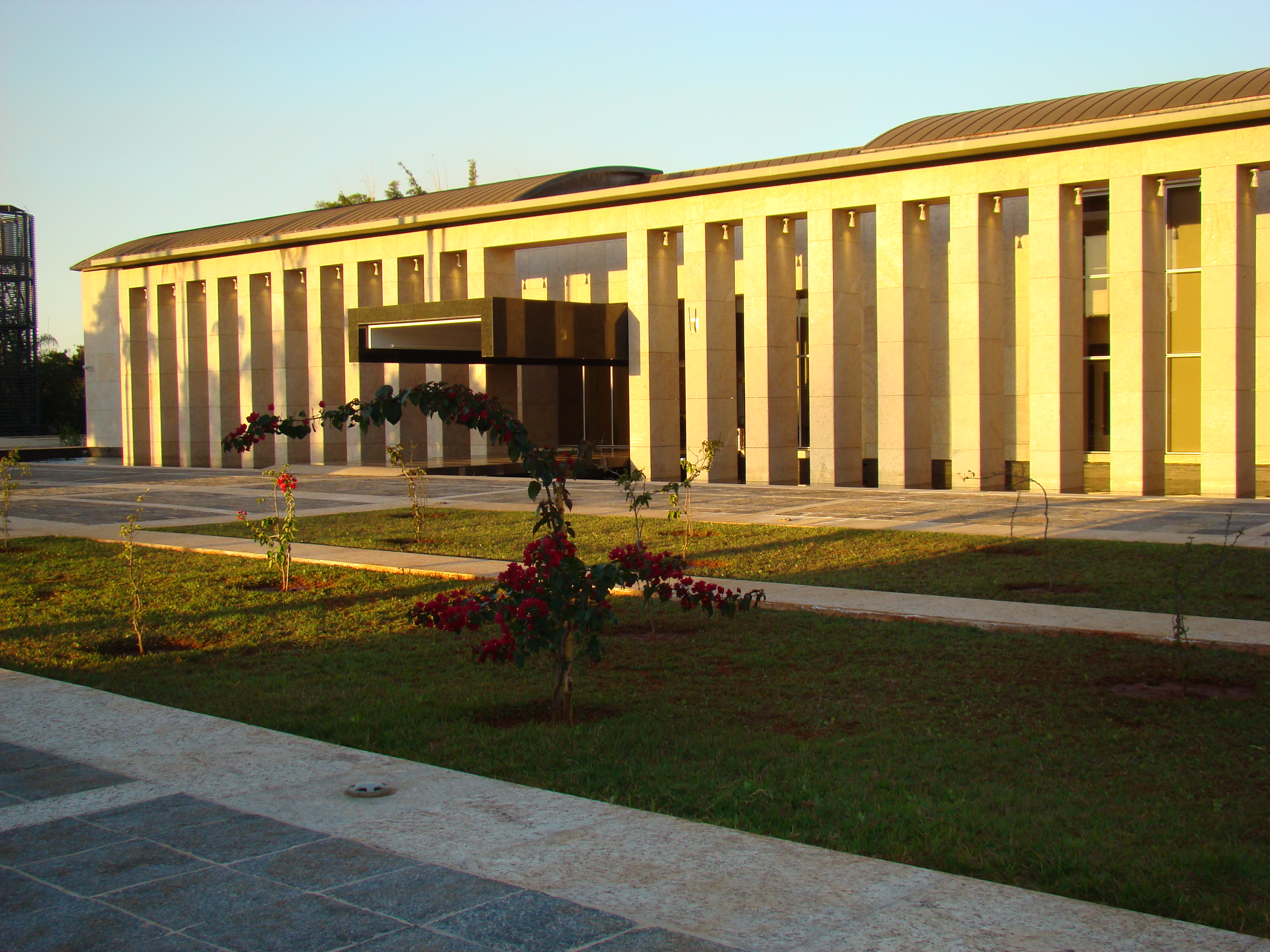
Embajada de Argentina en Brasilia

El poder legislativo del Distrito Federal está representado por la Cámara Legislativa del Distrito Federal, cuya nomenclatura representa una mezcla de asamblea legislativa (poder legislativo de las otras unidades de la federación) y consejo municipal (legislativo de municipios). La Cámara Legislativa está compuesta por 24 diputados distritales.
El poder judicial que sirve al Distrito Federal también sirve a los territorios federales. Brasil actualmente no tiene territorios, por lo que el Tribunal de Justicia del Distrito Federal y de los Territorios solo sirve al Distrito Federal. Parte del presupuesto del Gobierno del Distrito Federal proviene del Fondo Constitucional del Distrito Federal. En 2012, el fondo totalizó 9600 millones de reales. Para 2015, el pronóstico es de 12 400 millones de reales, de los cuales más de la mitad (6400 millones) son para gastos de seguridad pública.

### Definición Territorial y Administrativa

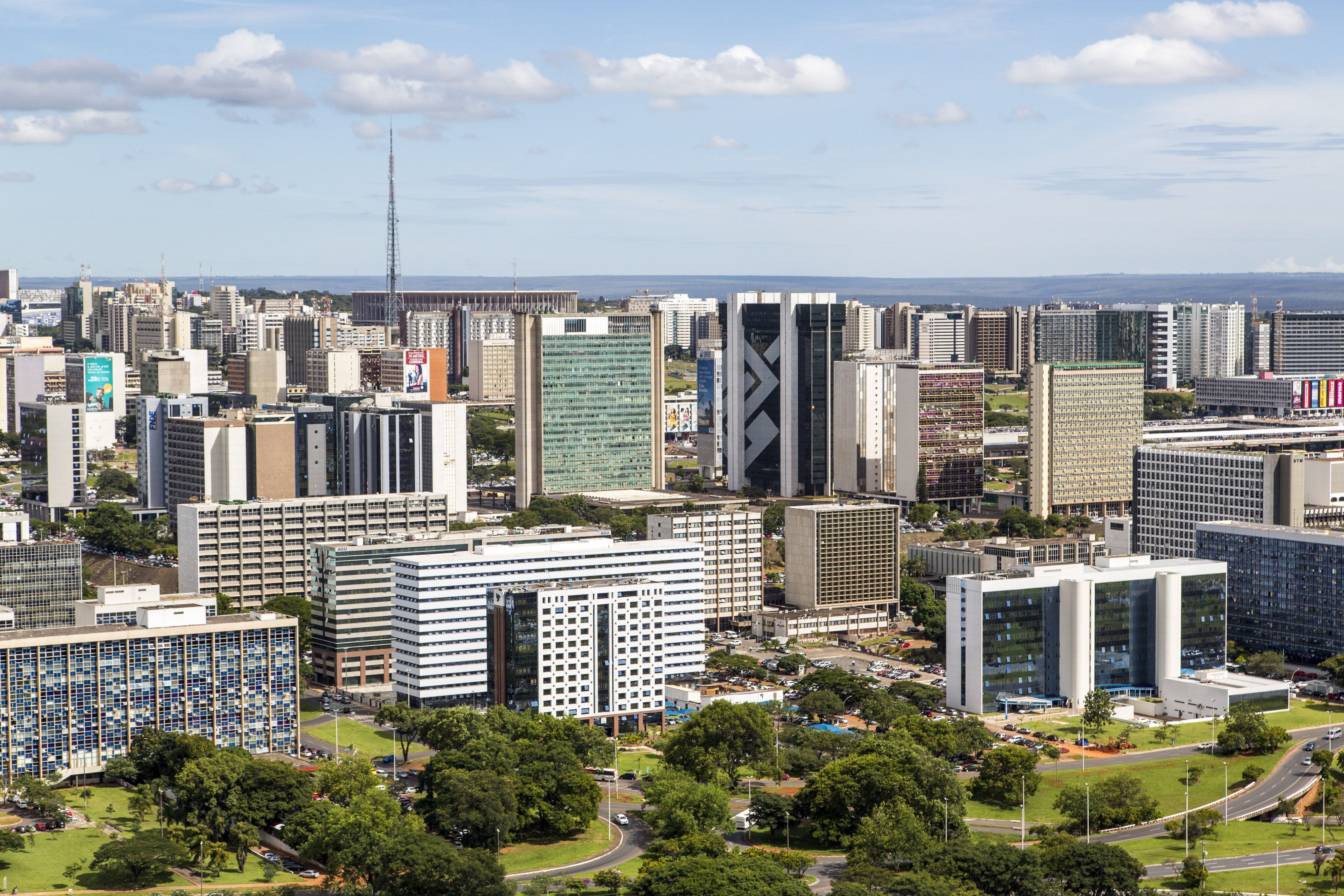
El Sector Bancario Sur de Brasilia

En Brasil, por definición legal, una «ciudad» es la sede de un «municipio» Desde el Estado Novo, por el Decreto-Ley nº 311, todas las sedes municipales pasaron a ser ciudades, y hasta entonces las sedes municipales más pequeñas se denominaban «aldeas». En el Distrito Federal, sin embargo, los diversos núcleos urbanos se denominan ciudades, siendo la principal la región administrativa de Brasília, que a su vez también se confunde con la idea del Plan Piloto. En rigor, los demás núcleos son más barrios distantes de la capital del país que ciudades distintas, ya que la Constitución brasileña prohíbe expresamente la división del Distrito Federal en municipios. Brasilia está constituida por toda el área urbana del Distrito Federal y no sólo por la parte catalogada por la Organización de las Naciones Unidas para la Educación, la Ciencia y la Cultura (UNESCO) o por la región administrativa central, ya que la ciudad es polinucleada, constituida por varias regiones administrativas, de modo que las regiones distantes están vinculadas a las centrales.
Algunos sostienen que existen regiones metropolitanas en todo Brasil, donde las ciudades distantes acaban vinculadas a las principales, sin dejar de ser consideradas ciudades. La diferencia es que se trata de centros municipales. A pesar de ello, otros centros urbanos del Distrito Federal, ahora llamados regiones administrativas, siempre han sido conocidos como ciudades satélites. Algunas personas ven ahora Brasilia sólo como la región administrativa de Brasilia (formada por parte del Plan Piloto y el Parque Nacional de Brasilia), y no todo el Distrito Federal. Sin embargo, algunos de estos núcleos urbanos, como Planaltina y Brazlândia, son más antiguos que la propia Brasilia. Planaltina ya existía como municipio de Goiás, antes de perder parte de su territorio para el Distrito Federal.

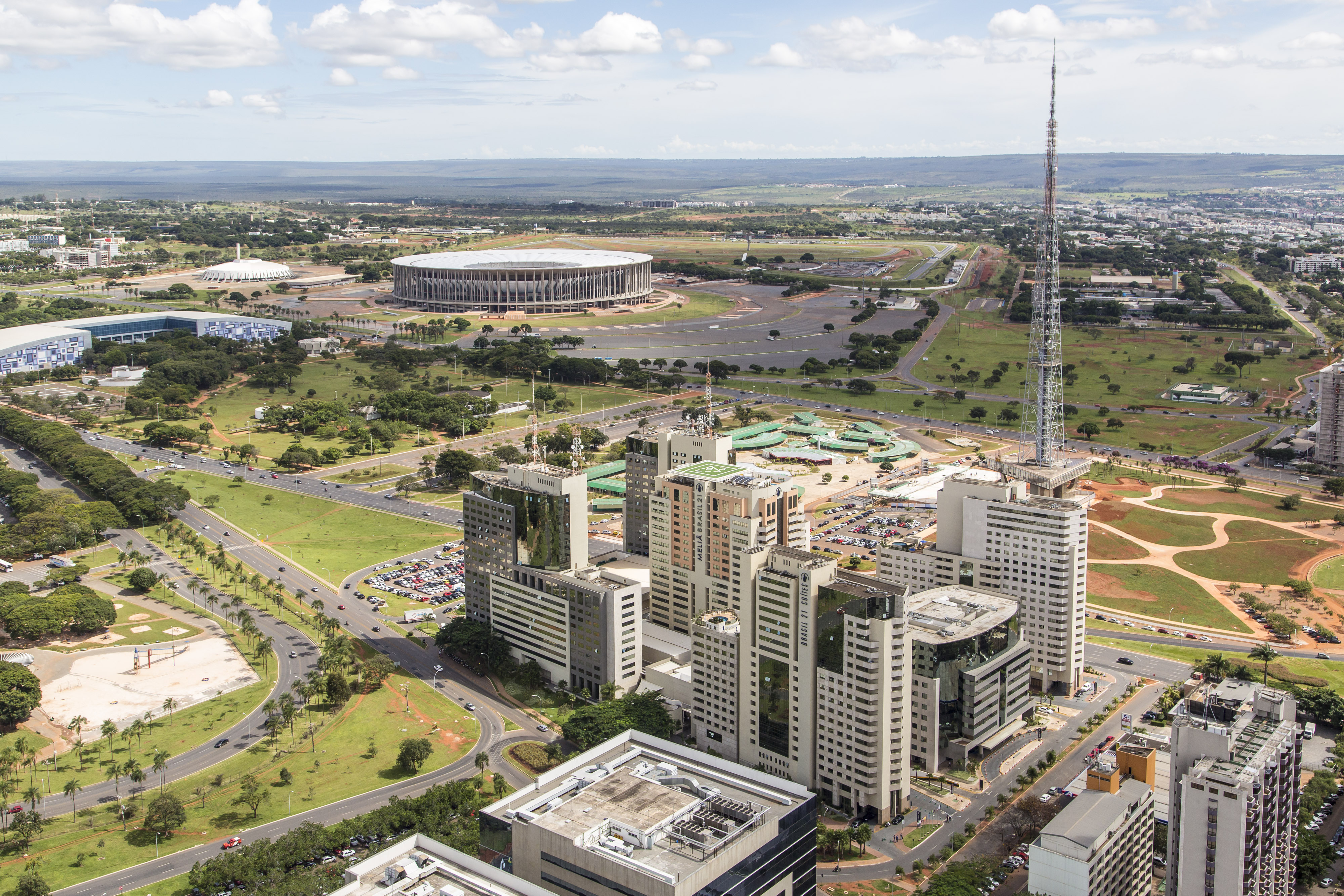
Sector Hotelero Sur de Brasilia

Por otro lado, la ley de organización del Distrito Federal es una ley orgánica, típica de los municipios, y no una constitución, como ocurre en los estados de la federación brasileña, aunque esta ley orgánica regula tanto materias típicas de las leyes orgánicas municipales como de las constituciones estatales. Las regiones administrativas del Distrito Federal no tienen autonomía administrativa; la administración regional está a cargo de un administrador regional, que es nombrado por el gobernador del Distrito Federal. Aunque existan proyectos de la CLDF para modificar el proceso de selección, el Ministerio Público del Distrito Federal y Territorios consideró inconstitucionales los intentos de modificarlo, por tratarse de materias cuya competencia legislativa corresponde al Poder Ejecutivo. Organismos oficiales de investigación, como el IBGE, Dieese y el IPEA, no distinguen entre Brasilia y el Distrito Federal a efectos de recuento y estadísticas, ya que sus datos se elaboran siempre teniendo en cuenta el municipio. Como el Distrito Federal no tiene municipios, es considerado una única entidad.

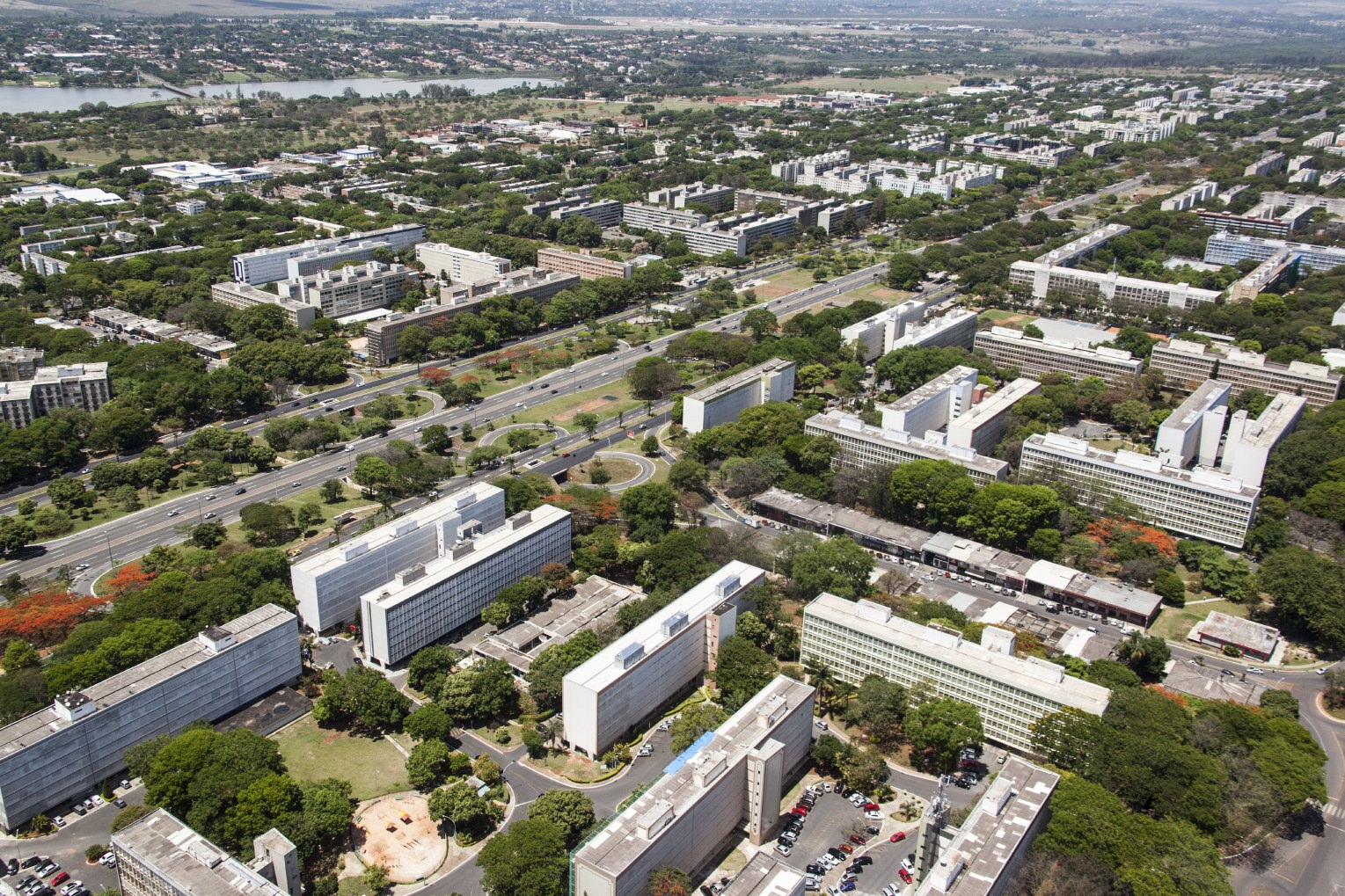
Vista aérea del área conocida como Asa Sul (Ala Sur)

El nombre «Plano Piloto», originalmente atribuido al proyecto urbanístico de la ciudad elaborado por Lúcio Costa, pasó a designar toda el área urbanizada como resultado de este plan inicial. Sin embargo, no hay consenso sobre lo que es el «Plano Piloto», ni sobre la definición de Brasilia propiamente dicha. Según el decreto 10 829/87, los límites del Plano Piloto están definidos por el lago Paranoá, al este; el arroyo Vicente Pires, al sur; la Carretera del Parque Industrial y de Abastecimiento (EPIA), al oeste; y el arroyo Bananal, al norte. De esta forma, abarca áreas de las regiones administrativas de Cruzeiro, Sudoeste/Octogonal y Candangolândia.
La región administrativa de Plano Piloto, conocida como «Región Administrativa I», ya se llamaba «Brasília» entre 1960 y 1989, cuando pasó a llamarse «Plano Piloto». Pasó a llamarse «Brasília» a partir de 1990 hasta 1997, año en que el nombre volvió a ser «Plano Piloto». A pesar de ello, la región sigue siendo denominada «Brasília» en los documentos oficiales. La región administrativa está constituida básicamente por el proyecto urbanístico de Lúcio Costa y el Parque Nacional de Brasília. Está dividida en diferentes sectores, como las Alas Sur y Norte, el Sector Militar Urbano (SMU), el Noroeste, el Sector de Industrias Gráficas (SIG), Granja do Torto, Vila Planalto y Vila Telebrasília. Entre las regiones que ya formaron parte de la región administrativa están Cruzeiro, que fue desmembrada en 1989; Lagos Norte y Sul, que pasaron a ser regiones administrativas separadas en 1994; y Sudoeste/Octogonal, que fue creada como región administrativa en 2003.

## Economía

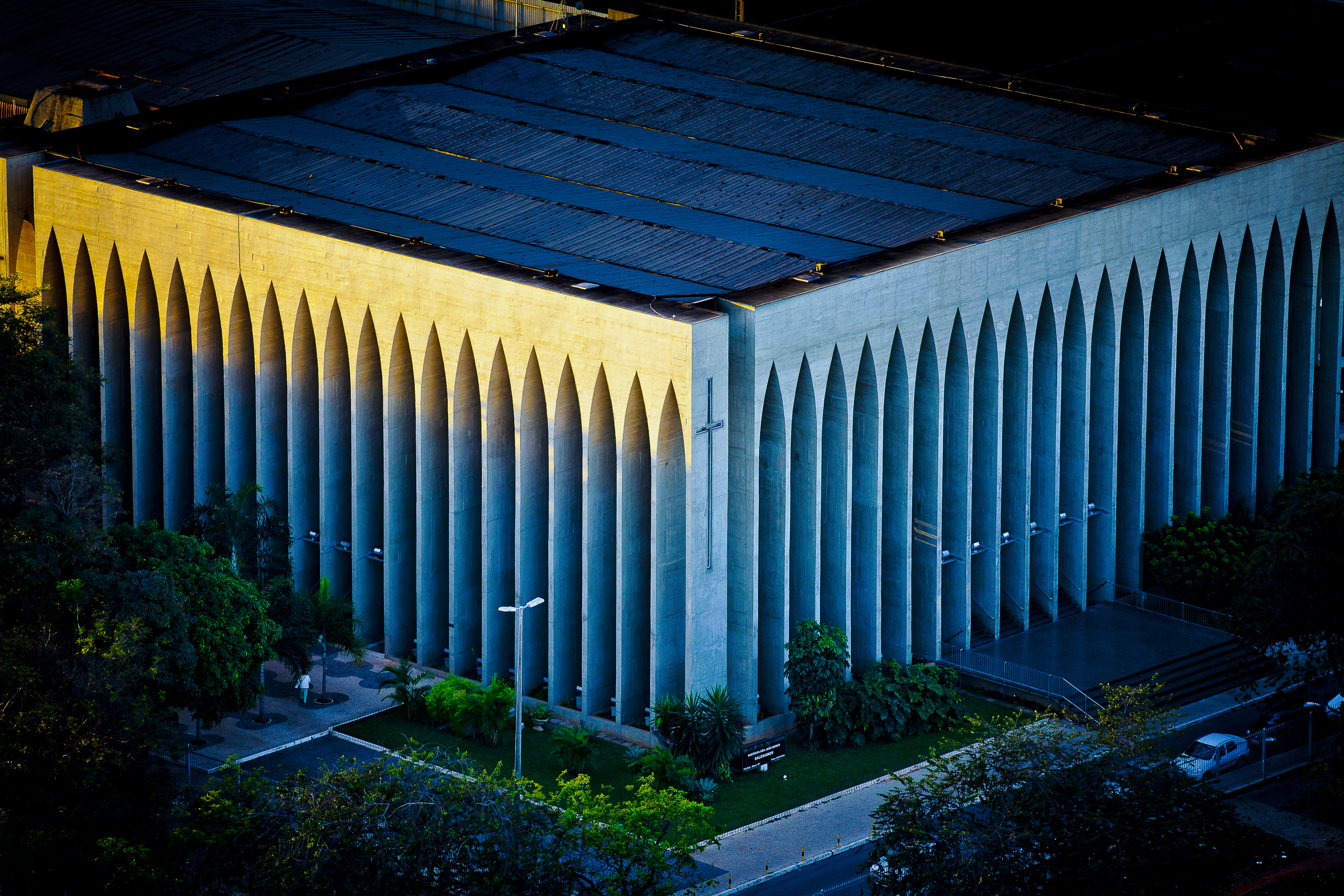
Vista aérea del Santuario Don Bosco de Brasilia declarado bien de interés histórico y cultural y ejemplo de arquitectura del movimiento moderno

La economía de Brasilia está dominada por dos sectores:

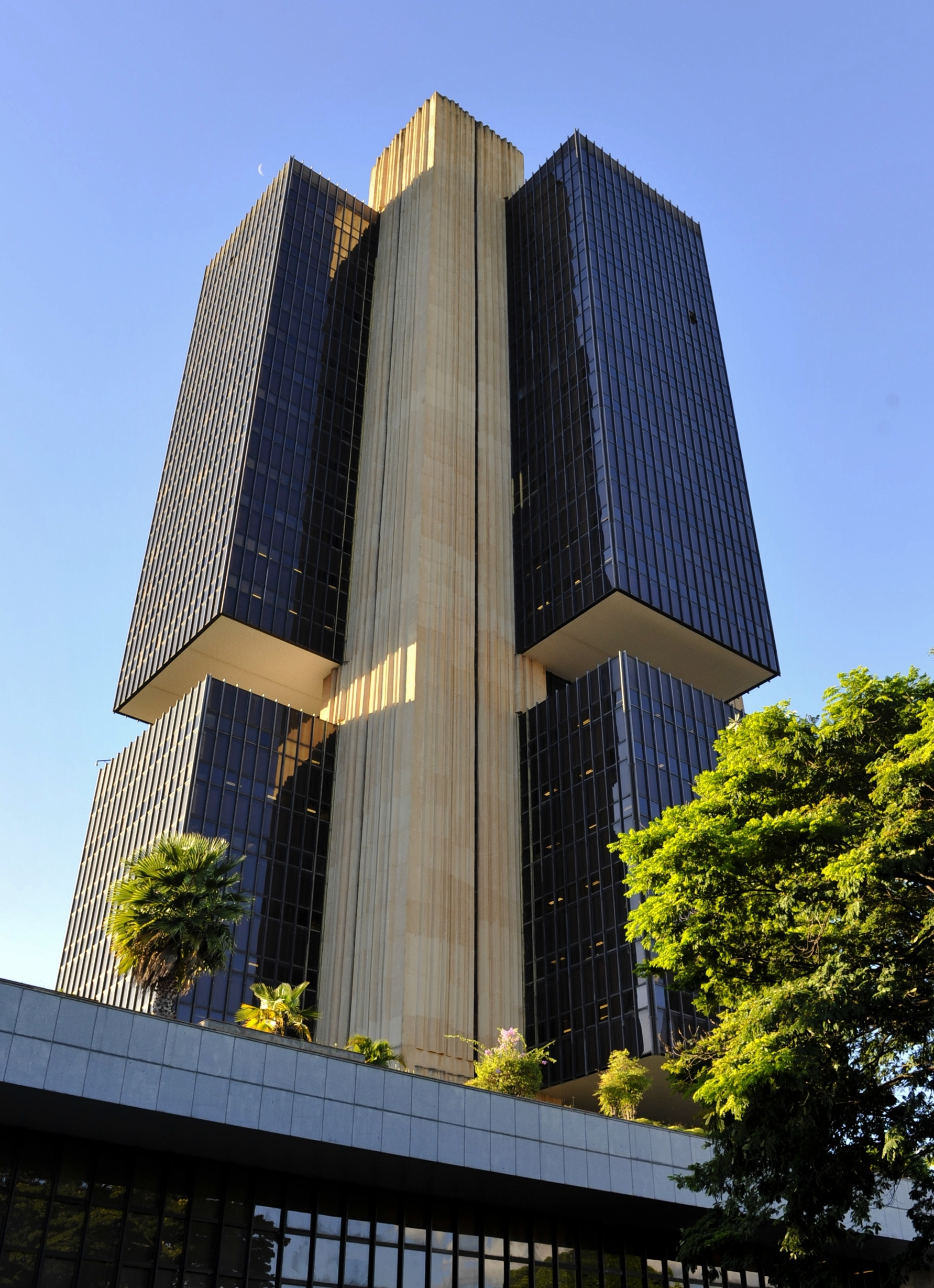
Sede del Banco Central de Brasil, localizada en la capital del país.

- Servicios, los cuales aportan el 91 % del producto interno bruto local, de acuerdo con el Instituto Brasileño de Geografía y Estadística (IBGE). Estos se dividen en:

1. Gobierno: El sector público es por mucho el mayor empleador, proporcionando alrededor del 40 % de los empleos en la ciudad. Los empleos gubernamentales incluyen todos los niveles, desde policía federal hasta diplomacia.
2. Comunicaciones: En la ciudad se encuentra el cuartel general de la compañía Brasil Telecom, estaciones televisivas públicas y privadas incluyendo oficinas regionales de TV Globo, SBT, Rede Bandeirantes, Rede Record, RedeTV! y las oficinas principales de TV Câmara, TV Senado y TV Justiça.
3. Banca y finanzas: Sede del Banco Central de Brasil, Banco de Brasil, Banco de Brasilia, Caixa Econômica Federal, entre otros.
4. Entretenimiento.
5. Tecnología informática: Con compañías como Politec, Poliedro, CTIS, entre otras.
6. Servicios legales.

- Industrias, entre las cuales destacan:

1. Construcción: Paulo Octavio, Via Construções e Irmãos Gravia, entre otras.
2. Procesamiento de alimentos: Perdigão, Sadia.
3. Fabricación de muebles.
4. Reciclaje: Novo Rio, Latasa y otras.
5. Farmacéuticas: União Química.
6. Imprenta y editorial.

Los principales productos agrícolas producidos en la ciudad son el café, guayaba, fresa, naranja, limón, papaya, soja y mango. Hay más de 110.000 cabezas de ganado, y se exportan productos hechos de madera a todo el mundo.
En Brasilia hay una gran variedad de servicios, tales como hospitales, escuelas, clubes, universidades, restaurantes, cafeterías, etc. Estos servicios, no obstante, están repartidos de forma dispareja.
De acuerdo con el IBGE, el PIB del Distrito Federal es de alrededor de US$69 844 millones, que corresponden al 3,8 % del PIB nacional. El Distrito Federal tiene la mayor renta per cápita de Brasil, con alrededor de US$27 610 por persona, según el IBGE. Según el ranking de ciudades elaborado por la firma de consultoría Mercer sobre el costo de vida para empleados extranjeros, Brasilia se ubica en la posición 33 entre las ciudades más caras del mundo en 2011, mientras que en 2010 estaba clasificada en el lugar 70, ubicándose después de São Paulo (10), y Río de Janeiro (12), pero inmediatamente después de Nueva York (32), la ciudad más cara de los Estados Unidos según el ranking de Mercer.

### Turismo
Brasilia, declarada Patrimonio de la Humanidad por la Unesco, recibe cada año cerca de un millón de visitantes. Entre sus atractivos más visitados están los diversos proyectos arquitectónicos de Oscar Niemeyer y Joaquim Cardozo.
El turismo cívico es valorado porque en la capital se encuentran los órganos de administración directa del gobierno y los representantes de los tres poderes republicanos. Los principales monumentos de la ciudad se encuentran en el Eje Monumental: Catedral Militar Rainha da Paz, Praça do Cruzeiro (Memorial de la Primera Misa), Memorial JK, Memorial de los Pueblos Indígenas, Complejo Polideportivo Ayrton Senna: Gimnasio Deportivo Nilson Nelson y Estadio Nacional Mané Garrincha; Centro de Convenciones Ulysses Guimarães (CCUG), Torre de TV, Teatro Nacional Cláudio Santoro, Complejo Cultural de la República João Herculino: Biblioteca Nacional de Brasilia Leonel de Moura Brizola (BNB), Laboratorio del SESI y Museo Nacional Honestino Guimarães; Catedral Metropolitana de Brasilia Nossa Senhora Aparecida, Explanada de los Ministerios, Palacio de Justicia, Palacio de Itamaraty, Plaza de los Tres Poderes: Congreso Nacional, sede del Poder Legislativo brasileño, Palacio de Planalto, sede del Poder Ejecutivo brasileño, Supremo Tribunal Federal (STF), sede del Poder Judicial brasileño y Panteón de la Patria y de la Libertad Tancredo Neves. 

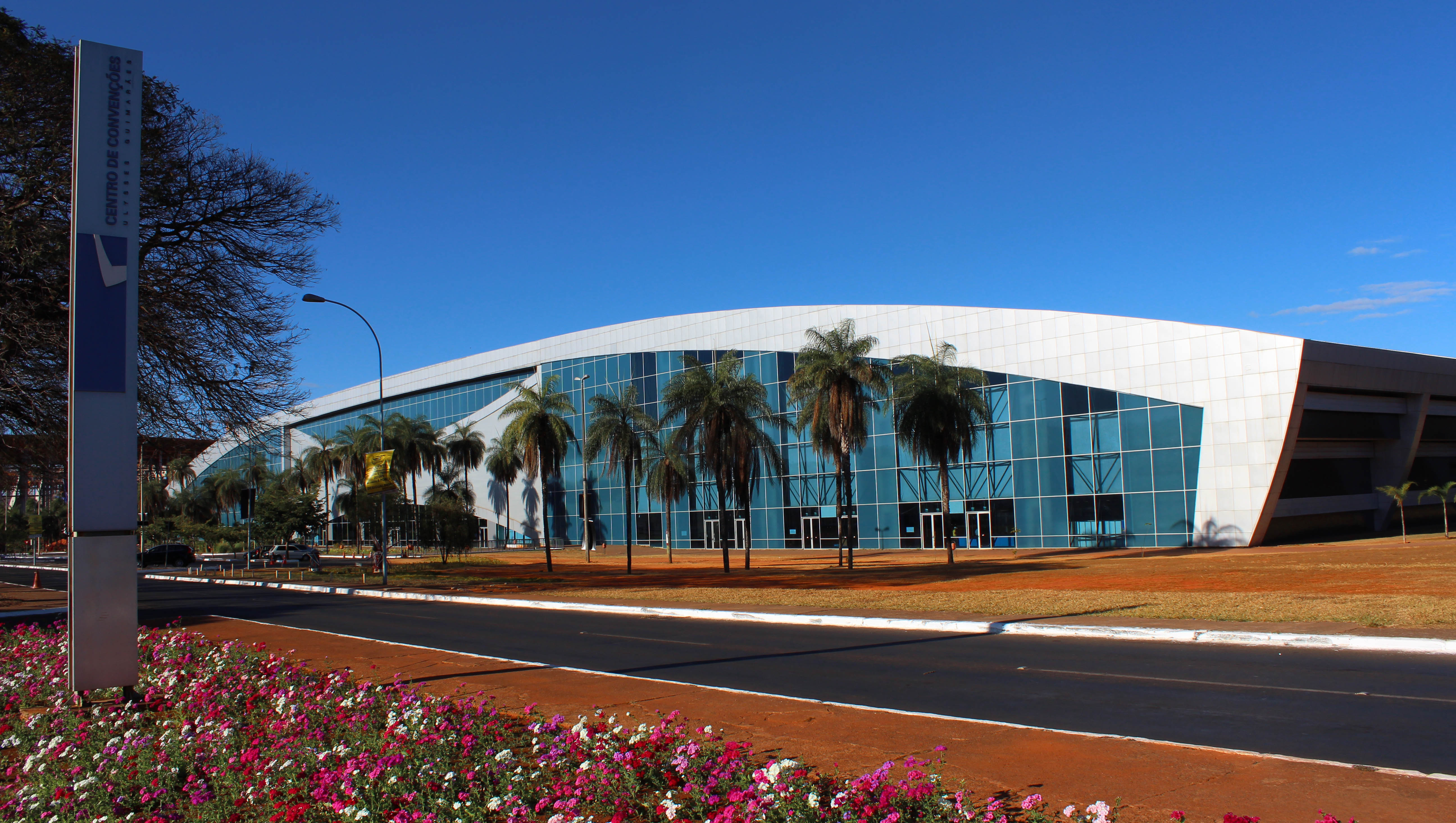
Centro de Convenciones Ulysses Guimaraes

Otros monumentos son el Palacio da Alvorada, residencia oficial de la Presidencia de la República (en el Sector del Palacio Presidencial - SPP), Catetinho (a lo largo de la EPIA Sul), el Santuario Dom Bosco (en la Via W3 Sul), el Museo Vivo de la Memoria de Candanga (en el Núcleo Bandeirante) y el internacionalmente premiado Puente Juscelino Kubitschek, más conocido como Puente JK o «tercer puente» (en el Lago Paranoá, entre el Sector de los Clubes Deportivos del Sur (SCES), en Asa Sul, y el Sector de Viviendas Individuales del Sur (SHIS), en Lago Sul).

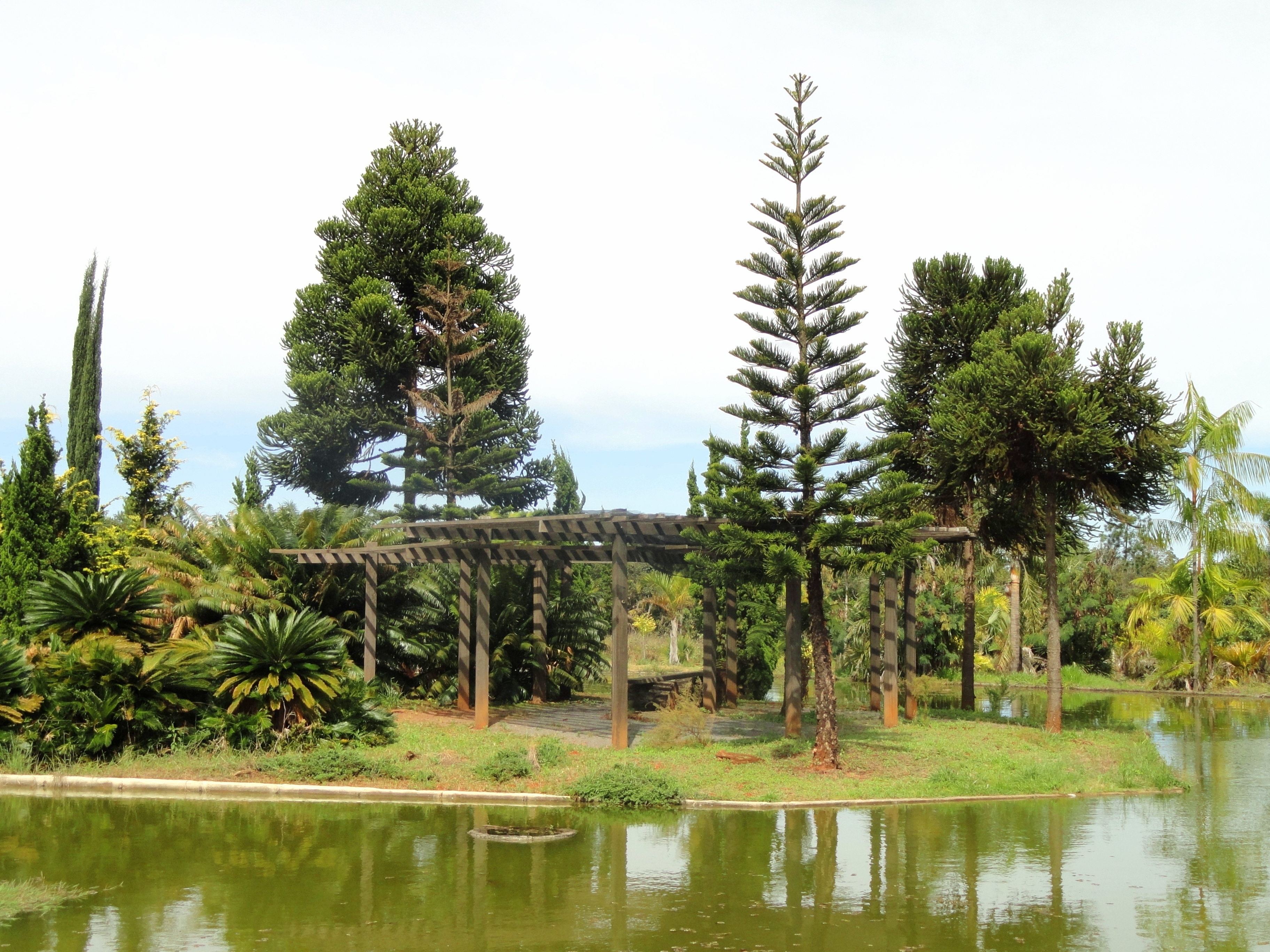
Jardín Botánico de Brasilia

Brasilia también es conocida por sus comunidades espiritistas (como Vale do Amanhecer, en Planaltina, Cidade Eclética y Cidade da Paz) situadas en sus afueras, así como por templos religiosos modernistas, como el Templo da Boa Vontade de la LBV. La ciudad también ofrece ecoturismo y ecoturismo.
La ciudad también ofrece ecoturismo, ya que está situada a más de mil metros sobre el nivel del mar, en la inmensa meseta de la Meseta Central, donde nacen los ríos de algunas de las principales cuencas fluviales de Brasil. La ciudad también cuenta con varias áreas verdes, como el Parque Municipal Dona Sarah Kubitschek (entre Asa Sul y el Sector Sudoeste), el Parque Nacional de Brasilia, más conocido como Água Mineral (entrada por EPIA Norte), el Parque Olhos D'Água (en Asa Norte - SQNs 412 y 413), el Jardín Botánico de Brasília (JBB) (en Lago Sul), el Zoológico de Brasília (en Candangolândia) y el Parque Ecológico Burle Marx (entre Asa Norte y el Sector Noroeste).
El turismo histórico en la capital federal no se limita al período posterior a su fundación, sino que también recuerda lugares y acontecimientos anteriores a 1960, como la Estrada Geral do Sertão, de más de 3.000 kilómetros de longitud, inaugurada en 1736 para conectar Salvador con Vila Bela da Santíssima Trindade, antigua capital de Mato Grosso.

### Infraestructura

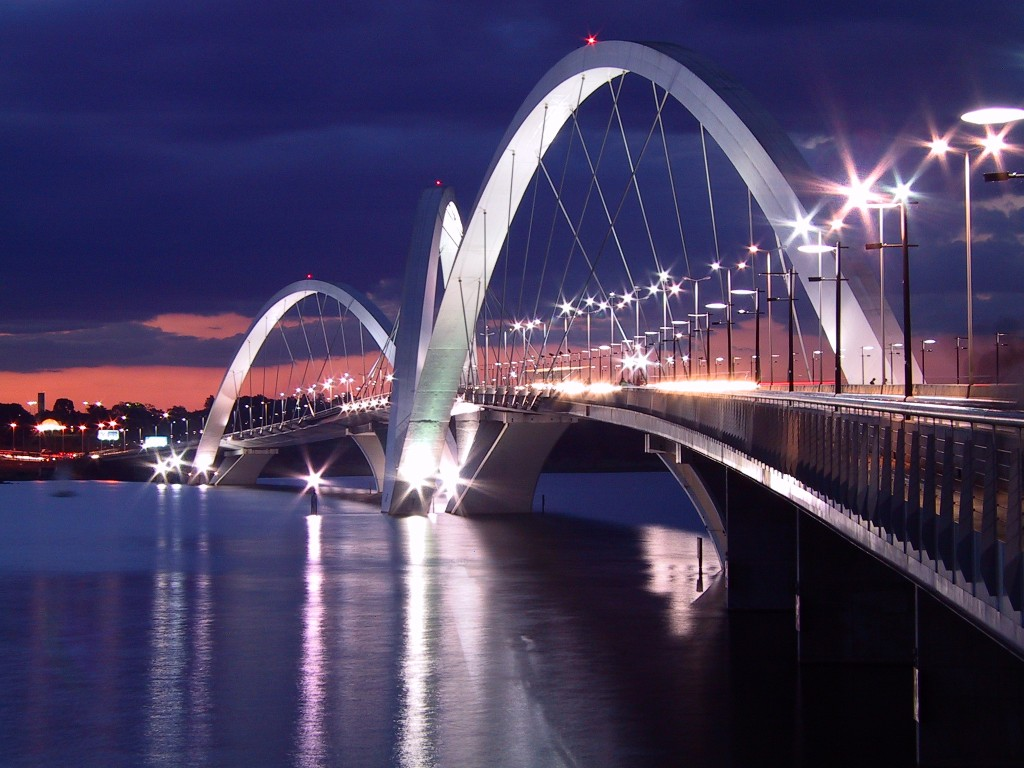
Puente Juscelino Kubitschek

El consumo de energía comercial en la capital brasileña es de 924 GWh, el industrial alcanza los 337 GWh y el residencial, 1241 GWh. El consumo total de energía es de 3319 GWh.
El sistema ferroviario no está bien desarrollado, con solo 36 km. El proyecto de un tren rápido que conectara a Brasilia con Goiânia fue considerado hace unos años pero nada se ha aclarado en ese asunto. Además, Brasilia tiene un pequeño sistema subterráneo (41 km de longitud). Hasta el año 2006, en el Distrito Federal había aproximadamente 1 millón de vehículos en circulación, para una población de 2.455 millones (de acuerdo con el IBGE).
Una torre de televisión de 224 metros de altura se localiza en el corazón de la ciudad.

### Alojamiento
El diseño planeado de la ciudad incluía áreas específicas para casi todo, incluyendo hospedaje — sectores hoteleros norte y sur. No obstante, otras áreas están recibiendo nuevas instalaciones hoteleras. Brasilia ofrece hoteles modernos y cómodos, incluyendo hoteles manejados por cadenas internacionales; por otro lado, también ofrece hoteles acogedores y modestos, pensiones y albergues juveniles.
Siendo una ciudad que recibe visitantes de todo el país y el mundo, ofrece una buena serie de restaurantes con una amplia diversidad de alimentos; de restaurantes simples y pequeños que sirven desde la auténtica comida de las áreas centroccidentales de Brasil a selectos bistrós.

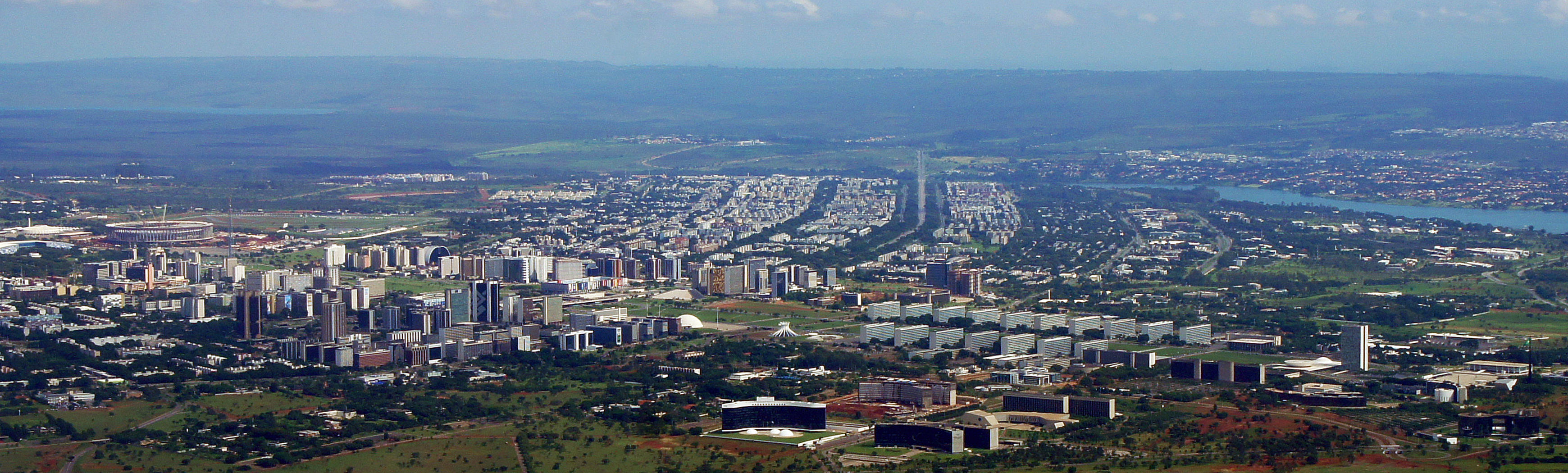
Panorama de la ciudad.

## Arquitectura y urbanismo

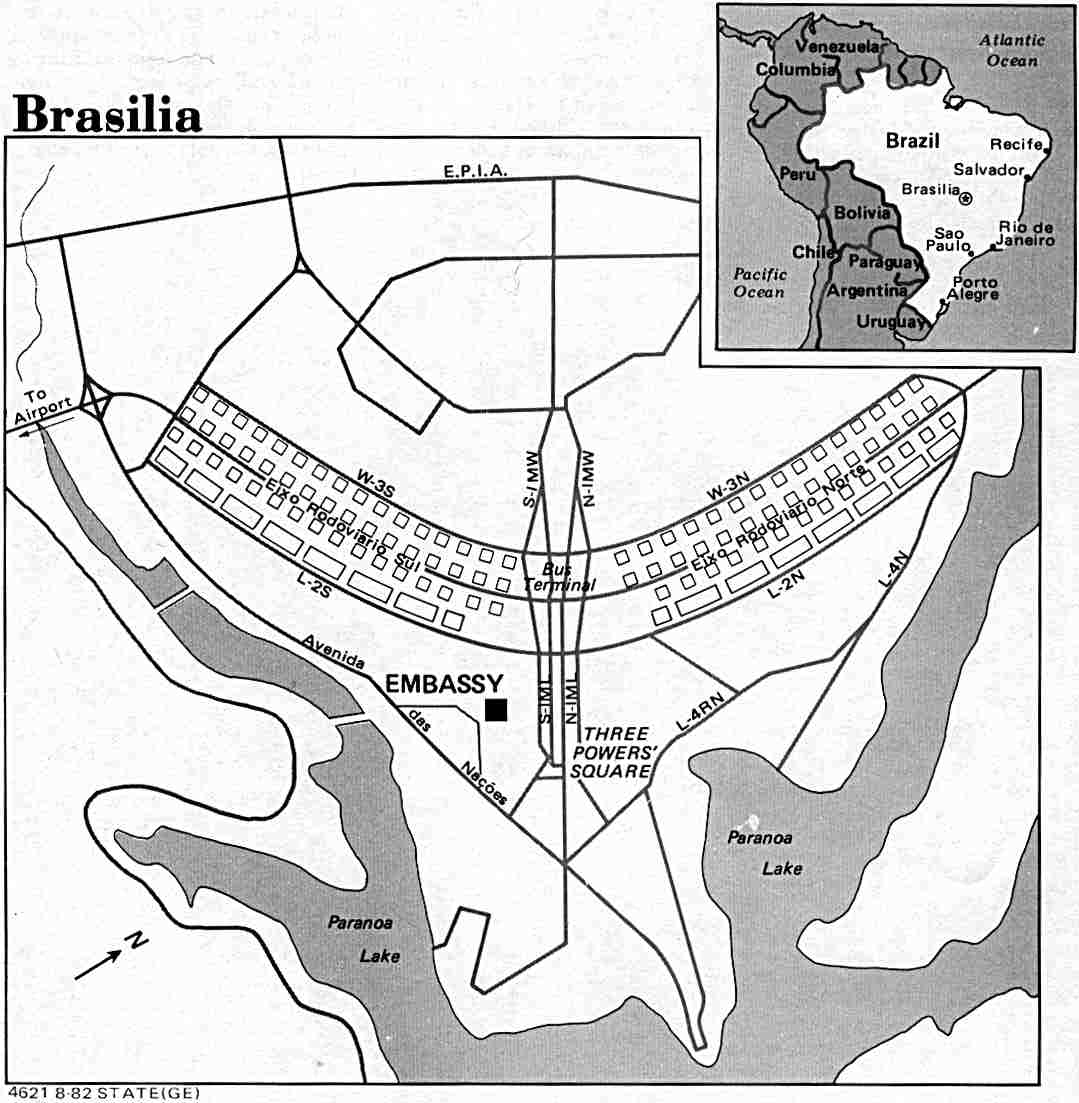
Plan piloto de la ciudad, con forma de pájaro o avión.

El plano de la ciudad fue obra de Lúcio Costa y la mayoría de edificios destacados fueron creados por Oscar Niemeyer. El paisajismo estuvo a cargo de Roberto Burle Marx.
La ciudad fue construida sobre una base en forma de avión o ave que apunta al sureste aunque los habitantes de la ciudad insisten en su forma de mariposa, si bien Lucio Costa insiste en que se buscó darle forma de cruz. El terreno originalmente era árido e inhóspito. Se construyó una presa de agua en el área, a la vez que se iniciaron las obras de la ciudad.
La ciudad se destaca por sus amplias avenidas, que encierran además de edificios públicos, dos barrios, uno al norte y uno al sur, que son divididos en las llamadas "supercuadras", que como su nombre lo indica agrupan enormes conjuntos de edificaciones. Cada supercuadra tiene apenas una entrada, y en la parte externa un comercio local. La parte central del complejo está formada por la Plaza de los Tres Poderes, donde se encuentran el Palacio de Planalto —sede del poder ejecutivo—, el Palacio del Congreso —sede del Congreso Nacional— y el Palacio de Justicia —sede del Supremo Tribunal Federal—.
La Plaza de los Tres Poderes, llamada así por las ramas de poder, equivale a la cabina de ese gran avión imaginario que sería el plano de la ciudad, donde el fuselaje está constituido por una amplia avenida llamada Explanada de los Ministerios, donde está concentrada toda la administración federal en edificios iguales de 9 pisos. La parte trasera del avión imaginario está constituida por el complejo de edificios de la administración local, donde se destaca el Palacio Buriti, sede del gobierno del Distrito Federal.
Las alas del avión están formadas por las supercuadras o súpermanzanas, con 11 edificios de 6 pisos cada una, en un área de 90.000 m². Este conjunto de viviendas y comercios, llamado también "Plan Piloto", se extiende sobre un área de 13 km de longitud.

### Área metropolitana

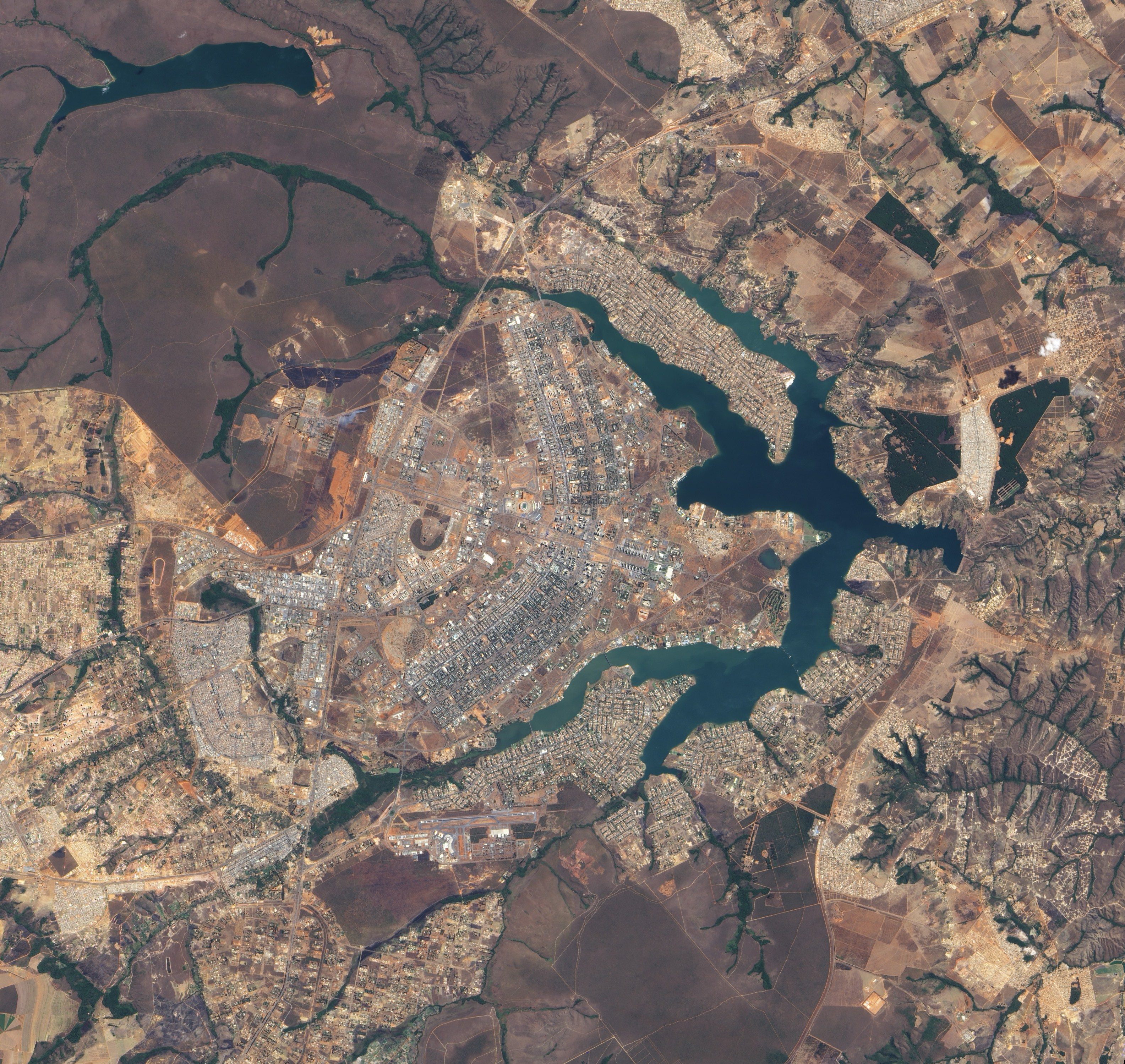
Vista aérea de Brasilia desde la Estación Espacial Internacional, donde se puede apreciar su característica forma semejante a un ave.

La Región Integrada de Desarrollo del Distrito Federal y sus Alrededores (Região Integrada de Desenvolvimento do Distrito Federal e Entorno, o RIDE por sus siglas en portugués) comprende el Distrito Federal y los municipios goianos de Novo Gama, Ciudad Occidental, Luziânia, Cristalina, Santo Antônio do Descoberto, Águas Lindas, Alexânia, Abadiânia, Pirenópolis, Corumbá, Cocalzinho, Padre Bernardo, Águas Frías, Planaltina-GO, Vila Boa, Formosa y Cabeceiras, y los municipios mineiros de Unaí y Buritis. Esta área cuenta con aproximadamente 4,2 millones de habitantes (IBGE- 2016).
Según la geógrafa Nelba Azevedo Penna del Departamento de Geografía de la Universidad de Brasilia, "a consecuencia de los procesos de ordenamiento de su territorio, se produce una intensa expansión del urbanismo hacia la periferia limítrofe del Distrito Federal, la cual dio origen a la formación del Área metropolitana de Brasilia — el llamado Entorno (actualmente institucionalizado como RIDE)".

### Eje Monumental
El Eje Monumental es un área abierta en el centro de Brasilia. El área verde rectangular se encuentra rodeada por dos avenidas de ocho carriles de ancho. En esta zona se encuentran muchos edificios gubernamentales y monumentos importantes de la ciudad. Constituye el cuerpo principal del "avión" que forma la ciudad, como lo planeó Lúcio Costa. Es semejante al National Mall en Washington D. C.

### Complejo Cultural de la República

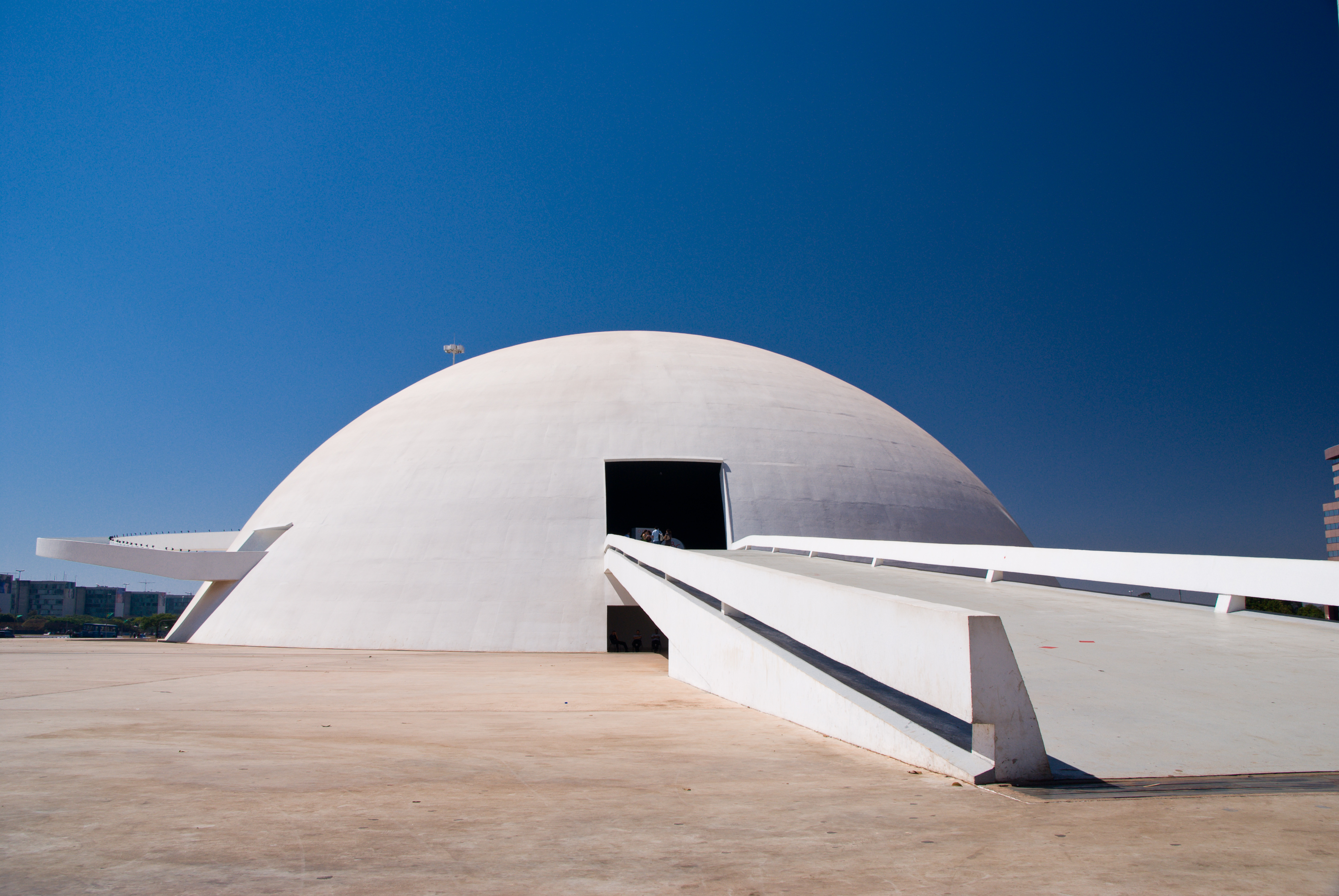
Museo Nacional de la República, parte del Complejo Cultural de la República.

El Complejo Cultural de la República (Complexo Cultural da República en portugués) es un centro cultural localizado en el Eje monumental. Está conformado por la Biblioteca Nacional de Brasilia y el Museo Nacional de la República.
La Biblioteca Nacional de Brasilia (Biblioteca Nacional de Brasília en portugués) ocupa un área de 14 000 m², y consiste en cuartos de lectura y estudio, auditorios y un acervo de más de 300.000 volúmenes.
El Museo Nacional de la República(en portugués Museu Nacional da República) consiste en un área de exhibición de 14 500 m², dos auditorios de 780 asientos cada uno y un laboratorio. El espacio es usado principalmente para mostrar exhibiciones temporales de arte.

### Catedral de Brasilia

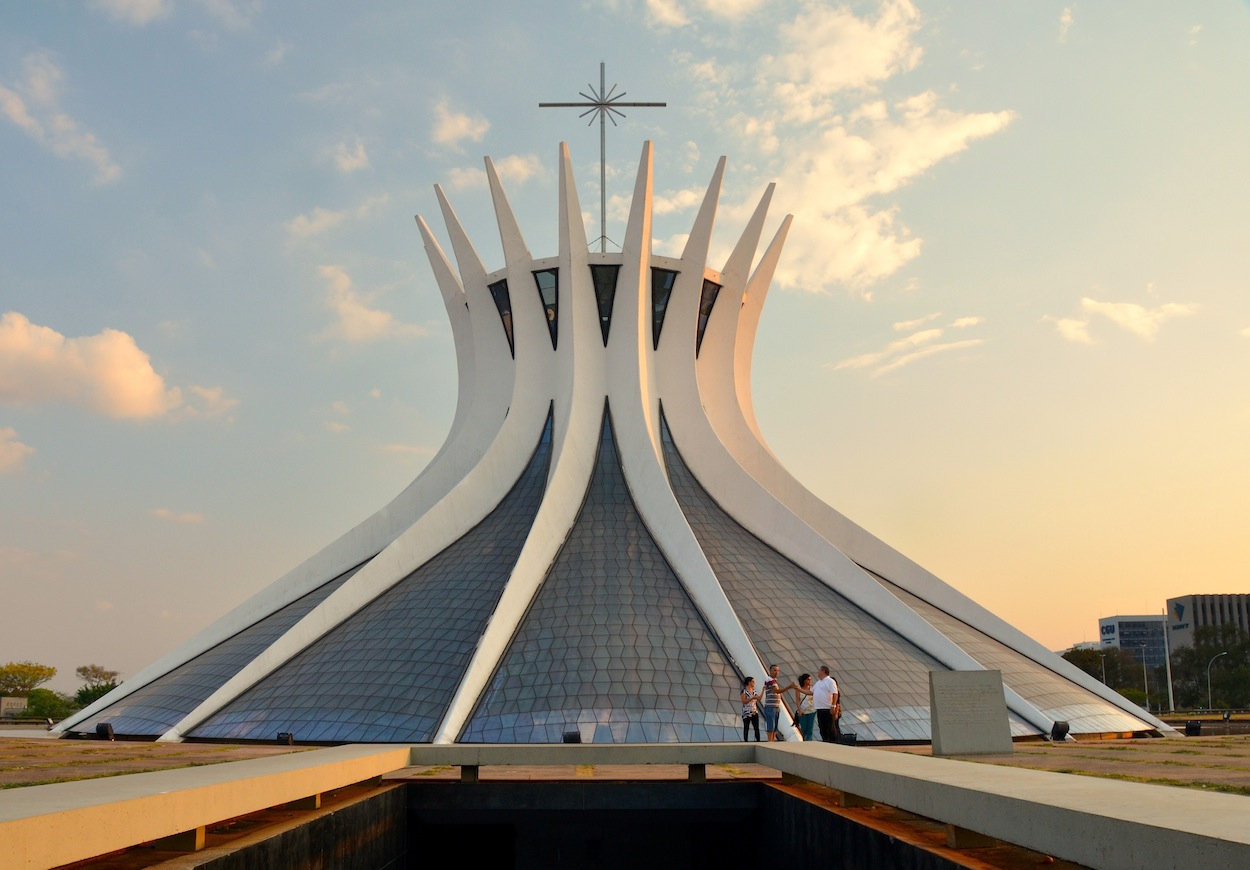
Catedral Metropolitana de Nuestra Señora Aparecida (Nossa Senhora Aparecida).

La Catedral de Brasilia, cuyo nombre completo es Catedral Metropolitana de Nuestra Señora Aparecida (en portugués Catedral Metropolitana Nossa Senhora Aparecida), se encuentra en la capital de la República Federal del Brasil y es obra del arquitecto Oscar Niemeyer. Esta estructura hiperboloide está hecha de hormigón, y aparenta con su techo de vidrio que se alzara y abriera hacia el cielo. La estructura de la Catedral fue terminada el 31 de mayo de 1970 y se basó en los hiperboloides de revolución, cuyas secciones son asimétricas. La estructura hiperboloide en sí es el resultado de 16 columnas de hormigón idénticas. Estas columnas, que tienen una sección hiperbólica y pesan 90 toneladas, representan dos manos moviéndose hacia el cielo.

### Plaza de los Tres Poderes
La plaza de los Tres Poderes (en portugués Praça dos Três Poderes) es una plaza cuyo nombre se deriva del encuentro de los tres poderes gubernamentales alrededor de la misma: el Ejecutivo, representado por el Palacio de Planalto; el Legislativo, representado por el Congreso Nacional; y el Judicial, representado por el Supremo Tribunal Federal. Es una de las mayores atracciones turísticas de Brasilia. Fue diseñado por Lúcio Costa y Oscar Niemeyer como un lugar donde los tres poderes se reunirían armoniosamente.

### Congreso Nacional

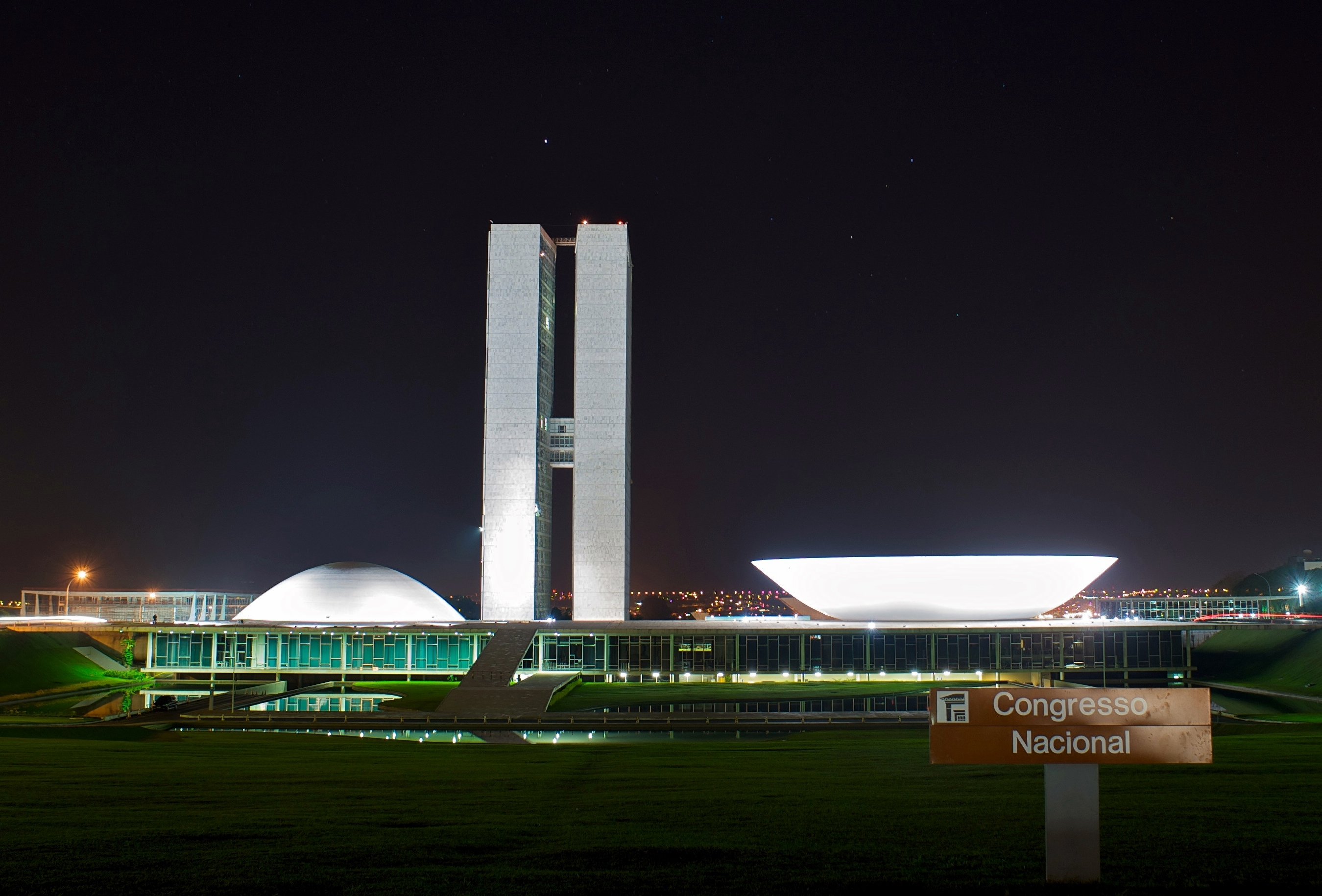
El Congreso Nacional del Brasil.

El Congreso Nacional del Brasil es bicameral, está compuesto por el Senado del Brasil (la Cámara alta) y la Cámara de Diputados de Brasil (la Cámara baja). Desde la década de 1960, el Congreso tiene su sede en Brasilia. Al igual que la mayoría de los edificios oficiales de la ciudad, fue diseñado por Oscar Niemeyer siguiendo el estilo de la arquitectura brasileña moderna. La semiesfera localiza a la izquierda es la sede del Senado, y la que se encuentra a la derecha es la sede de la Cámara de Diputados. Entre ellas se encuentran dos torres de oficinas. El Congreso también ocupa otros edificios circundantes, algunos de los cuales se encuentran interconectados por un túnel.
El sitio se localiza en el centro del Eje monumental, la principal avenida de la capital. Frente al Congreso hay un extenso jardín y un estanque reflectante. El Congreso se encuentra frente a la Plaza de los Tres Poderes, donde se localizan el Palacio de Planalto y el Supremo Tribunal Federal.
El Senado Federal contiene 81 asientos: tres senadores de cada estado y tres del Distrito Federal, elegidos según mayoría de votos para un período de ocho años. La Cámara de Diputados (Câmara dos Deputados) está integrada por 513 diputados, que son elegidos para un mandato de cuatro años. Las elecciones se basan en un complejo sistema de representación proporcional para los estados. Los escaños se asignan proporcionalmente de acuerdo a la población de cada estado, pero cada estado es elegible para un mínimo de ocho asientos y un máximo de setenta. Ambas cámaras del Congreso se reúnen en el palacio legislativo en el centro de Brasilia. Quince partidos políticos están representados en el Congreso.

### Palacio de Planalto

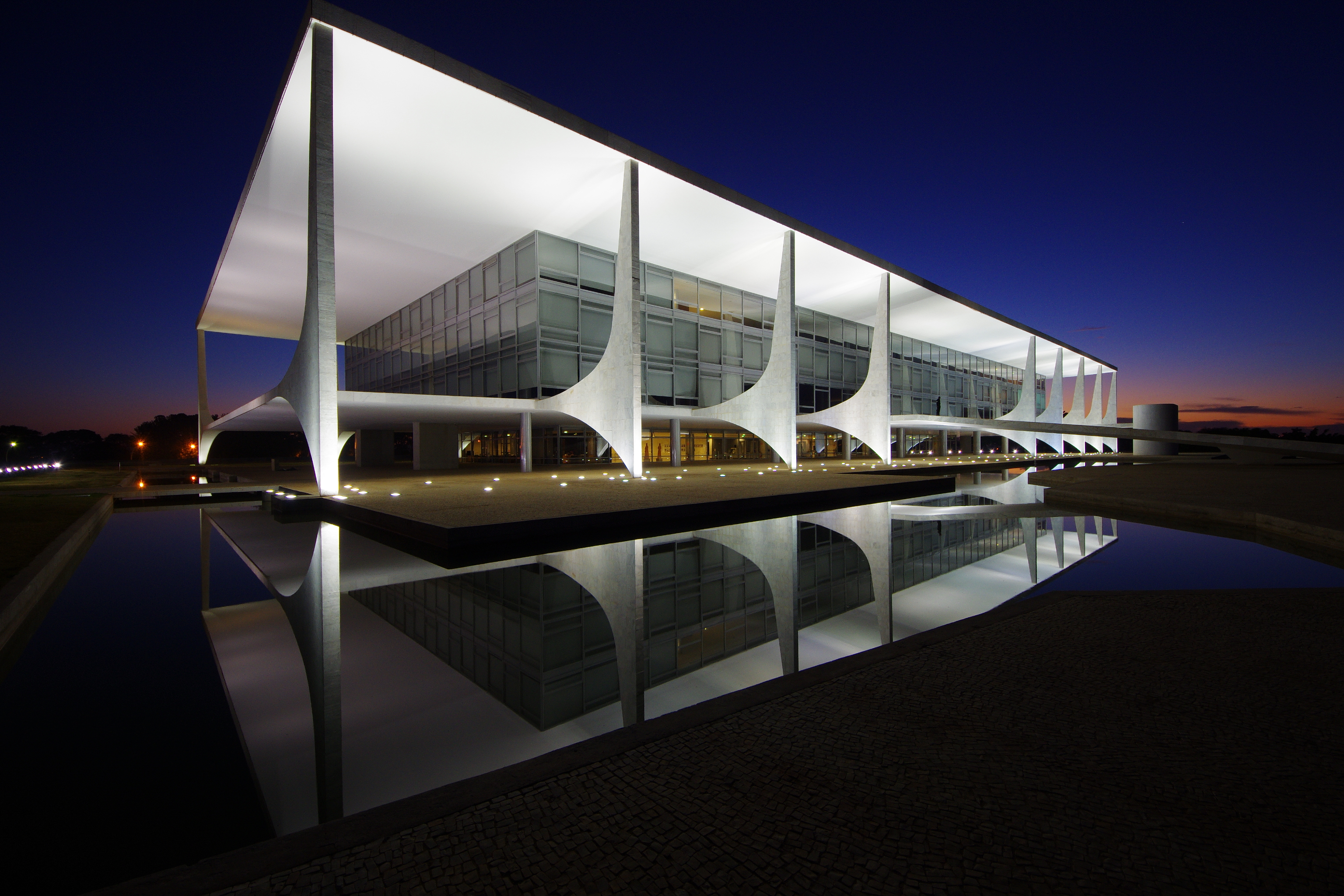
Palacio de Planalto.

El Palacio de Planalto (en portugués Palácio do Planalto, que significa "Palacio de la Meseta") es el lugar de trabajo oficial del Presidente de Brasil. Está ubicado en la Plaza de los Tres Poderes de la capital. Como la sede del gobierno, la expresión o Planalto ("la Meseta") se utiliza a menudo como metonimia para la rama ejecutiva del gobierno.
La principal oficina de trabajo del presidente de la República se encuentra en el Palacio de Planalto. El presidente y su familia, sin embargo, no viven en este lugar; la residencia oficial del presidente es el Palacio de la Alborada. Además del presidente, algunos altos consejeros también tienen oficinas en el "Planalto", entre ellos el vicepresidente de Brasil y el jefe de Estado; los otros ministerios se encuentran establecidos a lo largo de la Explanada de los Ministerios.
El arquitecto del Palacio de Planalto fue Oscar Niemeyer, quien diseñó la mayoría de los edificios importantes en la nueva capital de Brasil. La idea era proyectar una imagen de simplicidad y modernidad utilizando líneas y ondas para componer las columnas y las estructuras exteriores.
El palacio es de cuatro pisos de altura, y tiene una superficie de 36.000 m². Otros cuatro edificios adyacentes también forman parte del complejo.

### Palacio de la Alborada

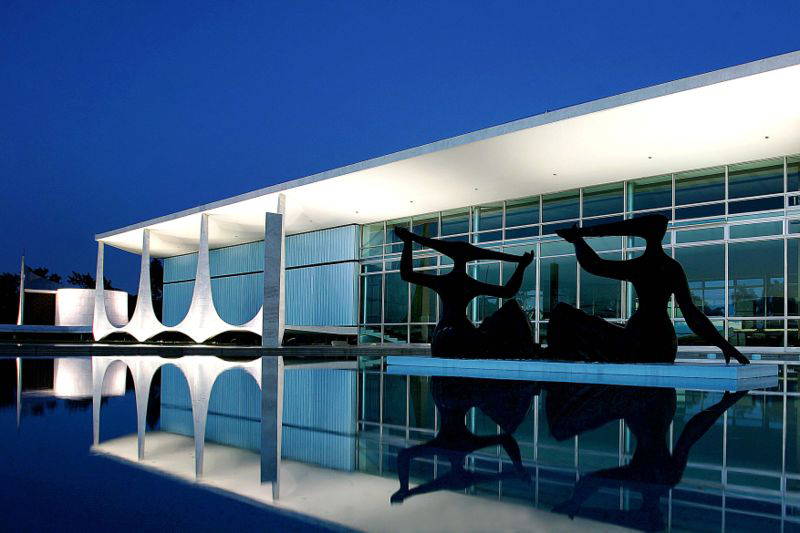
Palácio da Alvorada.

El Palacio de la Alborada (en portugués Palácio da Alvorada, es decir, "Palacio del Amanecer") es la residencia oficial del presidente de Brasil. Esta construcción fue diseñada de igual forma por Oscar Niemeyer e inaugurada en 1958.
La "Alborada" fue uno de los primeros edificios construidos en la nueva capital. Se encuentra en una península sobre la orilla del lago Paranoá. Para este proyecto, Niemeyer se orientó en los principios de simplicidad y modernidad que en el pasado caracterizaron las grandes obras de la arquitectura. El espectador tiene la impresión de mirar una caja de cristal, colocada suavemente sobre el terreno con el soporte de delgadas columnas externas.
El edificio tiene una superficie de 7000 m² y tres plantas. En el sótano se encuentran la sala de estar, cocina, lavandería, centro médico y la administración. En la planta baja se encuentran las habitaciones utilizadas por la Presidencia para las recepciones oficiales. La primera planta es la parte residencial del palacio, con cuatro suites, dos apartamentos y otras salas privadas.
El edificio tiene también una biblioteca, una piscina olímpica, una sala de música, dos comedores y varias salas de reunión. Ubicados en edificios adyacentes se encuentran una capilla y un helipuerto.

### Supremo Tribunal Federal

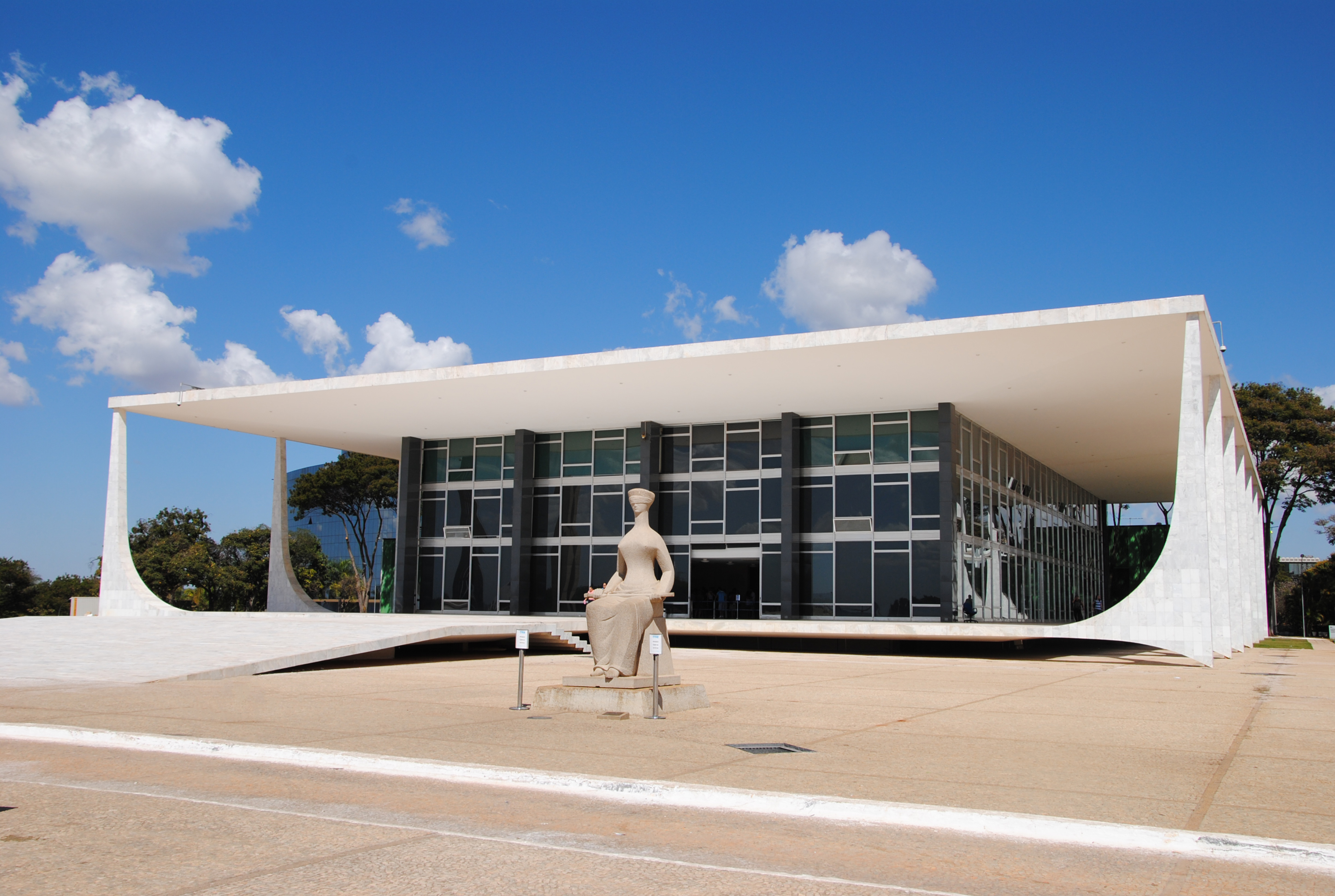
Sede del Supremo Tribunal Federal.

El Supremo Tribunal Federal de Brasil es el más alto tribunal de justicia de la República Federativa del Brasil. El tribunal funciona como un Tribunal Constitucional, por lo tanto, sus decisiones no pueden ser apeladas. También puede anular leyes aprobadas por el Congreso.
Los miembros del tribunal, que son llamados ministros, son nombrados por el Presidente y aprobados por el Senado. Sirven hasta la jubilación obligatoria, a los 75 años de edad. De todos los presidentes, solo uno, Café Filho, no ha designado a ningún ministro.
El número de miembros ha cambiado a lo largo de la historia. En la Constitución de 1891 se decidió que la corte tuviera 15 miembros. Cuando el expresidente brasileño Getúlio Vargas asumió el poder, el número de miembros se redujo a 11. Cambió a 16 en 1965, pero regresó a 11 en 1969. No ha cambiado desde entonces.

### Puente Juscelino Kubitschek

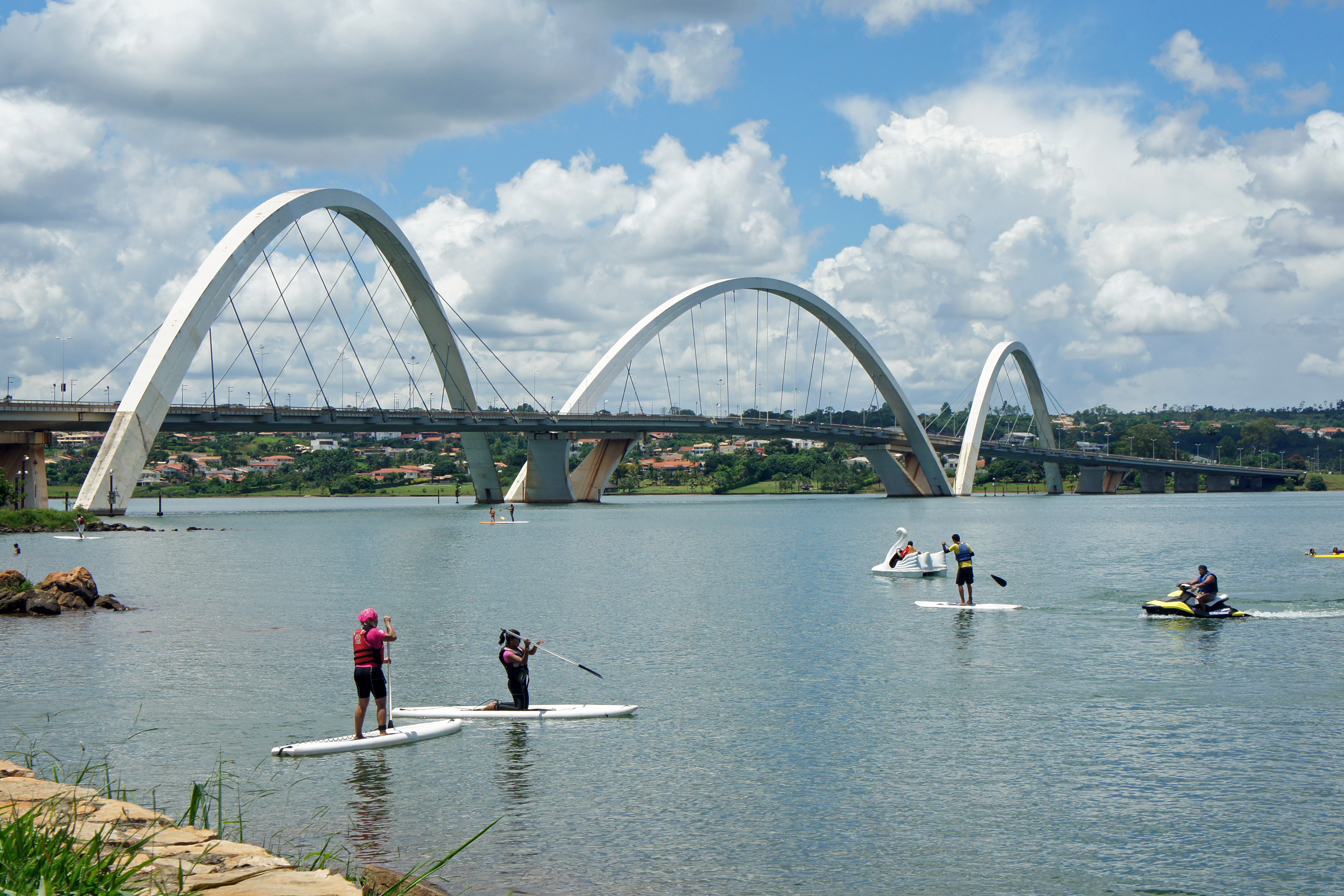
Puente Juscelino Kubitschek.

Conocido localmente como Puente JK o Puente Presidente JK, fue inaugurado el 15 de diciembre de 2002. Cruza el Lago Paranoá, localizado cerca del Eje monumental de la ciudad. Recibió su nombre en honor a Juscelino Kubitschek de Oliveira, expresidente de Brasil. Su costo es estimado en USD$56,8 millones, y rápidamente se convirtió en otro de los iconos arquitectónicos de Brasilia. Debido a la calidad estética y la armonía con el medio ambiente, el arquitecto de la obra, Alexandre Chan, recibió en 2003 la Medalla de Gustav Lindenthal, otorgada por la Sociedad de Ingenieros del Estado de Pensilvania, Estados Unidos. El diseño estructural de este puente es único en el mundo y arquitectónicamente solo es comparable al puente peatonal del Acuario Público del Puerto de Nagoya, en Japón.
La estructura principal del puente tiene una longitud de 720 metros (en tres vanos de 240 m), una longitud total de 1200 m con las aproximaciones y un ancho de 24 metros, que corresponden a tres carriles en cada dirección. Además cuenta con caminos peatonales a cada lado de 1,5 m de ancho, mismos que pueden ser usados también por ciclistas y patinadores.

### Lago Paranoá
El Lago Paranoá es un gran lago artificial construido a fin de incrementar las reservas de agua disponibles en la región. Contiene la segunda mayor marina —puerto deportivo— de Brasil, y es un sitio ideal para la práctica del wakeboard y el windsurf en la capital.

## Cultura

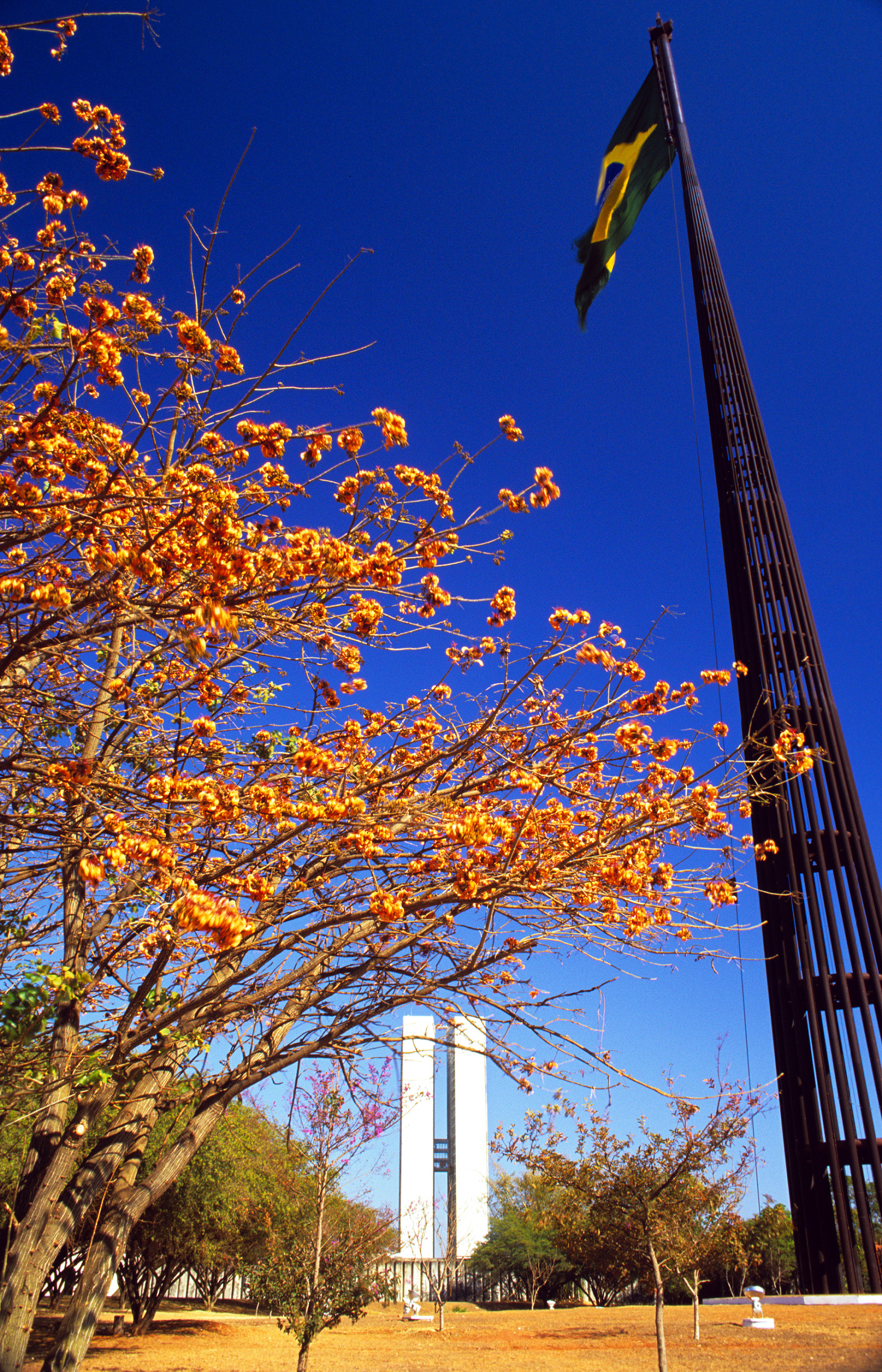
La Auriverde.

Los principales museos de la ciudad están ubicados en el Eje monumental. El Panteón de la Patria Tancredo Neves, el cual tiene forma de paloma y fue diseñado también por Oscar Niemeyer, se inauguró en 1986, y además resguarda al Libro de los Héroes de la Patria, mismo que narra la historia de quienes han luchado por la unidad de la nación.
El Memorial JK presenta diversos objetos personales, fotos, regalos, cartas y la tumba en sí del idealista de la ciudad, Juscelino Kubitschek. La memoria de los pueblos indígenas tiene como objetivo mostrar un poco de la riqueza nacional de las culturas indígenas. El 15 de diciembre de 2006 se inauguró el Complejo Cultural de la República, integrado por el Museo Nacional Honestino Guimarães y por la Biblioteca Nacional Leonel de Moura Brizola.
Fuera del Eje monumental, están el Museo de Arte de Brasilia, que posee una exposición permanente dedicada al arte, y el Museo de Valores del Banco Central. En el sector norte se encuentra el teatro principal de la ciudad, el cual tiene forma de una gran pirámide irregular.

### Música
Debido a la diversidad de orígenes de los trabajadores y de los demás habitantes de Brasilia, la escena musical en el Distrito Federal presenta influencias de variados ritmos.

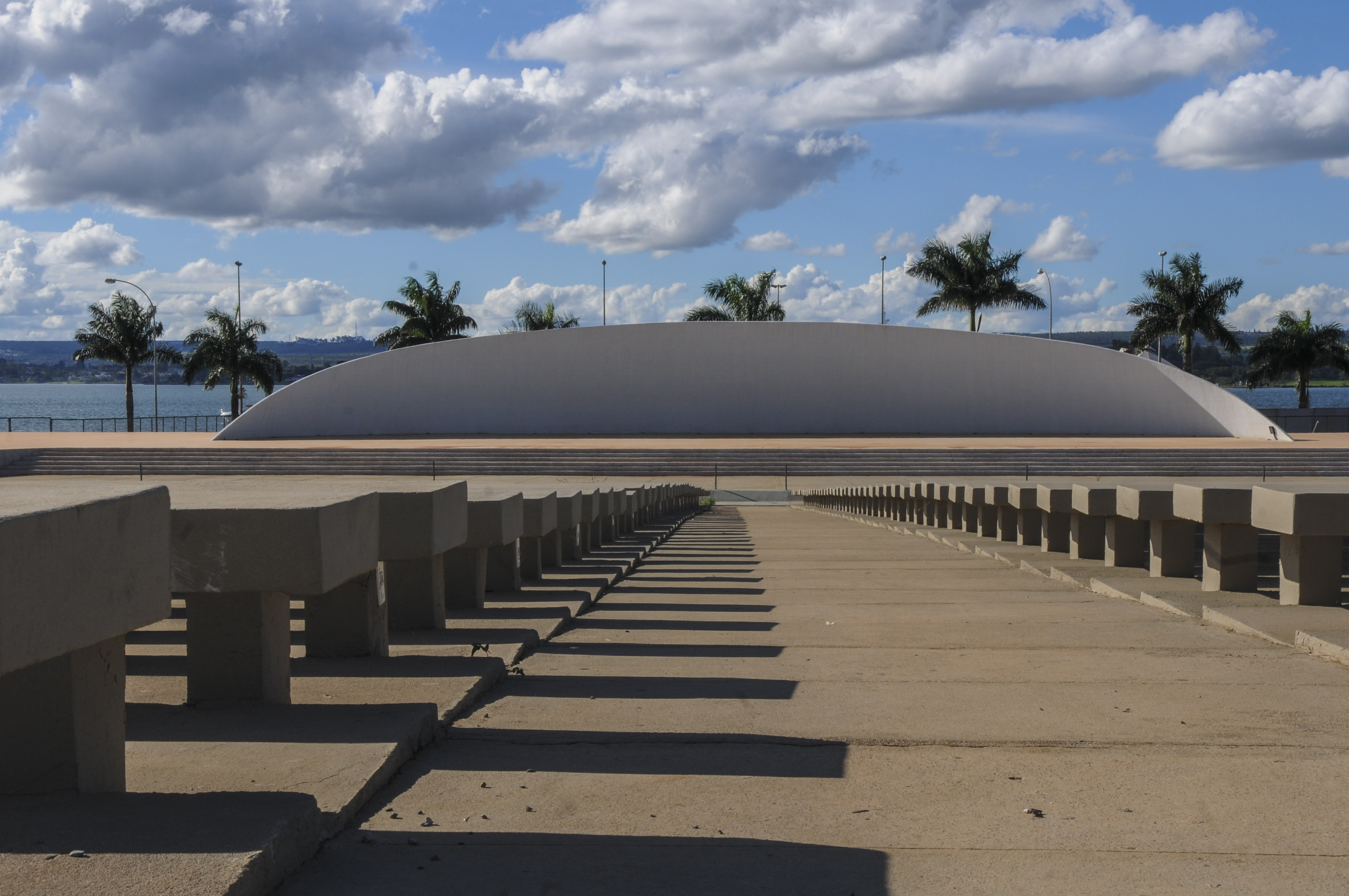
Concha Acústica del Distrito Federal en Brasilia

Al comienzo de la construcción de la capital brasileña, el acordeonista nordestino Luiz Gonzaga trajo el forró a Brasilia. Ese estilo musical y de danza comenzó a ganar más fuerza en la capital a partir de 1994, cuando un grupo de nordestinos empezó a crear nuevas coreografías para las músicas de aquella época, lo que le permitió a Brasilia participar en la historia del forró, desarrollando una forma de bailar y un estilo propio. Como la mayoría de los candangos era proveniente de la región del nordeste de Brasil, Ceilândia, una de las regiones administrativas en donde se encuentra la mayor concentración de descendientes de nordestinos, se transformó en el más importante reducto del forró en el Distrito Federal.
El rock brasiliense se hizo conocido como el primer movimiento musical expresivo de la nueva Capital en los años 1980, no solo en la música, sino también en la manera de pensar y de comportarse de los ciudadanos brasilienses. Por ser la cuna de grandes nombres del rock nacional, conocidos en todo el mundo, como Plebe Rude, Legião Urbana y Capital Inicial, en 1980, Brasilia fue nombrada Capital Nacional del Rock. 

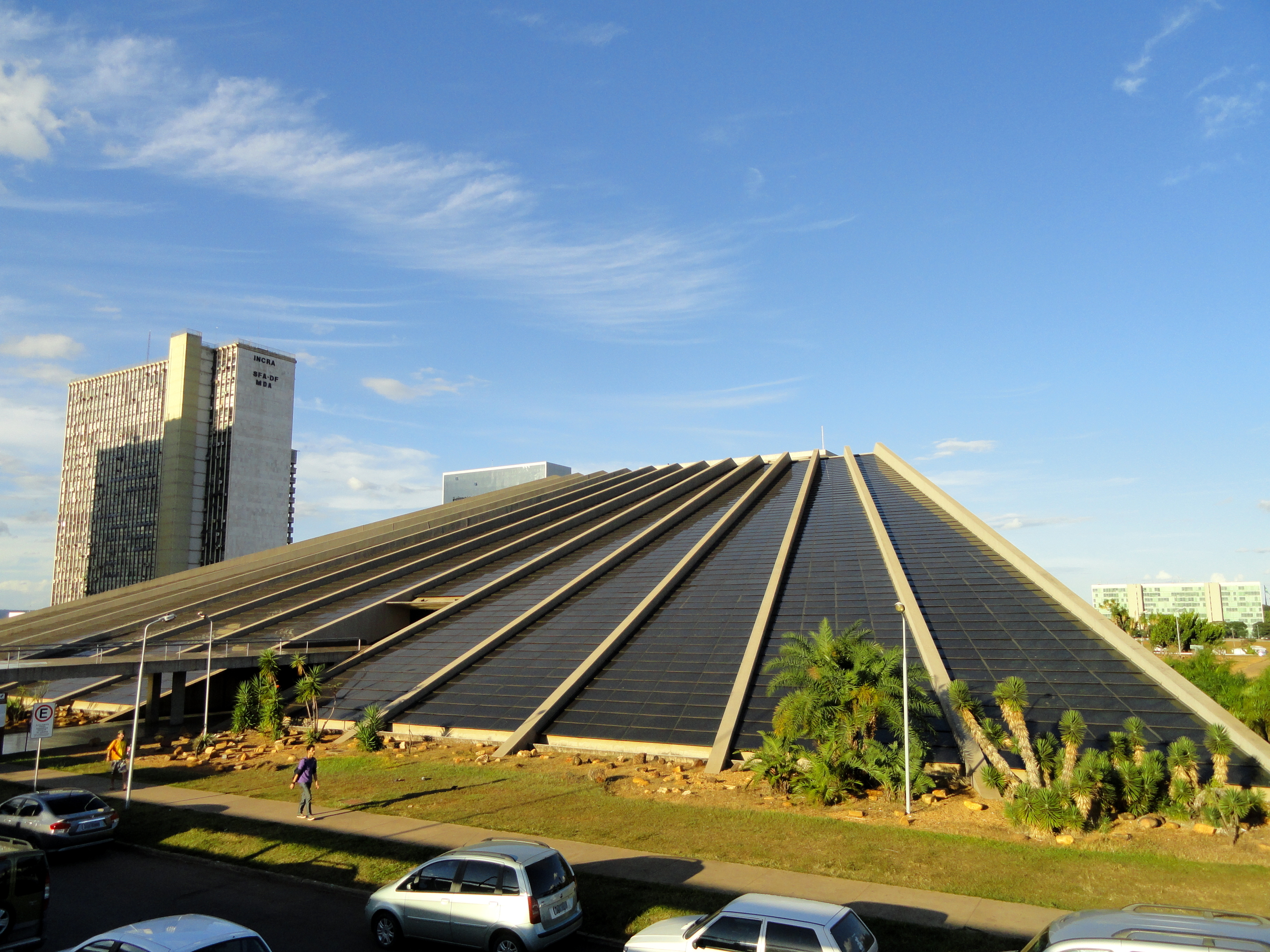
Teatro Nacional Claudio Santoro, Brasilia

Además del rock y del forró, otros ritmos como el choro, hip hop, repente y sertanejo también han sido importantes para la historia y la cultura de la ciudad. En la actualidad, Brasilia recibe estrellas de la música nacional e internacional todos los años, lo que ha permitido el crecimiento de la diversidad cultural de la música en la ciudad, transformándola en una "capital de múltiples identidades".

### Fiestas y celebraciones
Algunas fiestas tradicionales son celebradas a lo largo del año. En abril, más concretamente en el día 21, se celebra el cumpleaños de Brasilia, donde se hacen importantes festivales y conciertos de famosos grupos nacionales llegando a reunir más de 1 millón de personas en la explanada de los ministerios. En junio hay grandes festivales que celebran a los santos católicos, tales como San Antonio y San Pedro, que son llamados festas juninas, o festival de junio. En el transcurso del año hay eventos locales, nacionales e internacionales que son realizados en la ciudad. La Navidad es una de las celebraciones más importantes, y en Nochevieja se organizan grandes eventos.

## Deporte

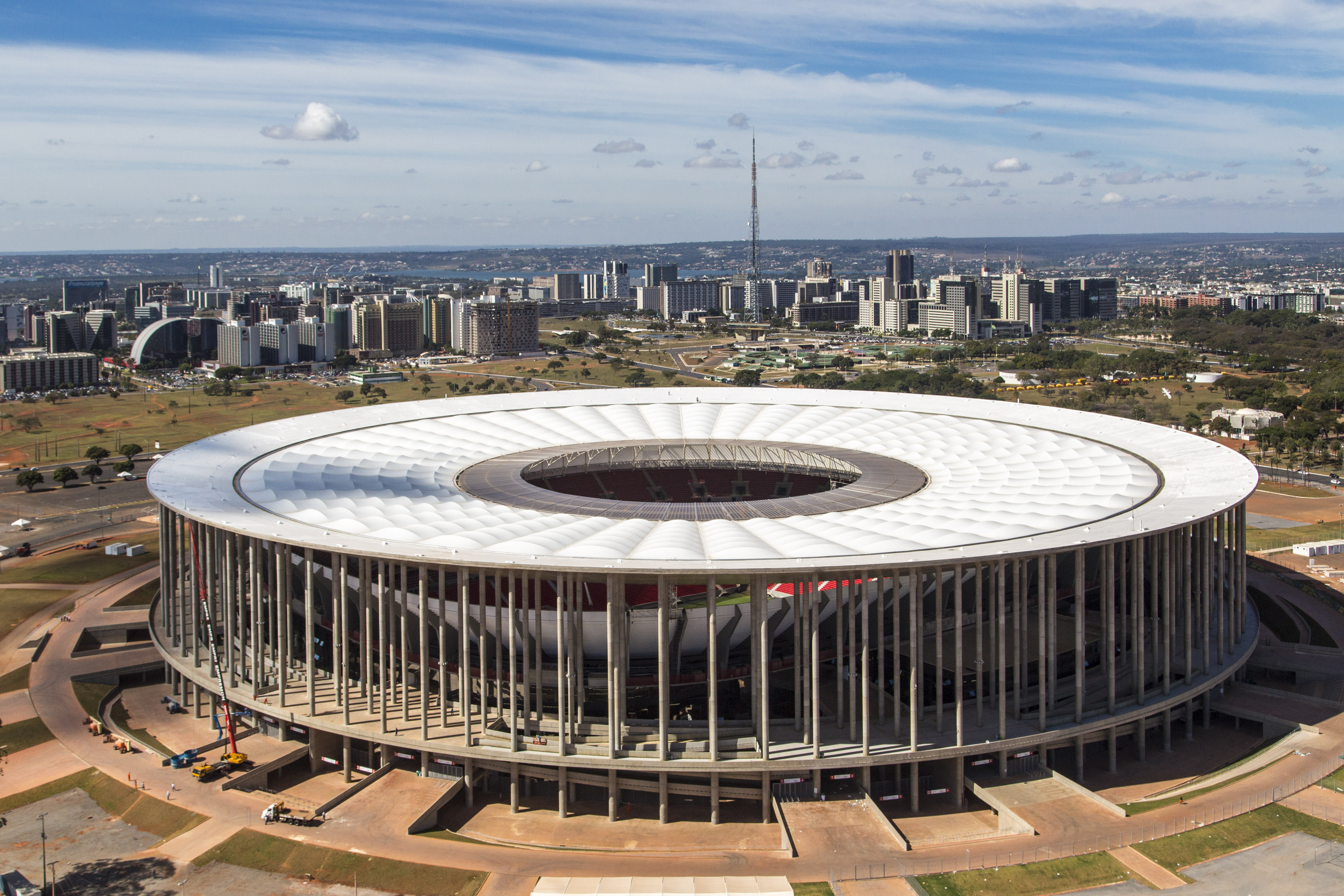
El nuevo Estadio Mané Garrincha

### Fútbol

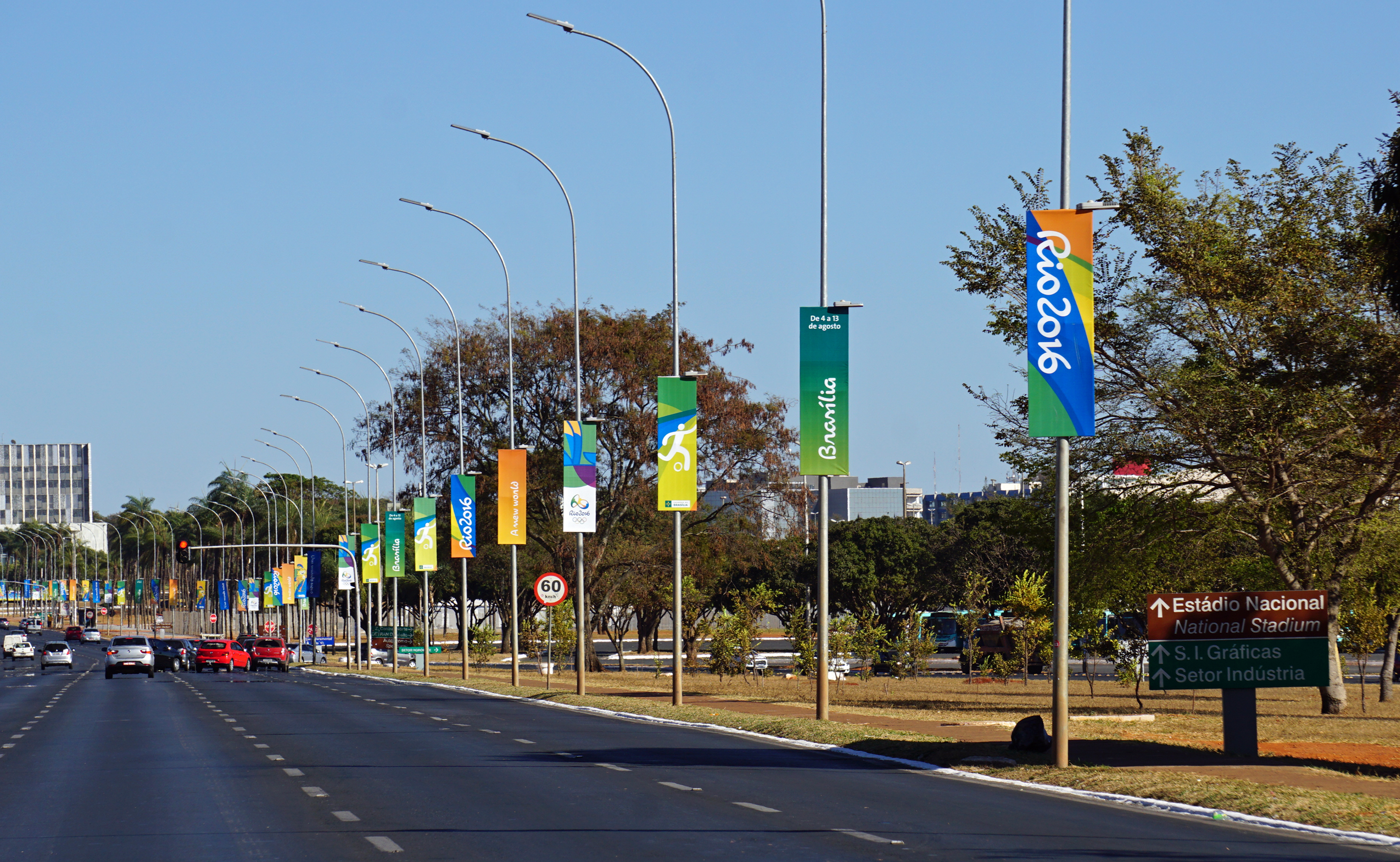
El Estadio Mané Garrincha fue sede de 10 partidos de fútbol de los Juegos Olímpicos de Río de Janeiro 2016.

El deporte no es ajeno a la vida social de Brasilia. En este contexto, la capital brasileña tiene su representación en el ámbito del fútbol, ya que en su ejido urbano se halla emplazado el moderno estadio Mané Garrincha, inaugurado en el año 1974 y bautizado así en honor al afamado futbolista brasileño Garrincha, campeón mundial con la Selección Brasileña de Fútbol en el Mundial de Chile de 1962. Este estadio es al mismo tiempo la sede en la que disputan sus partidos de local los tres clubes más importantes de la región, siendo ellos: 
- Brasília Futebol Clube
- Brasiliense Futebol Clube de Taguatinga
- Sociedade Esportiva do Gama

En el año 2010, el Mané Garrincha fue puesto en remodelación con vistas a la recepción y desarrollo de la Copa Mundial de Fútbol de 2014, de la cual Brasil fue finalmente designado como país anfitrión. En este sentido, se llevó a cabo un exhaustivo trabajo que insumió una inversión de 900 millones de dólares estadounidenses, con el cual se llegó a la remodelación final y posterior inauguración, en la cual se aumentaría la capacidad de 45 000 a 72 800 espectadores sentados. La reinauguración del Estadio Nacional en los primeros meses del año 2013 permitió que esta arena fuera una de las sedes de la Copa FIFA Confederaciones 2013. También fue designada como sede de la Copa Mundial de Fútbol de 2014. El Estadio Nacional Mané Garrincha fue sede de diez partidos de fútbol de los Juegos Olímpicos de Río de Janeiro 2016, que incluyeron juegos en las categorías femenina y masculina realizados entre 4 y 13 de agosto de 2016.

### Automovilismo
El automovilismo también tiene su sede en la capital brasileña, ya que allí, a metros del Estadio Nacional Mané Garrincha, se encuentra emplazado el Autódromo Internacional Nelson Piquet de Brasilia, un circuito de carreras que fuera inaugurado en el año 1974 y que fuera bautizado con el nombre de este piloto, habitante de esta localidad y que supiera consagrarse tres veces como campeón mundial de Fórmula 1.

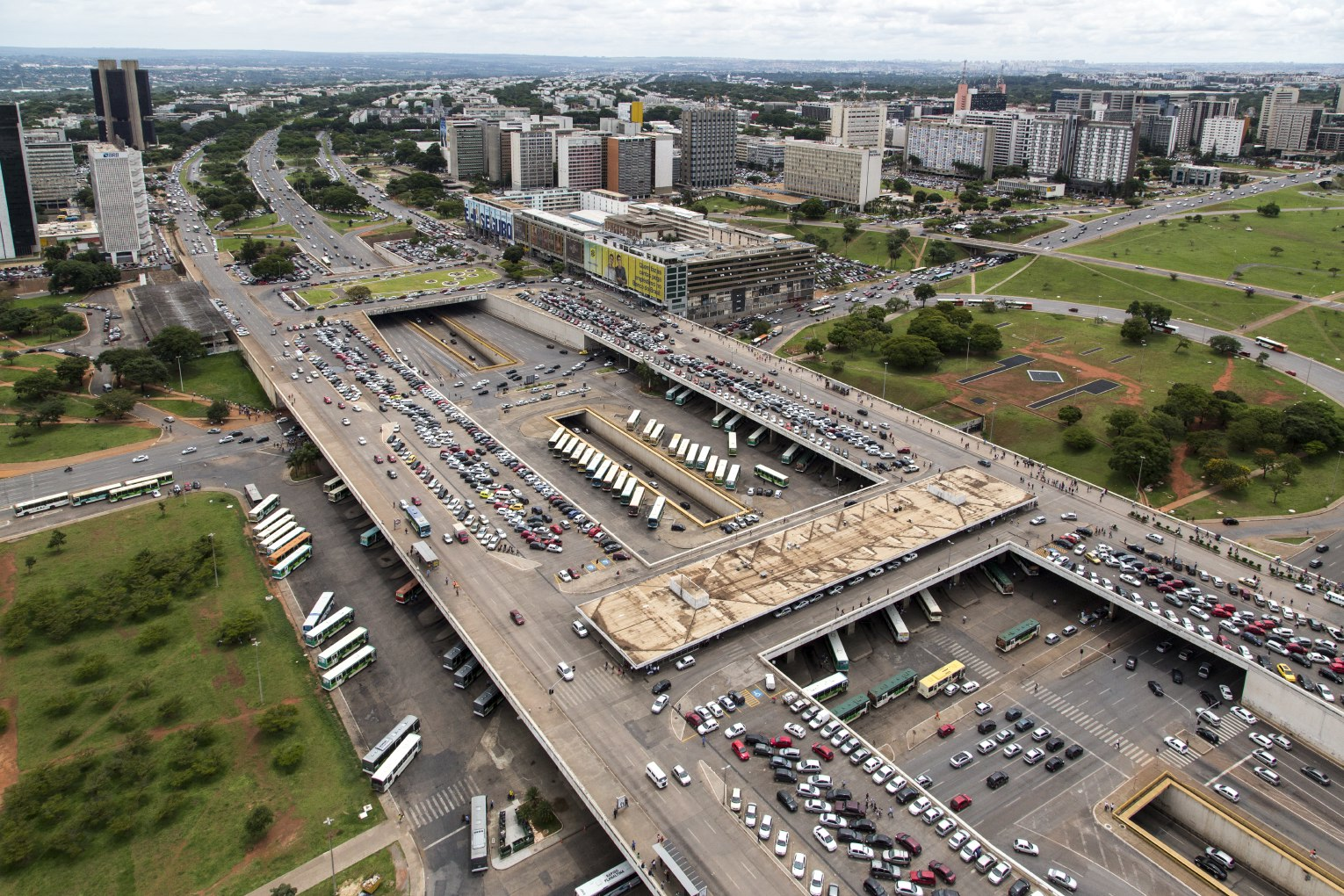
Un terminal de Autobuses en Brasilia llamado Rodoviária do Plano Piloto

## Transporte
En 2019, la flota del Distrito Federal alcanzó más de 1,8 millones de vehículos, lo que corresponde a una tasa de motorización de 390 vehículos por cada 1000 habitantes, y esta tasa es aún mayor en la zona central de Brasilia (Plano Piloto, Sudoeste, Lago Sul y Norte). Han empezado a aparecer numerosos atascos en la ciudad y algunos lugares se vuelven intransitables en hora punta. Los autobuses transportan poco más de 14 millones de pasajeros al mes. El estado actual del sistema de transportes del Distrito Federal crea una situación de escasa movilidad urbana, con un servicio de autobuses que es notoriamente caro e ineficiente, y una infraestructura que favorece al coche privado. Para intentar paliar esta situación, se dio al Distrito Federal la oportunidad de desarrollar un nuevo sistema de transportes.
Para intentar paliar esta situación, se construyó un metro, pero debido a su limitada longitud y al propio crecimiento de la ciudad, no ha alterado significativamente el problema del tráfico de la ciudad y, desde el inicio de su construcción en 1992, y en 2010, generaba pérdidas de unos 7,5 millones de reales al mes para el gobierno. De las 29 estaciones previstas, 24 están en funcionamiento, uniendo el centro de Plano Piloto (estación de autobuses) con Guará, Águas Claras, Taguatinga, Ceilândia y Samambaia. El metro del Distrito Federal transporta alrededor de 150.000 usuarios al día. El 1 de febrero de 2009 entró en funcionamiento la integración de los sistemas de minibús y metro, con billetaje electrónico. El proyecto Brasília Integrada aún está en fase de ejecución, que incluye la creación de carriles especiales para autobuses y su integración con el metro. En julio de 2010 se inauguró una nueva terminal interestatal de autobuses, junto a la estación Shopping del metro. La nueva estación de autobuses está situada en el centro de Brasília.
Brasília también tiene conexiones ferroviarias con los estados de Goiás, Minas Gerais y São Paulo, a través del ramal de Brasília, que está bajo el control de Ferrovia Centro-Atlântica (FCA). El ferrocarril, que forma parte del Corredor Centro-Oeste, transporta combustibles, cereales e insumos industriales. Sin embargo, el transporte de pasajeros de larga distancia lo realizaba la Rede Ferroviária Federal (RFFSA), originalmente su administradora, desde que se implantó el modal en el Distrito Federal a finales de los años sesenta. Los trenes consistían en un enlace interestatal entre la capital federal y la ciudad de Campinas. Se denominaban Bandeirante y partían inicialmente de la Estación Ferroviaria Bernardo Sayão y posteriormente de la Rodoferroviária de Brasília, donde podían integrarse con los autobuses interestatales. Los servicios de pasajeros funcionaron hasta 1992, cuatro años antes de la concesión de la SR-2 al sector privado.
La capital federal es la segunda ciudad con mayor infraestructura ciclista de Brasil, con 633,496 km de ciclovías y carriles. Brasília y São Paulo fueron las ciudades brasileñas que más ampliaron su infraestructura ciclista en 2013 y 2014, pero ambas son criticadas por las deficiencias y la mala calidad de los carriles que construyen o delimitan.

### Transporte Aéreo

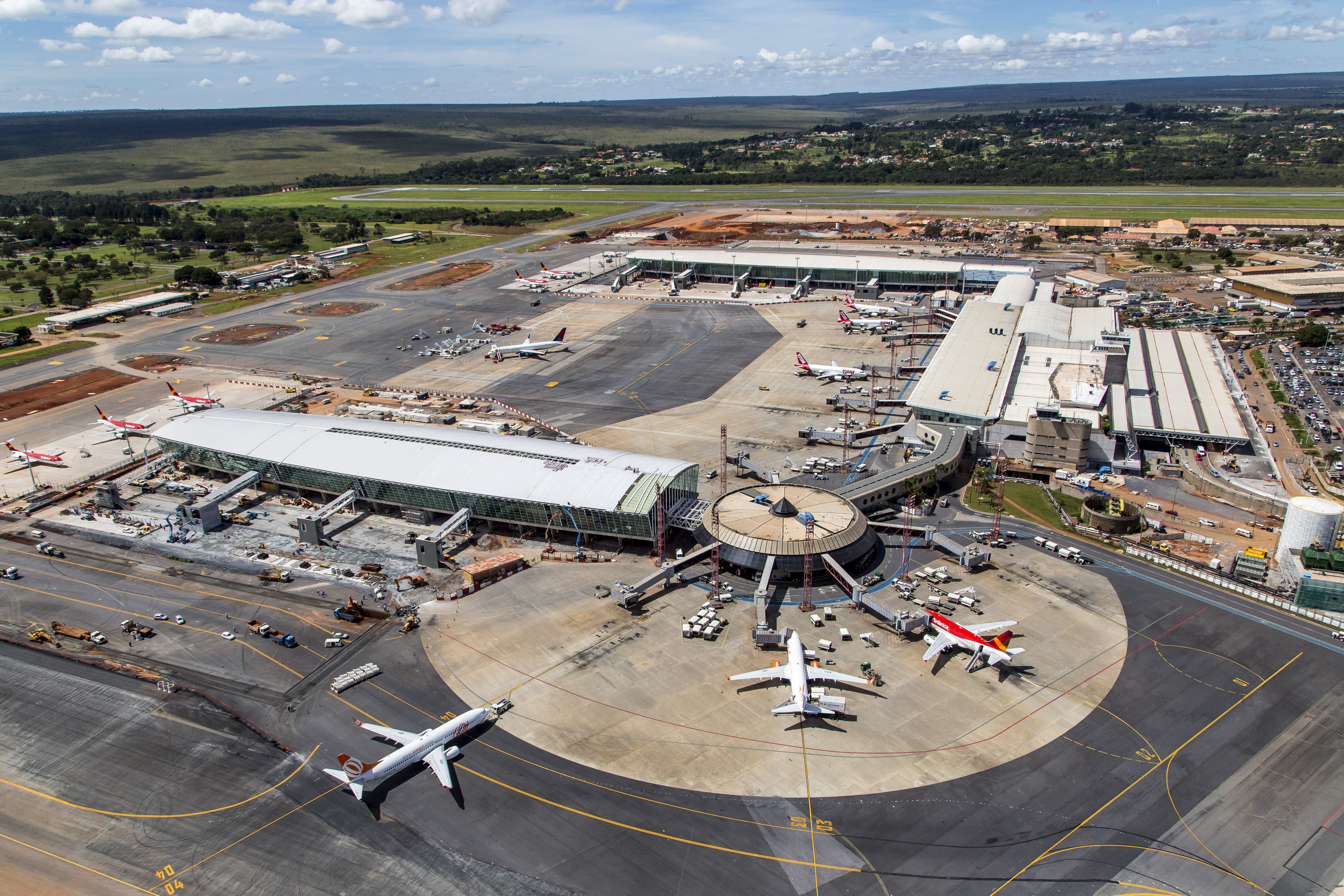
Panorama del Aeropuerto Internacional de Brasilia.

El Aeropuerto Internacional Presidente Juscelino Kubitschek es el aeropuerto que sirve al área metropolitana de Brasilia con vuelos nacionales e internacionales. Fue nombrado así en honor al antiguo presidente brasileño Juscelino Kubitschek de Oliveira, promotor de la construcción de la nueva capital. También conocido simplemente como el Aeropuerto Internacional de Brasilia, es el segundo más grande de Brasil en cuanto a flujo de pasajeros; lo supera el principal aeropuerto de São Paulo, el Aeropuerto Internacional de Guarulhos. Debido a su localización estratégica es considerado un centro civil de aviación para el resto del país. 
Esto conlleva un mayor número de despegues y aterrizajes y no es inusual que los vuelos tengan que esperar para aterrizar. Siguiendo el plan del aeropuerto, Infraero construyó una segunda pista, la cual fue terminada en 2006. En 2003 la cuarta fase de la expansión de la terminal de pasajeros fue completada, con la cual se aumentó su capacidad a 7,4 millones de usuarios al año. El tercer piso del edificio principal, con 12 000 m², cuenta con una cubierta panorámica, un food court (zona para comer), tiendas, cuatro salas de cine con una capacidad total de 500 personas y espacios para exhibiciones. En total hay 136 locales para tiendas en el aeropuerto de Brasilia.

## Ciudades hermanadas
Estas las siguientes ciudades hermanas de mundo.
| Ciudades con Acuerdo de Hermanamiento con Brasilia | Ciudades con Acuerdo de Hermanamiento con Brasilia | Ciudades con Acuerdo de Hermanamiento con Brasilia |
| -------------------------------------------------- | -------------------------------------------------- | -------------------------------------------------- |
| Abuya, Nigeria                                     | Roma, Italia                                       | Ciudad Guayana, Venezuela                          |
| Ámsterdam, Países Bajos                            | Washington, D. C., Estados Unidos                  | Teherán, Irán                                      |
| Buenos Aires, Argentina                            | Boston, Estados Unidos                             | Guadalajara, México                                |
| Doha, Catar                                        | Ottawa, Canadá                                     | Cali, Colombia                                     |
| Doha, Catar                                        | Asunción, Paraguay                                 | Cali, Colombia                                     |

También forma parte de la Unión de Ciudades Capitales Iberoamericanas (UCCI), hermanando con las siguientes ciudades:
| Unión de Ciudades Capitales Iberoamericanas hermanada con Brasilia | Unión de Ciudades Capitales Iberoamericanas hermanada con Brasilia | Unión de Ciudades Capitales Iberoamericanas hermanada con Brasilia |
| ------------------------------------------------------------------ | ------------------------------------------------------------------ | ------------------------------------------------------------------ |
| Andorra la Vieja, Andorra                                          | La Paz, Bolivia                                                    | Montevideo, Uruguay                                                |
| Asunción, Paraguay                                                 | Lima, Perú                                                         | Ciudad de Panamá, Panamá                                           |
| Bogotá, Colombia                                                   | Lisboa, Portugal                                                   | Río de Janeiro, Brasil                                             |
| Caracas, Venezuela                                                 | Madrid, España                                                     | Guadalajara, México                                                |
| Ciudad de Guatemala, Guatemala                                     | Managua, Nicaragua                                                 | La Habana, Cuba                                                    |
| Ciudad de Guatemala, Guatemala                                     | Ciudad de México, México                                           | La Habana, Cuba                                                    |

| Predecesor: Ciudad de México | Capital Iberoamericana de la Cultura 2022 | Sucesor: San José |

## Galería

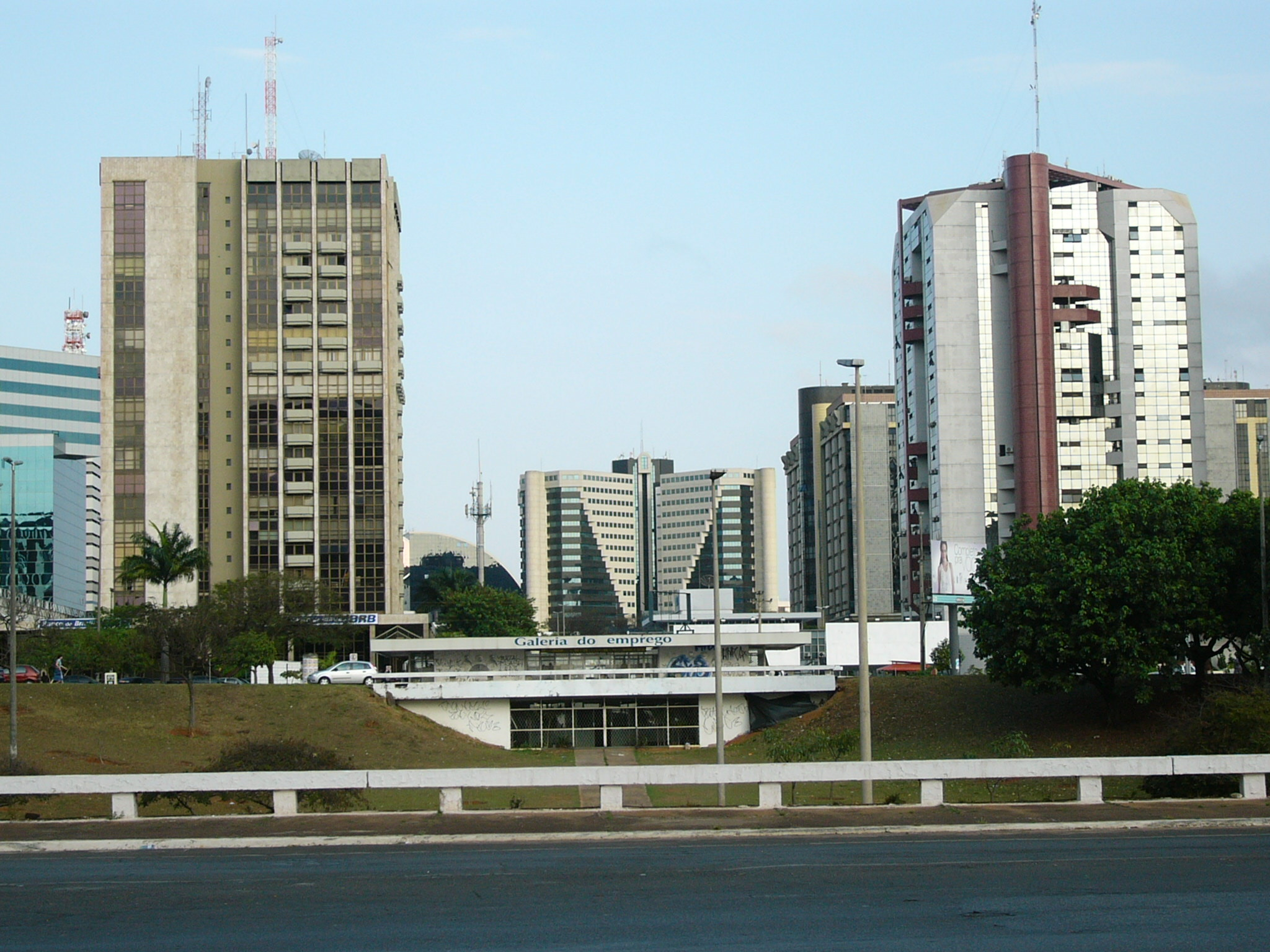
Centro comercial norte.
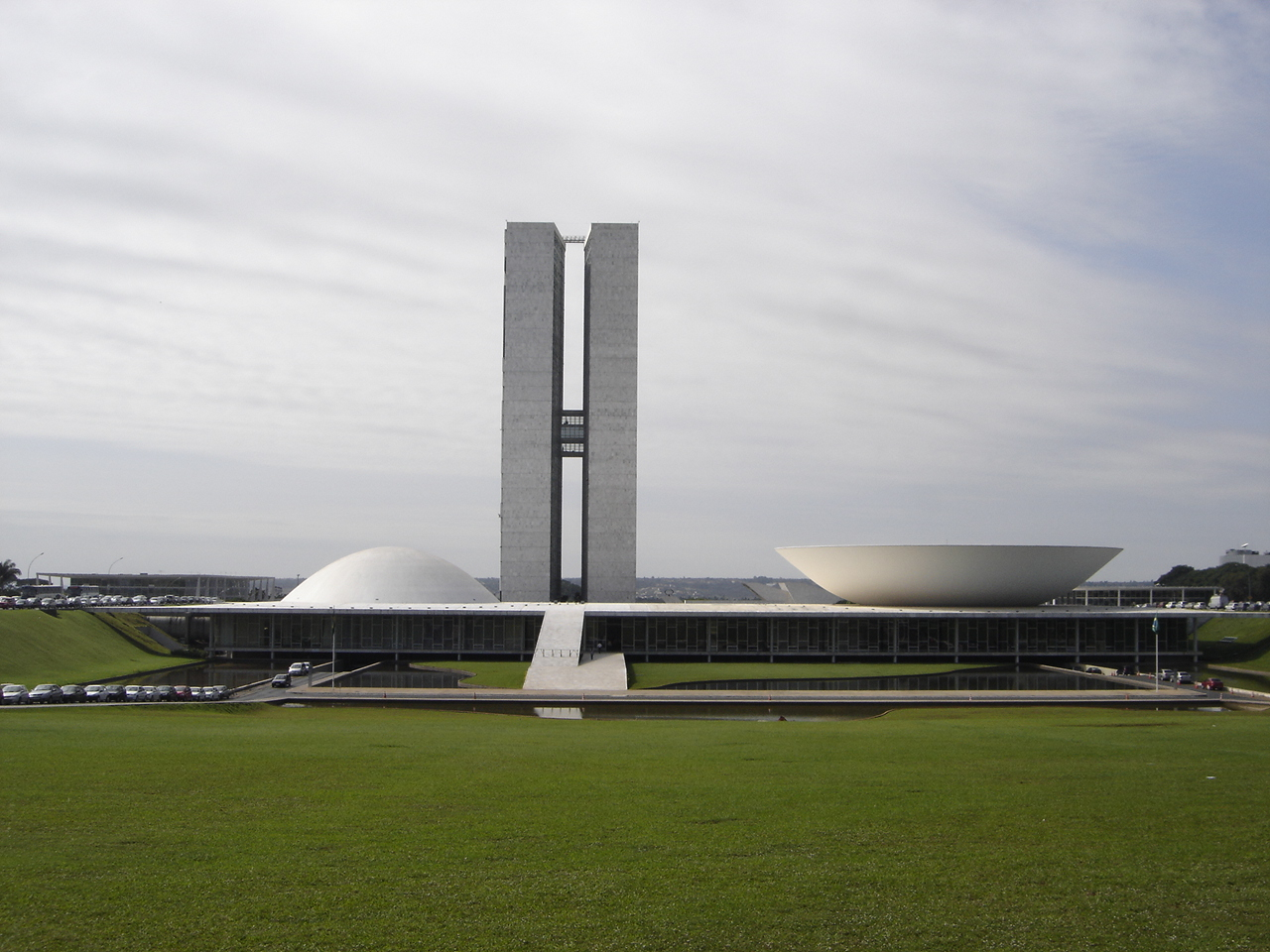
Congreso Nacional de Brasil.
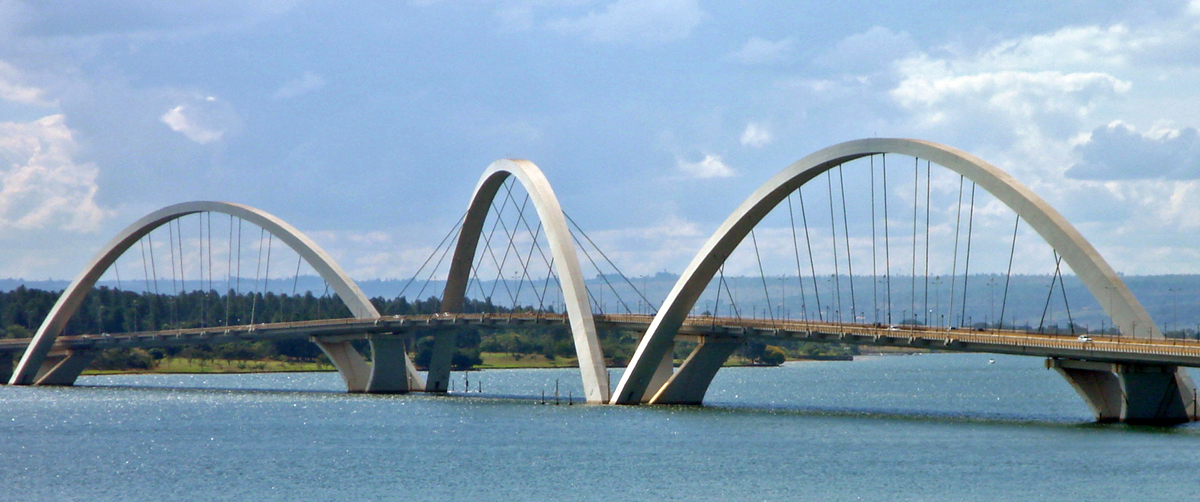
Puente Juscelino Kubitschek.
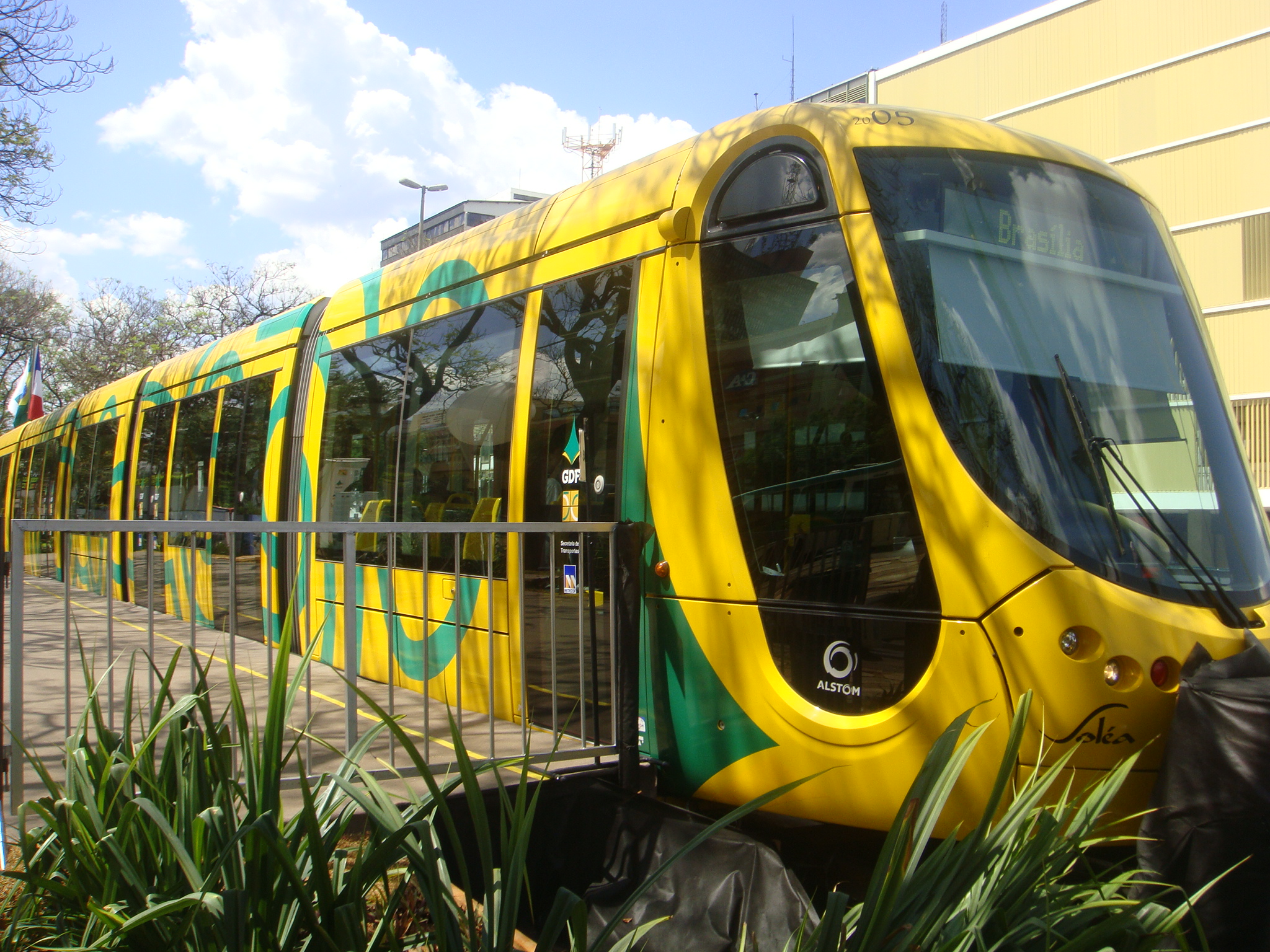
Metrô-leve (VLT) de Brasília.
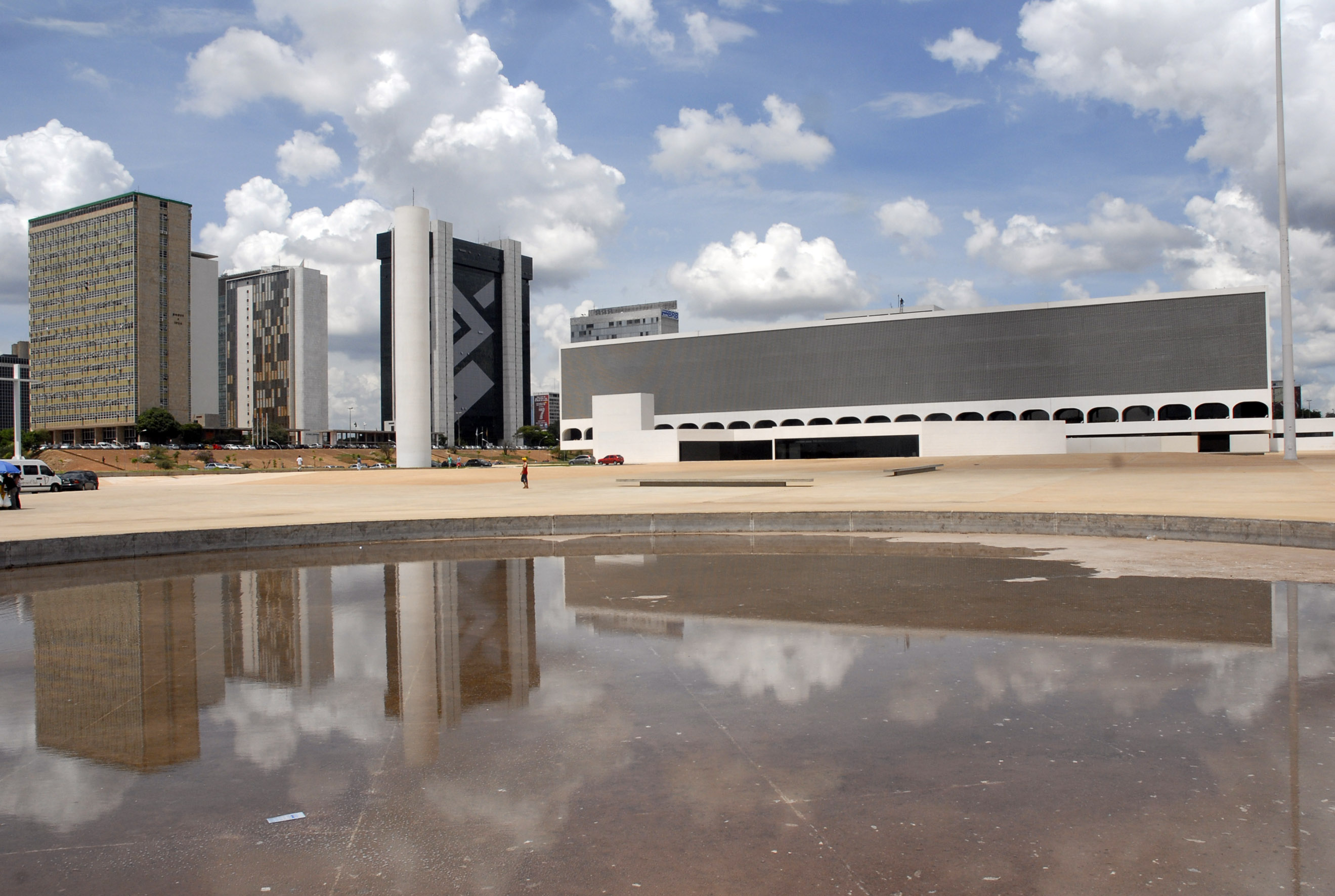
Biblioteca Nacional.
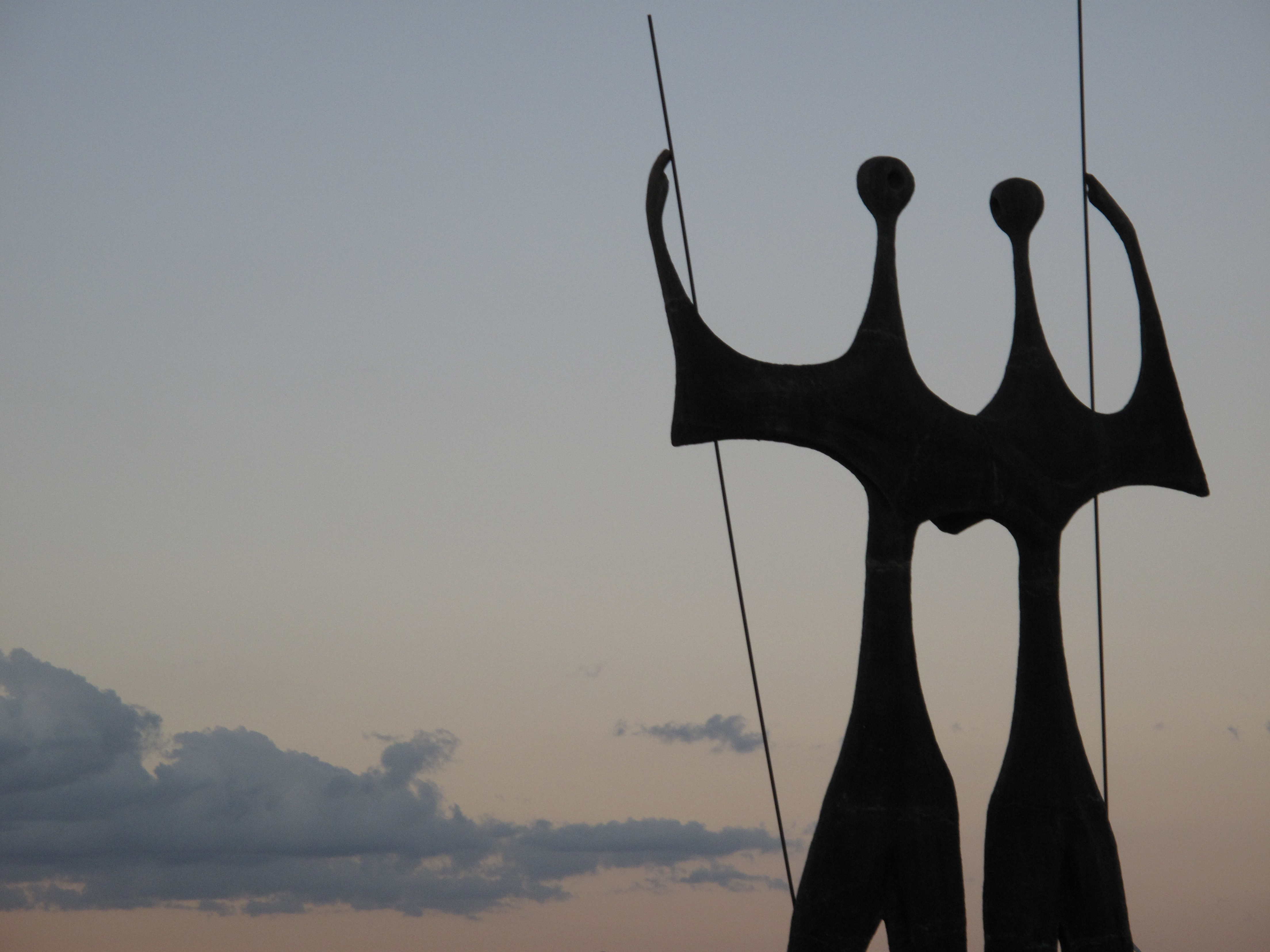
Escultura Os Guerreiros en el Palacio do Planalto.

| Predecesor: Cuzco   | Capital Americana de la Cultura 2008                                | Sucesor: Asunción |
| Predecesor: París   | Sede de las Sesiones del Comité del Patrimonio de la Humanidad 1988 | Sucesor: París    |
| Predecesor: Sevilla | Sede de las Sesiones del Comité del Patrimonio de la Humanidad 2010 | Sucesor: París    |